# Trammuseum Skjoldenæsholm

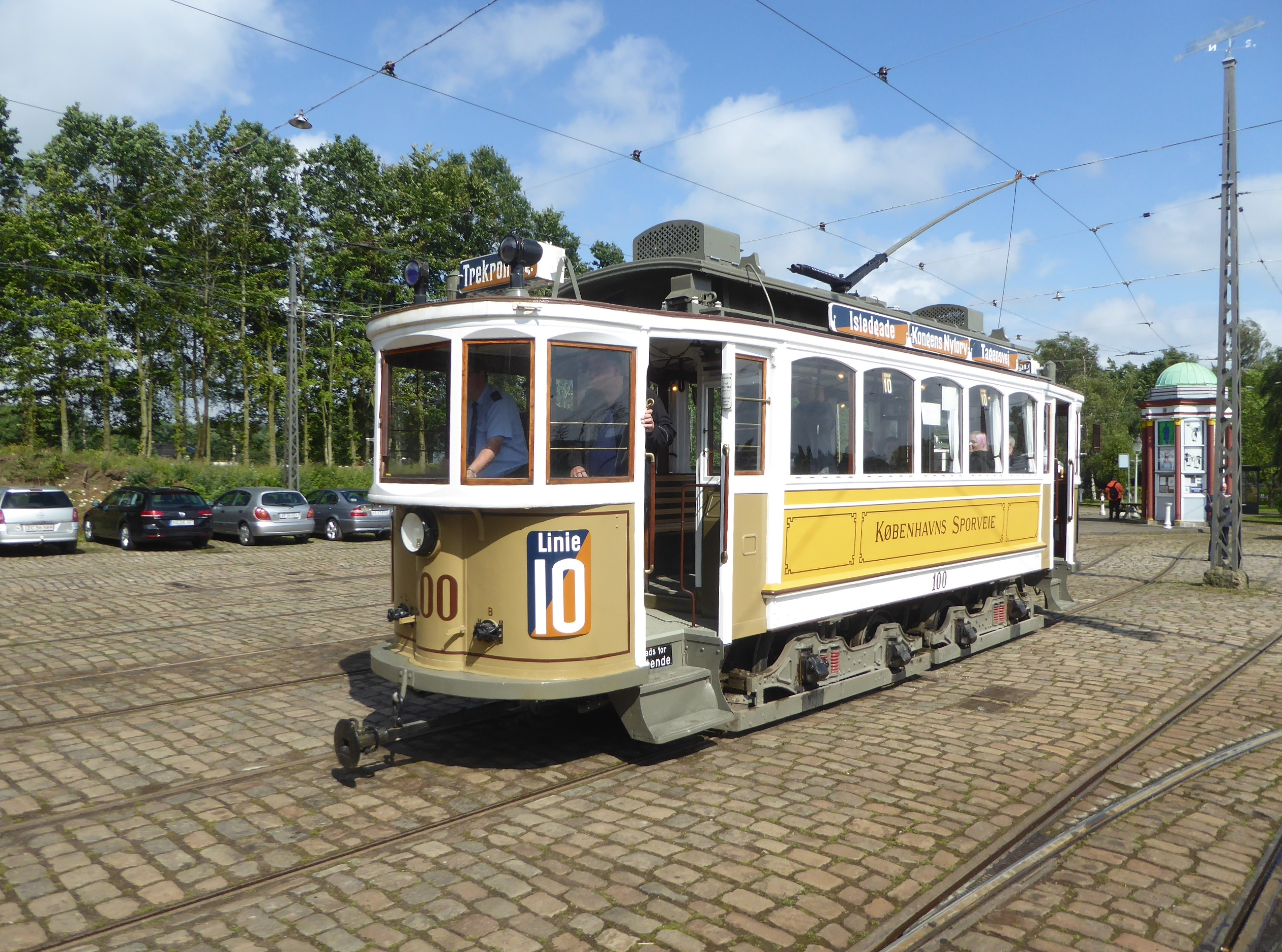
Motorwagen 100 (bouwjaar 1901) uit Kopenhagen.

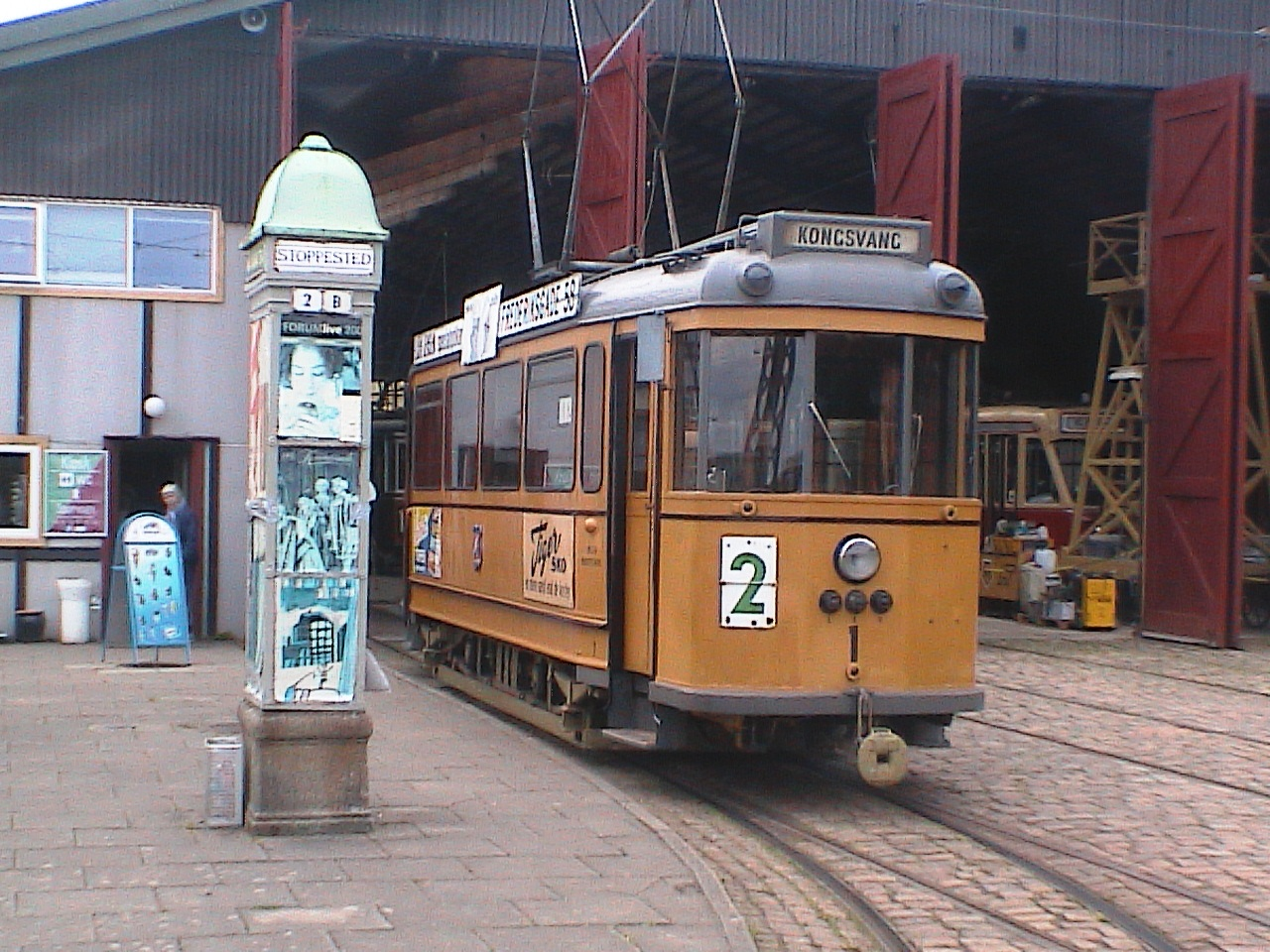
Motorwagen 1 (bouwjaar 1945) uit Århus.

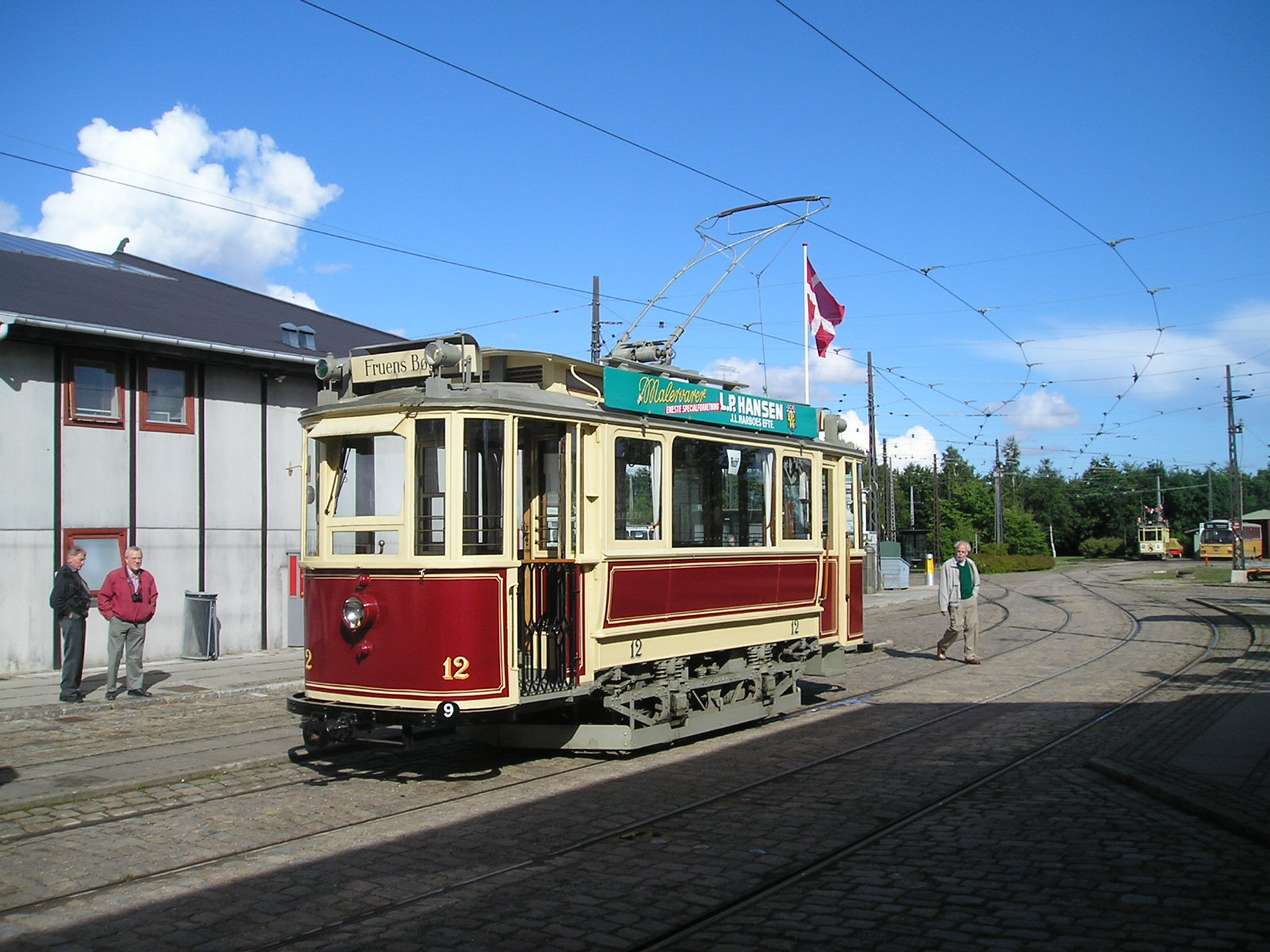
Motorwagen 12 (bouwjaar 1911) uit Odense. Deze tram werd in 1945 naar de tram van Uppsala (Zweden) verkocht. In 1953 werd de tram buiten dienst gesteld en als tuinhuisje verkocht. De wagenbak werd in 1972 verworven en in de jaren 1988-1997 werd de motorwagen in Odense gerestaureerd, met gebruikmaking van een onderstel van een Zweedse tram.

Het Trammuseum Skjoldenæsholm (Sporvejsmuseet Skjoldenæsholm) bevindt zich op het Deense eiland Seeland en ligt circa 40 kilometer ten zuidwesten van Kopenhagen, tussen de plaatsen Ringsted en Hvalsø. Het museum is opgericht en wordt geëxploiteerd door de in 1965 opgerichte Sporvejshistorisk Selskab (Deense vereniging voor tramgeschiedenis). De bouw van het museum startte in 1972, het museum werd geopend op 26 mei 1978. In 1999 was de normaalsporige tramlijn naar Eilers Eg compleet. Vóór december 2017, toen er in Aarhus een nieuw trambedrijf werd geopend, was het de enige plaats in Denemarken waar nog trams reden.

## Museum
Op het terrein staan twee tentoonstellingshallen, waarin museumtrams en vele voorwerpen met betrekking tot de Deense tramgeschiedenis getoond worden. De, vanuit de ingang gezien, links gelegen hal is de originele tramremise van Valby uit Kopenhagen, die daar werd gedemonteerd en in het museum weer werd opgebouwd.
Voor het trambedrijf zijn beschikbaar:
- een 300 m lange baan in meterspoor, waarop trams uit Aarhus, Flensburg en Bazel rijden;
- een 1,5 km lange baan in normaalspoor, aangelegd op het baanlichaam van de voormalige spoorlijn Næstved - Hillerød en dwars door een bos voert. Onderweg ligt de halte Flemmingsminde, het eindpunt met keerlus is te Eilers Eg.

Toegangskaarten kunnen tevens als vervoerbewijs gebruikt worden en voorzien in een onbeperkt aantal ritten op de dag van bezoek.

## Collectie
Aanwezig zijn tramvoorwerpen en bedrijfsvaardige tramrijtuigen van de vroegere Deense trambedrijven van Aarhus (1971 opgeheven), Kopenhagen (1972 opgeheven) en Odense (1952 opgeheven), alsmede diverse buitenlandse bedrijven. Zo zijn er trams uit Den Haag, Bazel, Duisburg, Düsseldorf, Flensburg, Hamburg, Rostock, Wuppertal, Malmö, Oslo, Praag en Melbourne en een aantal Deense trolleybussen en autobussen uit onder meer Kopenhagen.
Het voertuig dat de grootste afstand af moest leggen om in het museum te geraken, kwam uit de Australische stad Melbourne. Het betreft hier een geschenk van de stad ter ere van de Deense kroonprinses Mary Donaldson, die daar van 1996 tot 2002 werkte. De rederij Maersk Sealand verzorgde het gratis transport.

## Trams uit Aarhus en Kopenhagen

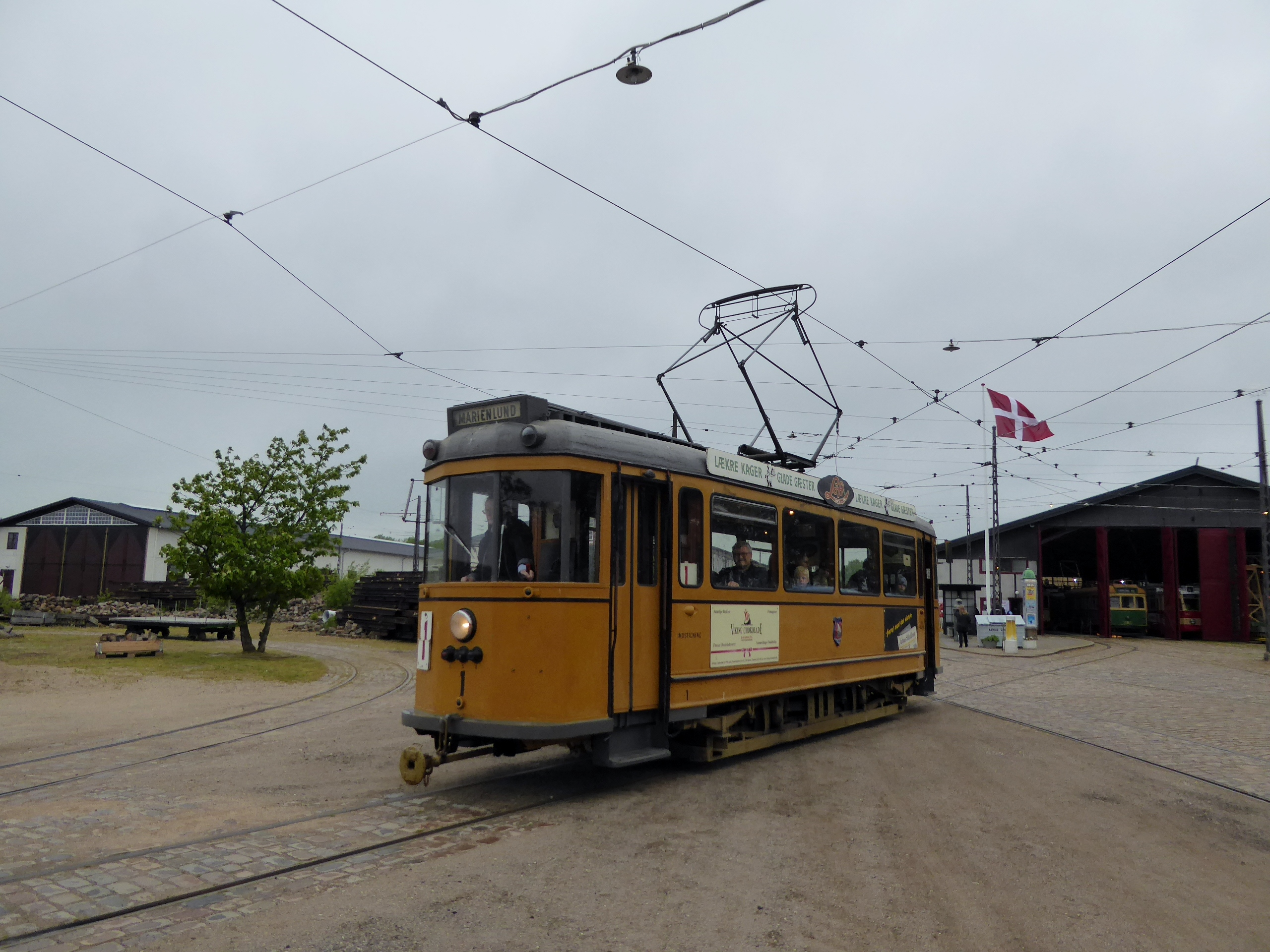
Motorwagen 1 uit Aarhus (bouwjaar 1945).
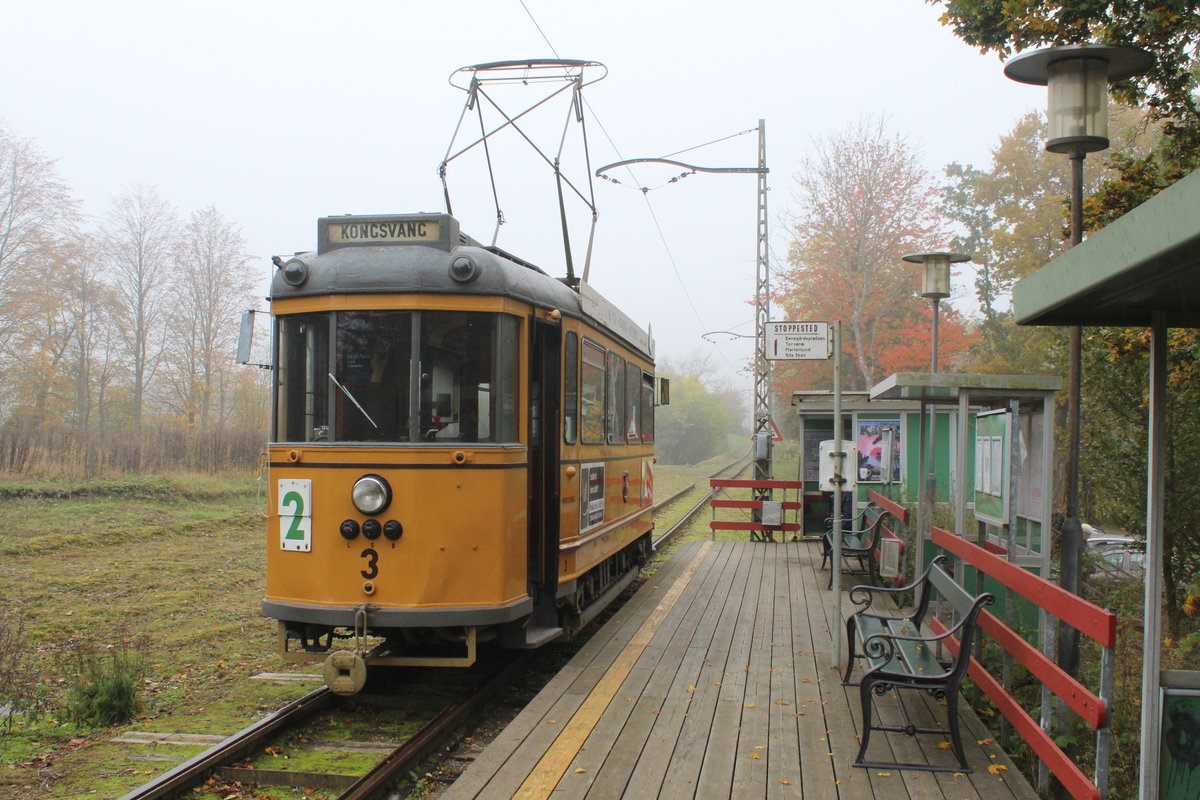
Motorwagen 3 uit Aarhus (bouwjaar 1945) op het beginpunt van de tramlijn bij de ingang van het trammuseum.
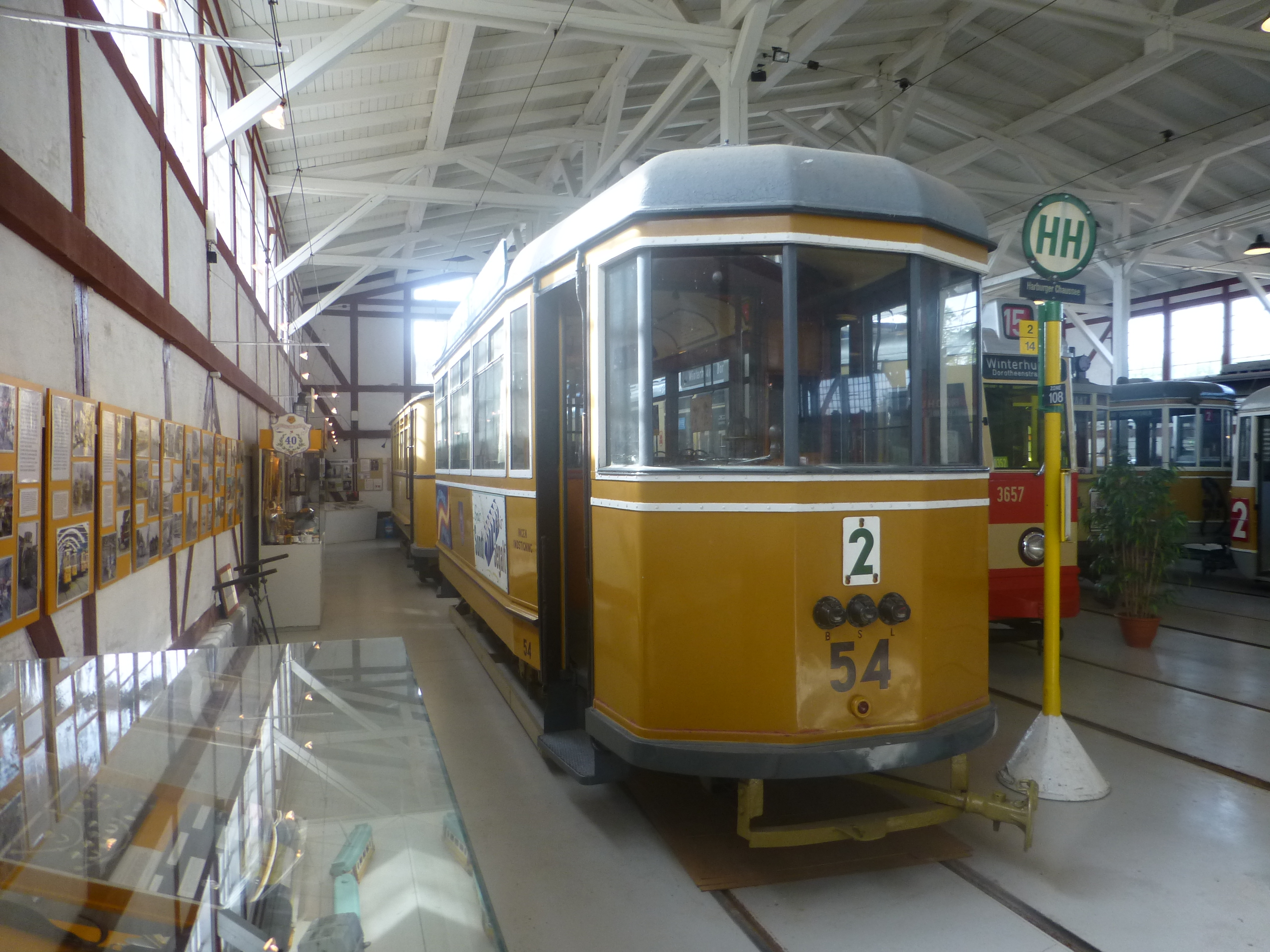
Bijwagen 54 uit Aarhus (bouwjaar 1945).
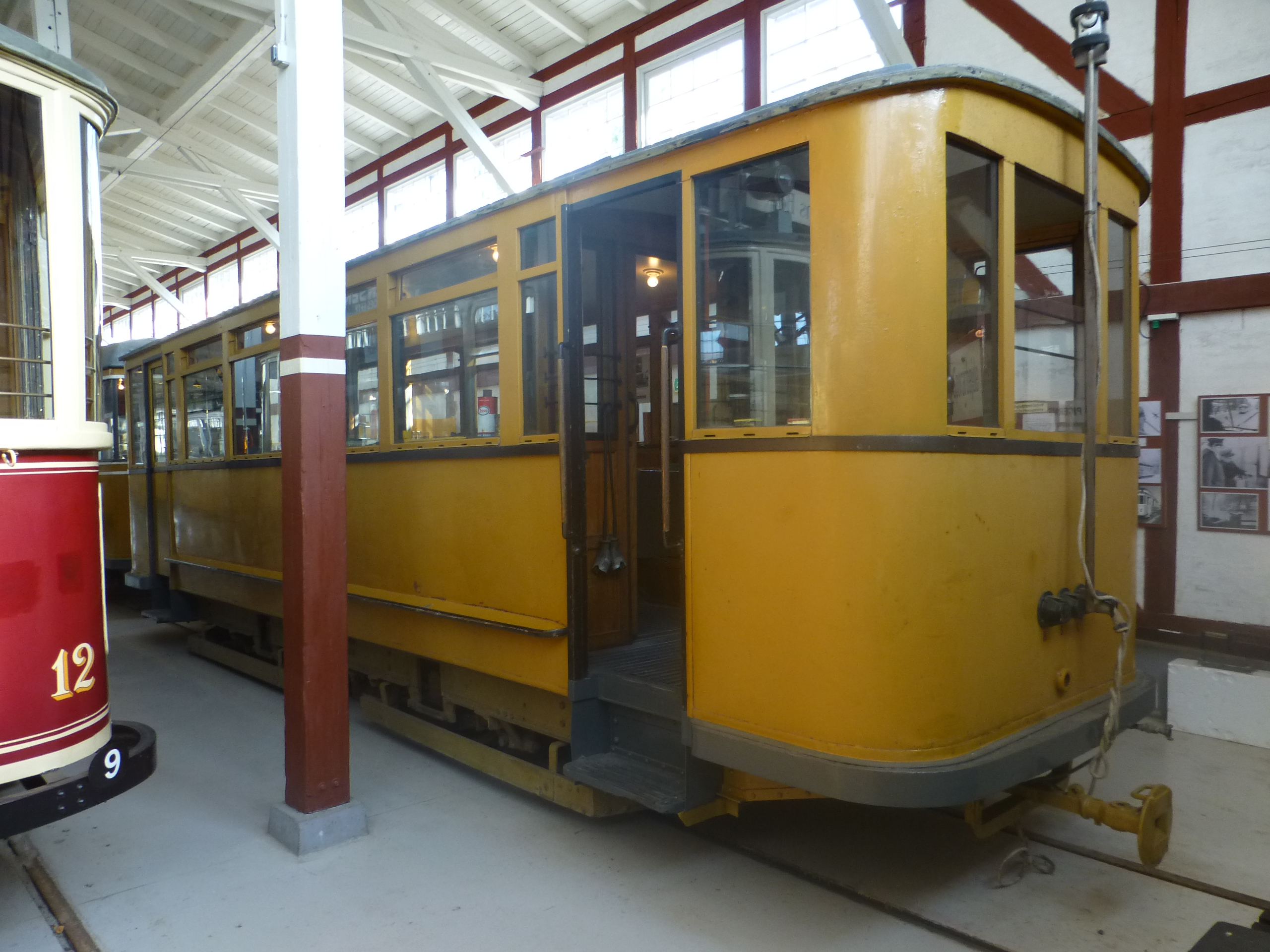
Bijwagen 60 uit Aarhus (bouwjaar 1909 / 1945).
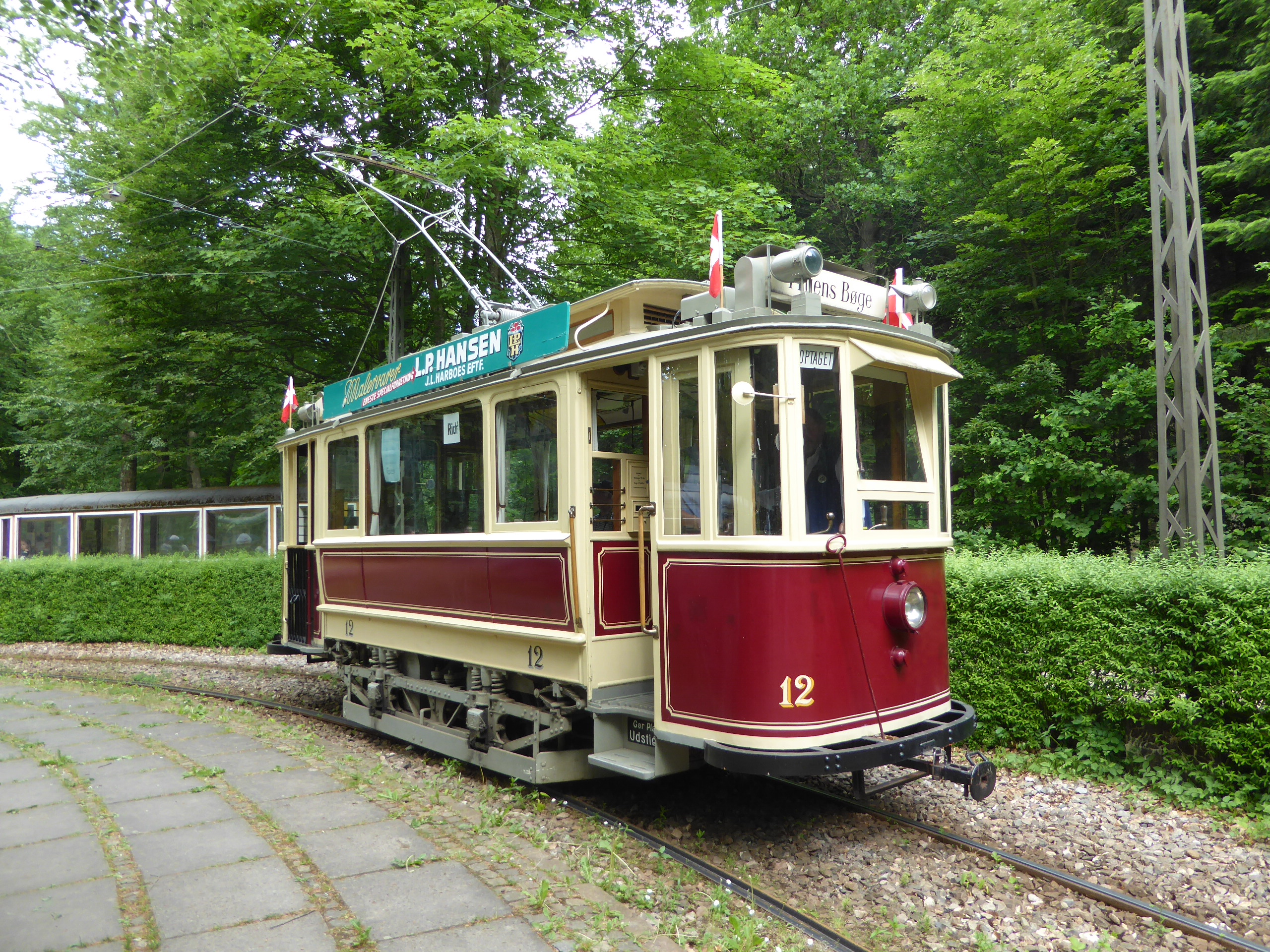
Motorwagen 12 uit Odense (bouwjaar 1911).
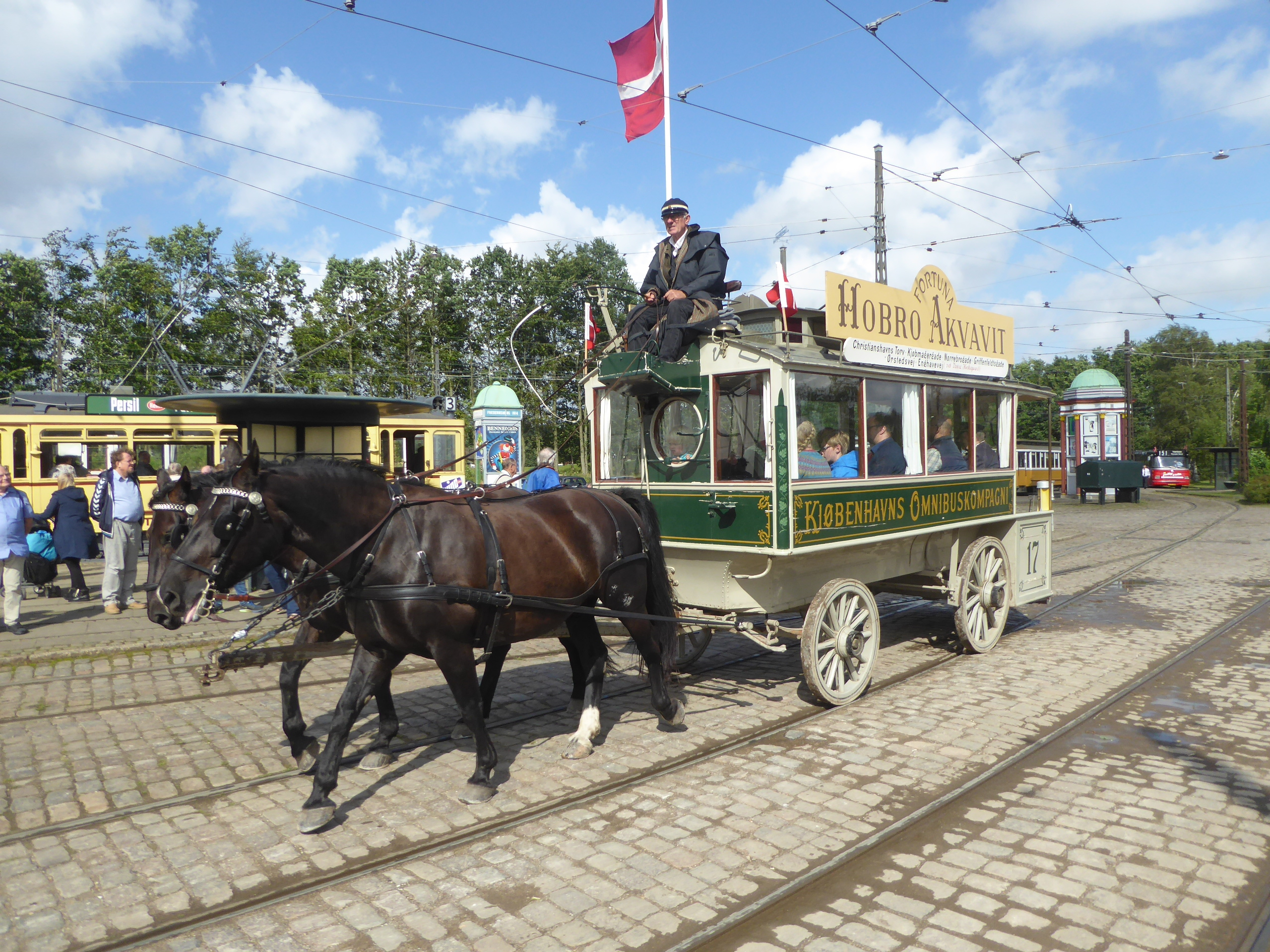
Paardenomnibus uit Kopenhagen KO 17 (bouwjaar 1897).
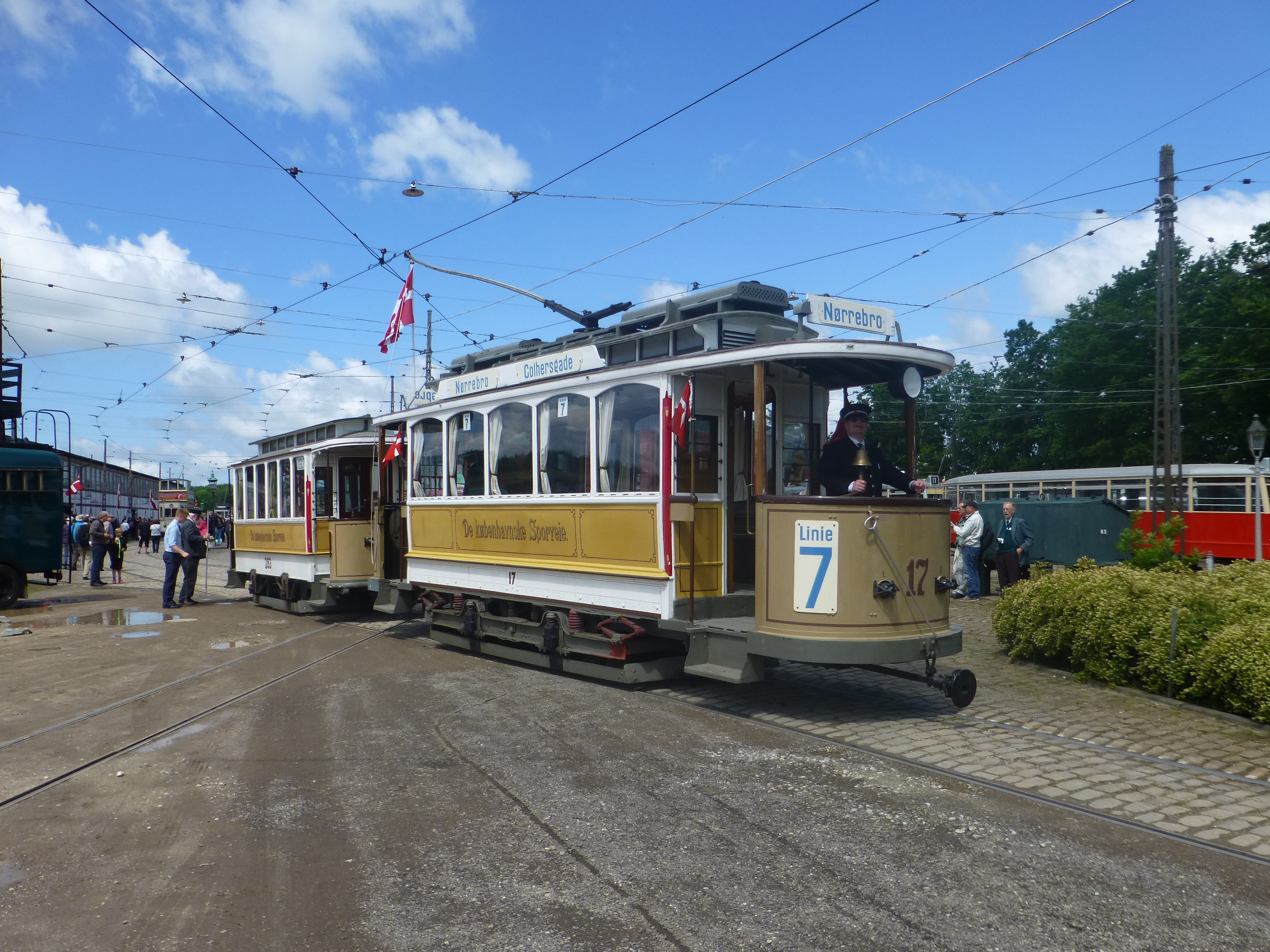
Tramstel DKS 17 (bouwjaar 1897) + DKS 283 (bouwjaar 1872).
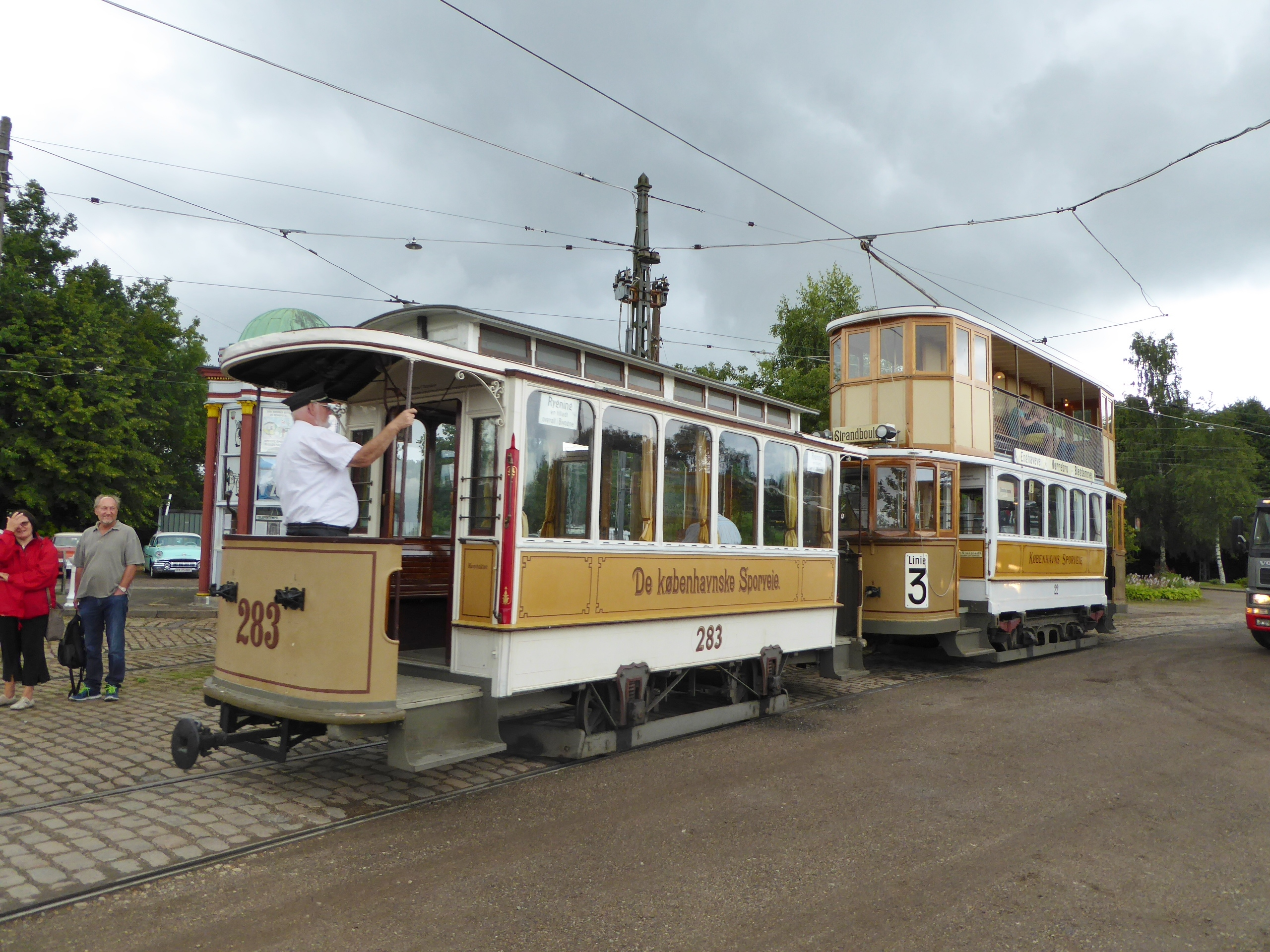
Tramstel DKS 283 (bouwjaar 1872) + KS 22 (bouwjaar 1900).
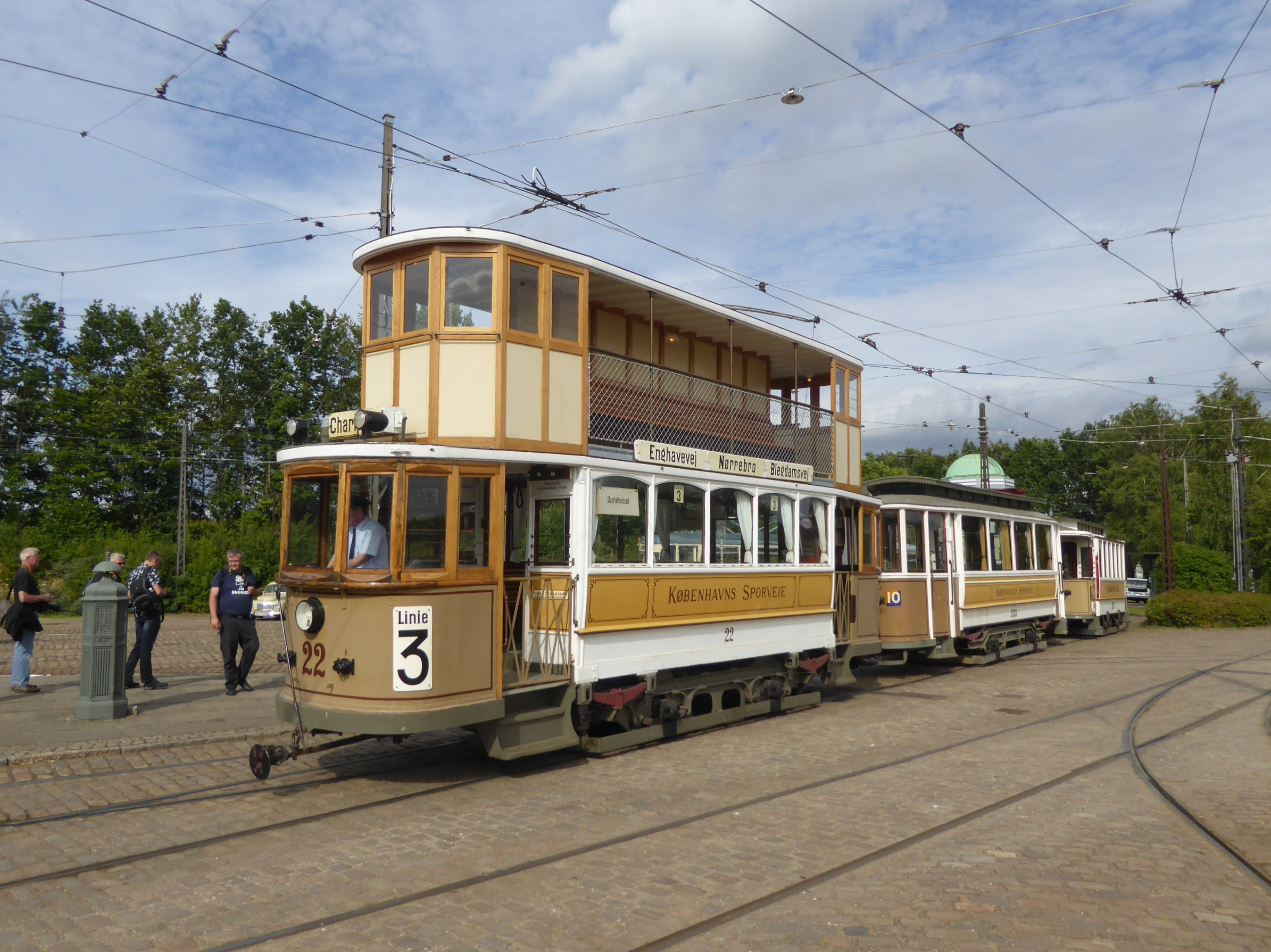
Drie historische trams, dubbeldekstram KS 22 (bouwjaar 1900), KS 1253 (bouwjaar 1909) en DKS 283 (bouwjaar 1872), geven een beeld van de Kopenhagense tramlijn 3 omstreeks 1920.
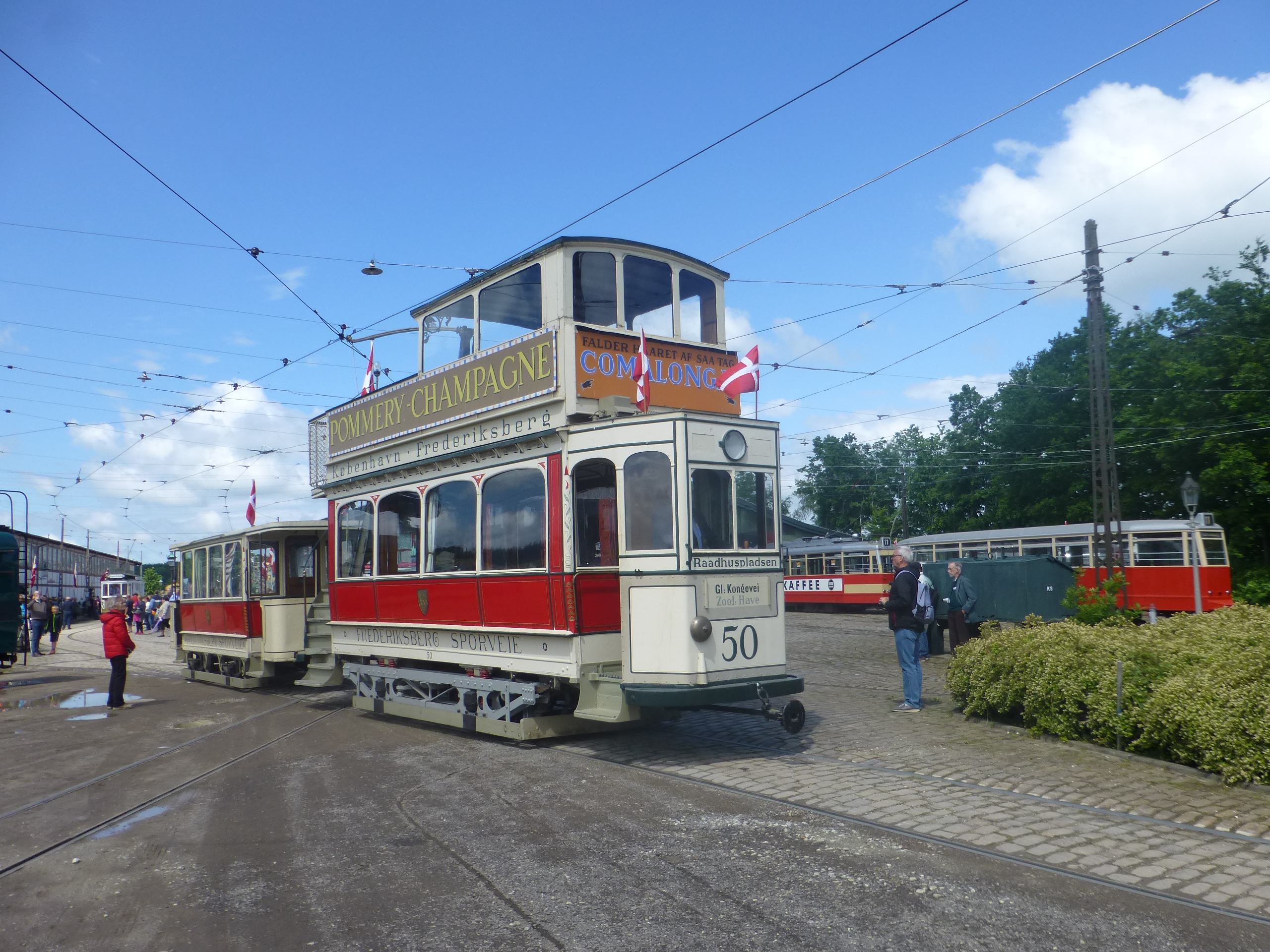
Dubbeldekstram van het trambedrijf van Frederiksberg FS 50 (bouwjaar 1915) en bijwagen FS 78 (bouwjaar 1913).
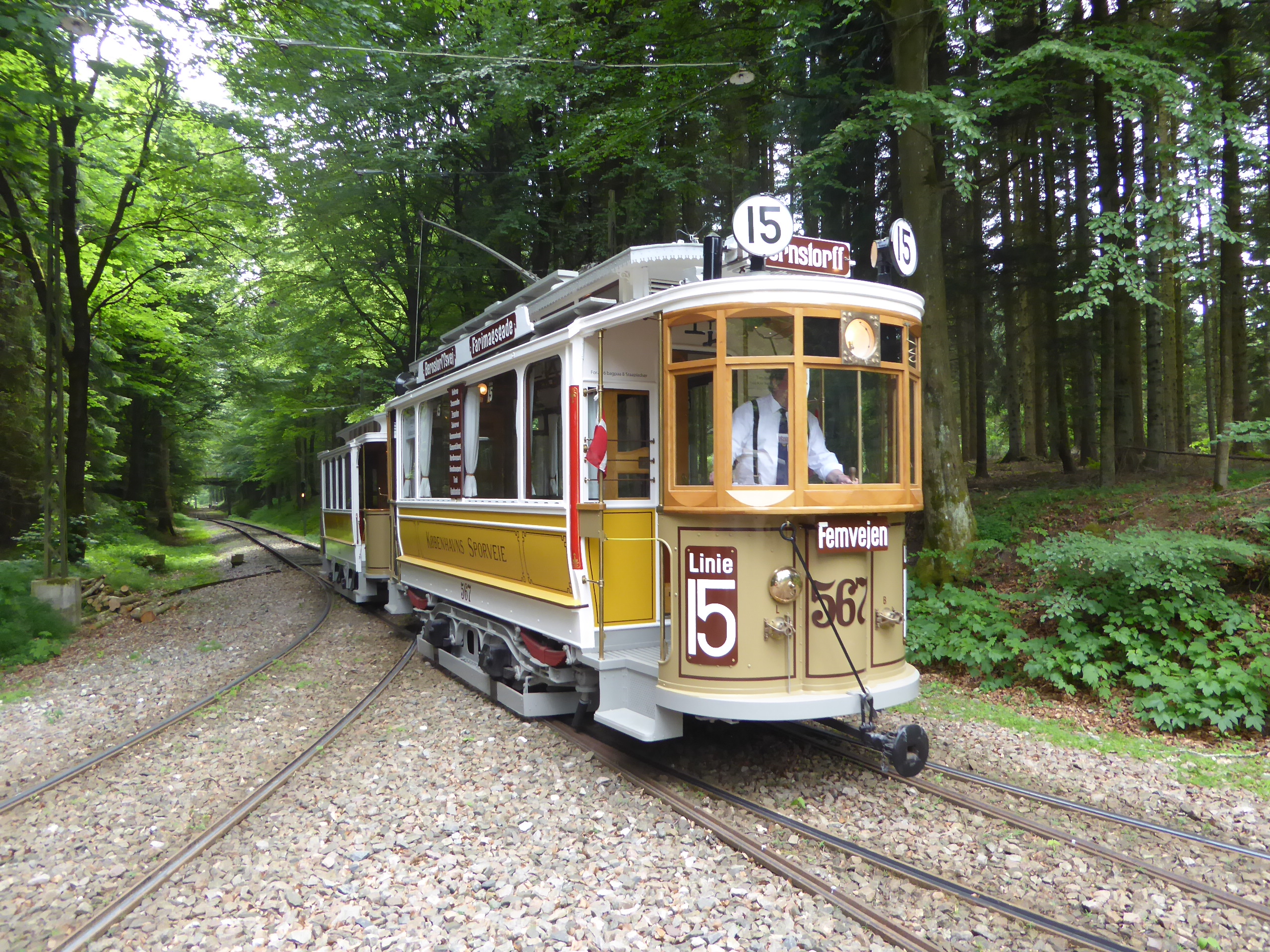
Motorwagen KS 567 (bouwjaar 1907) en KS 226 (bouwjaar 1897).
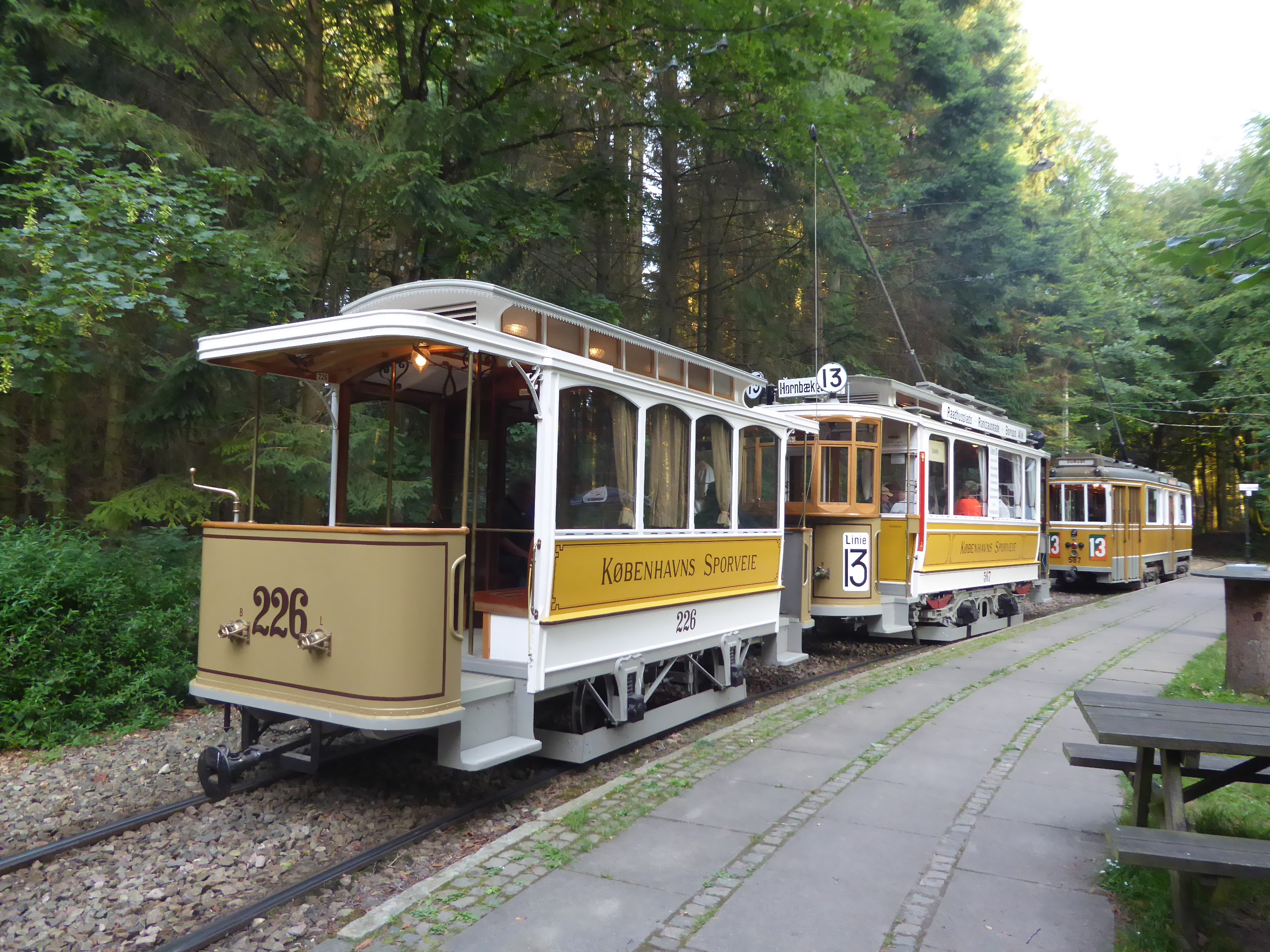
Bijwagen KS 226 (bouwjaar 1897) en motorwagen KS 567 (bouwjaar 1907).
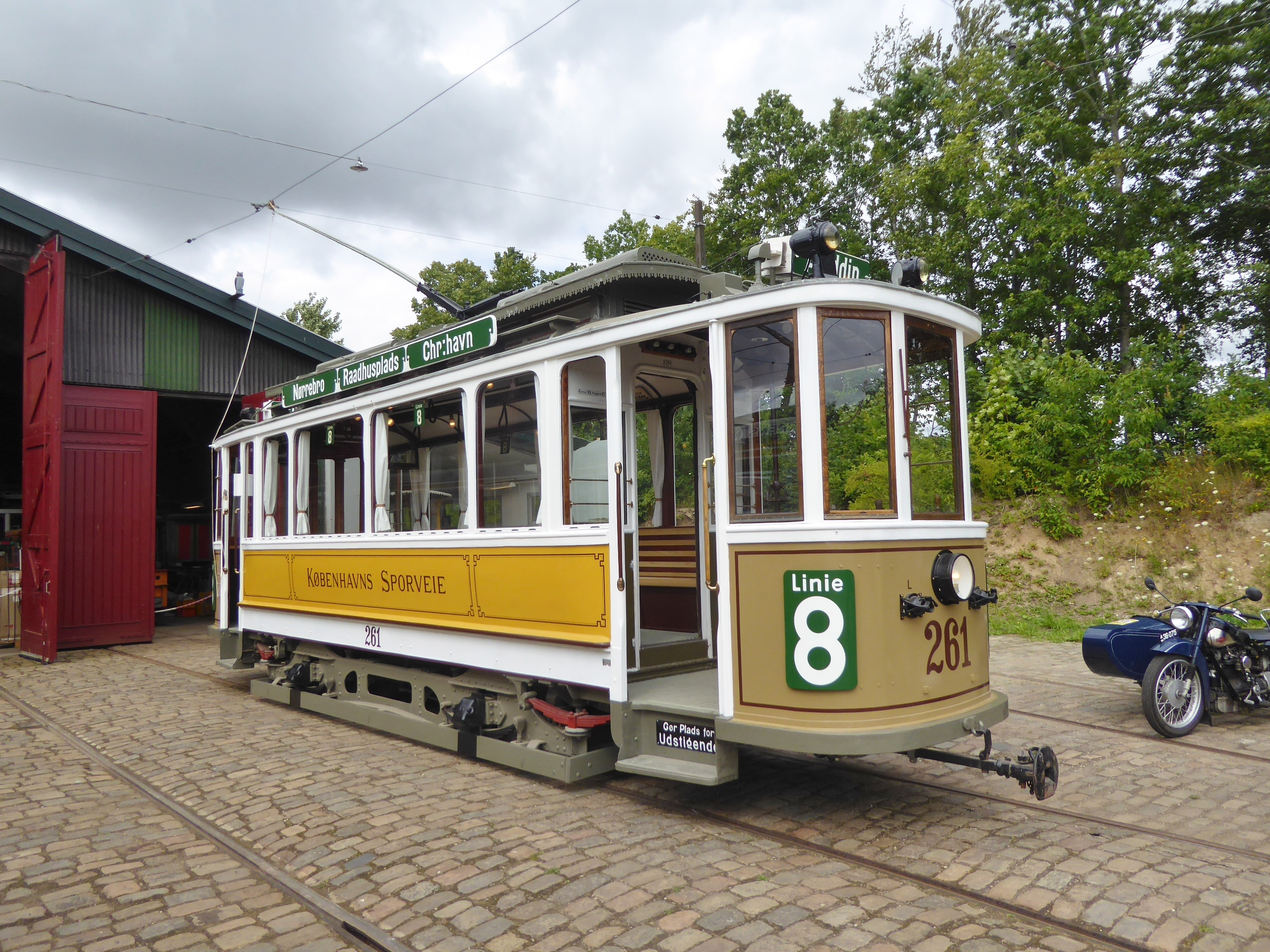
Motorwagen KS 261 (bouwjaar 1907), kort na voltooiing van de restauratie.
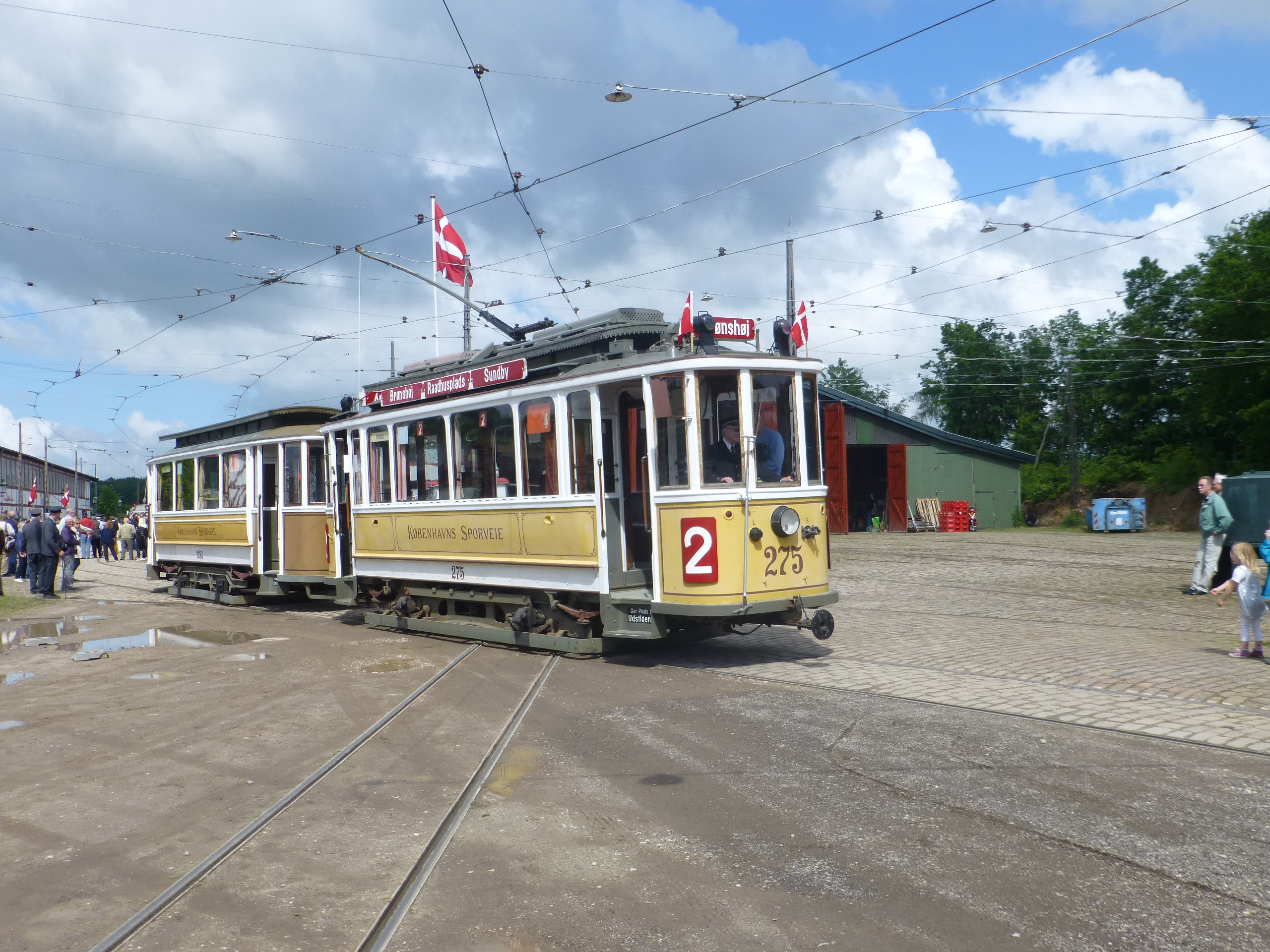
Tramstel KS 275 (bouwjaar 1907) en KS 1253 (bouwjaar 1909).
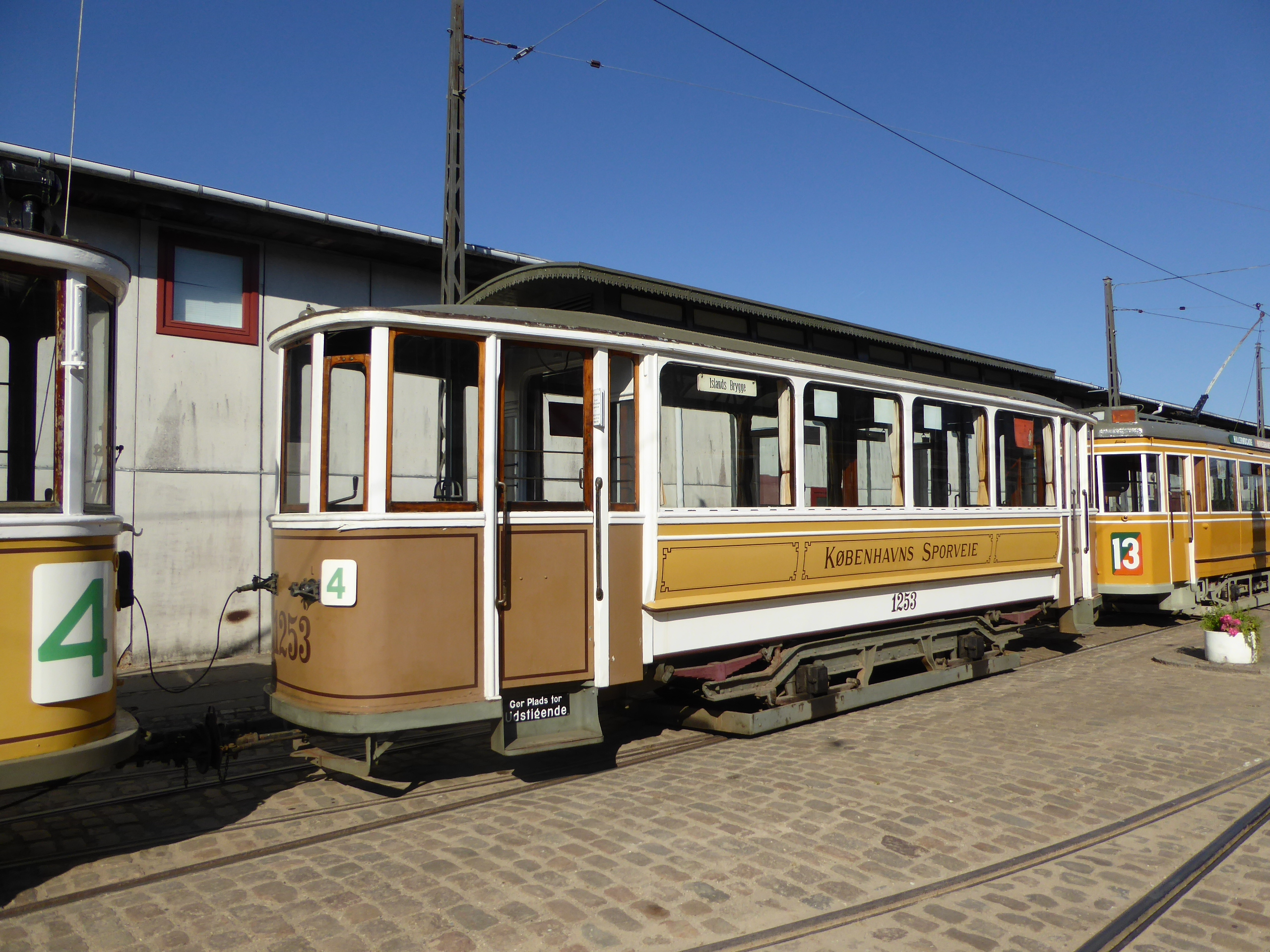
Bijwagen KS 1253 (bouwjaar 1909).
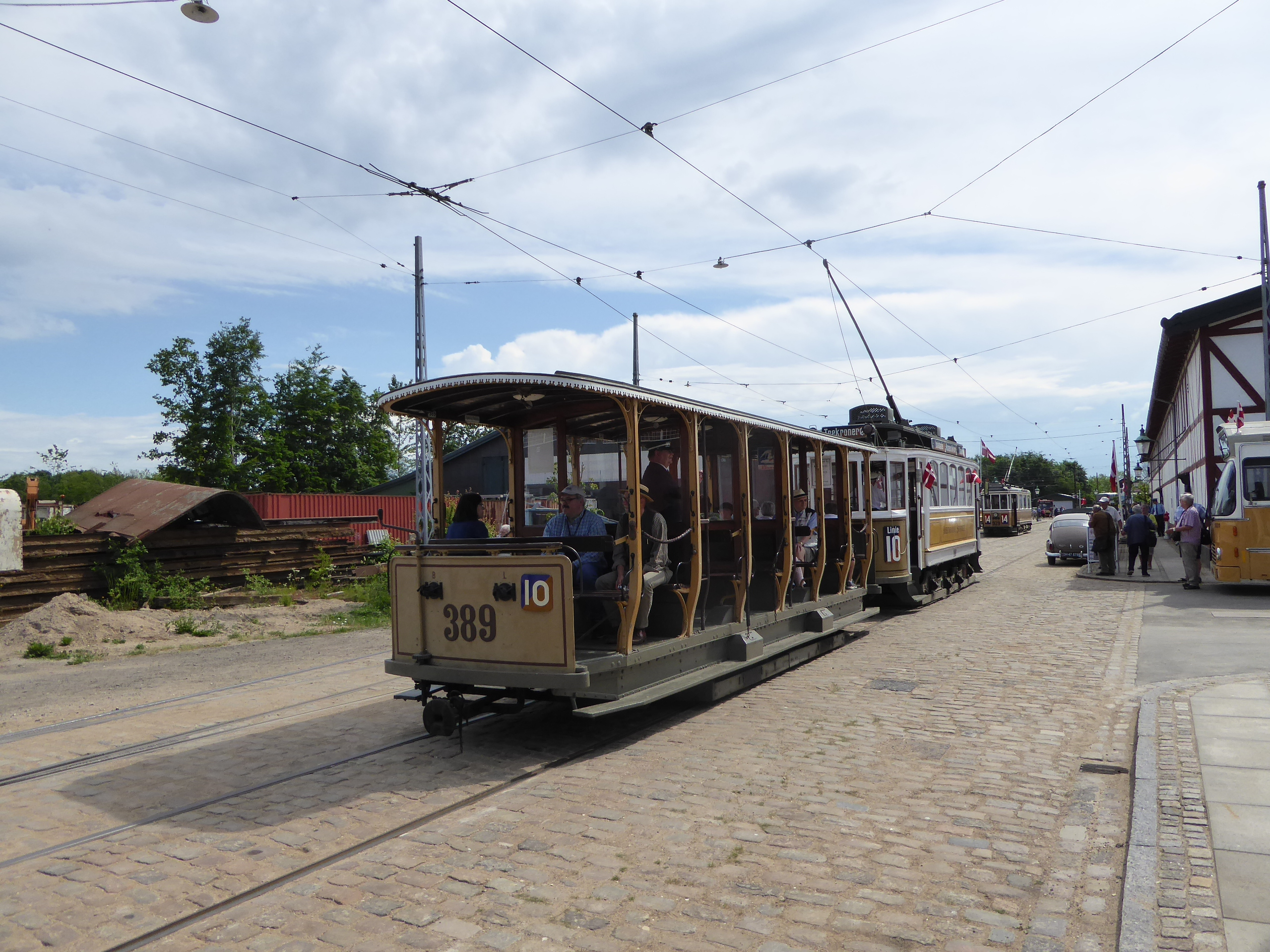
Open bijwagen KS 389 (bouwjaar 1909).
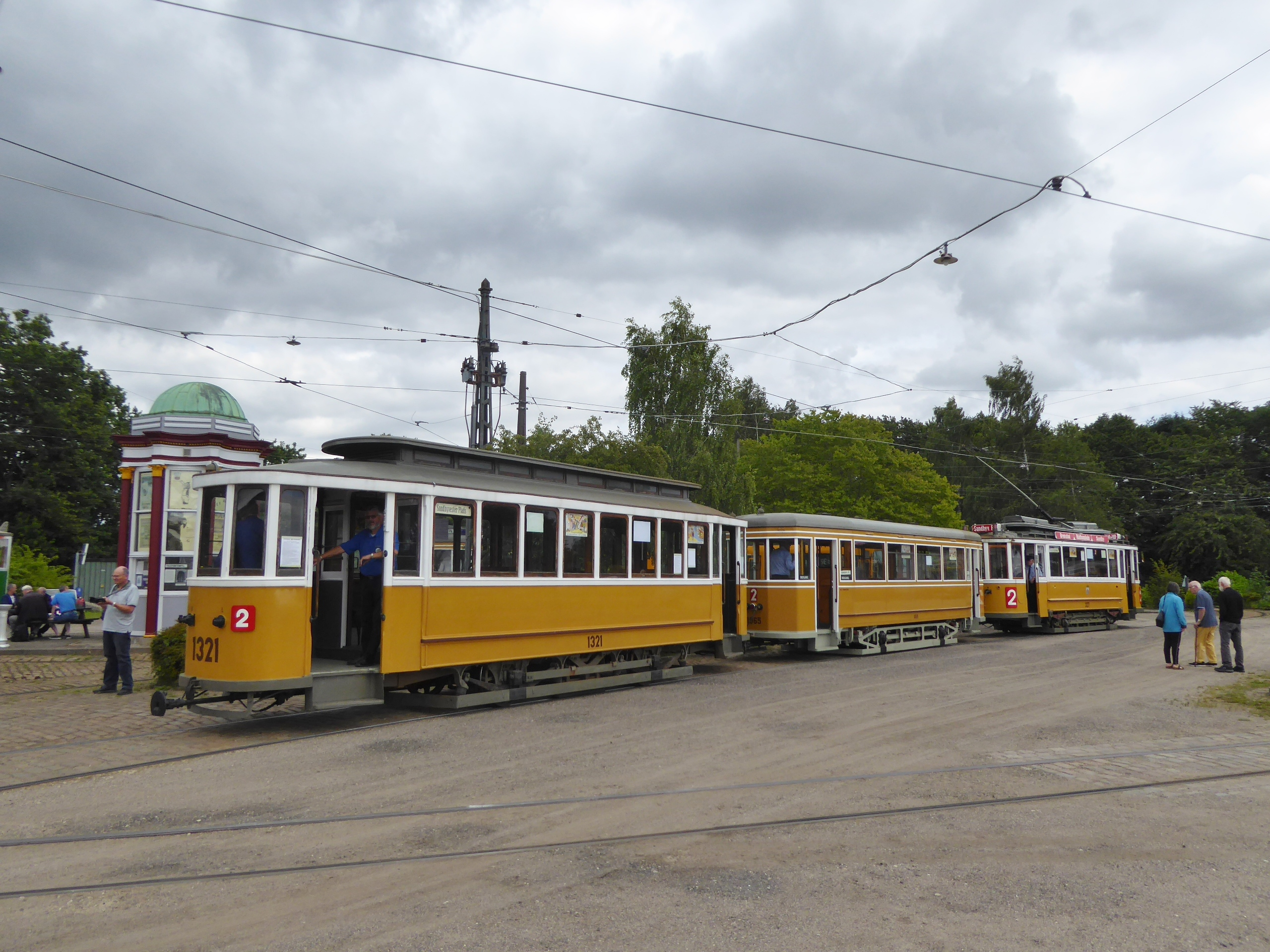
Tramstel bestaande uit KS 327 (bouwjaar 1912), KS 1065 (bouwjaar 1947) en KS 1321 (bouwjaar 1914). Dit stel geeft een indruk van driewagenstel uit de jaren veertig.
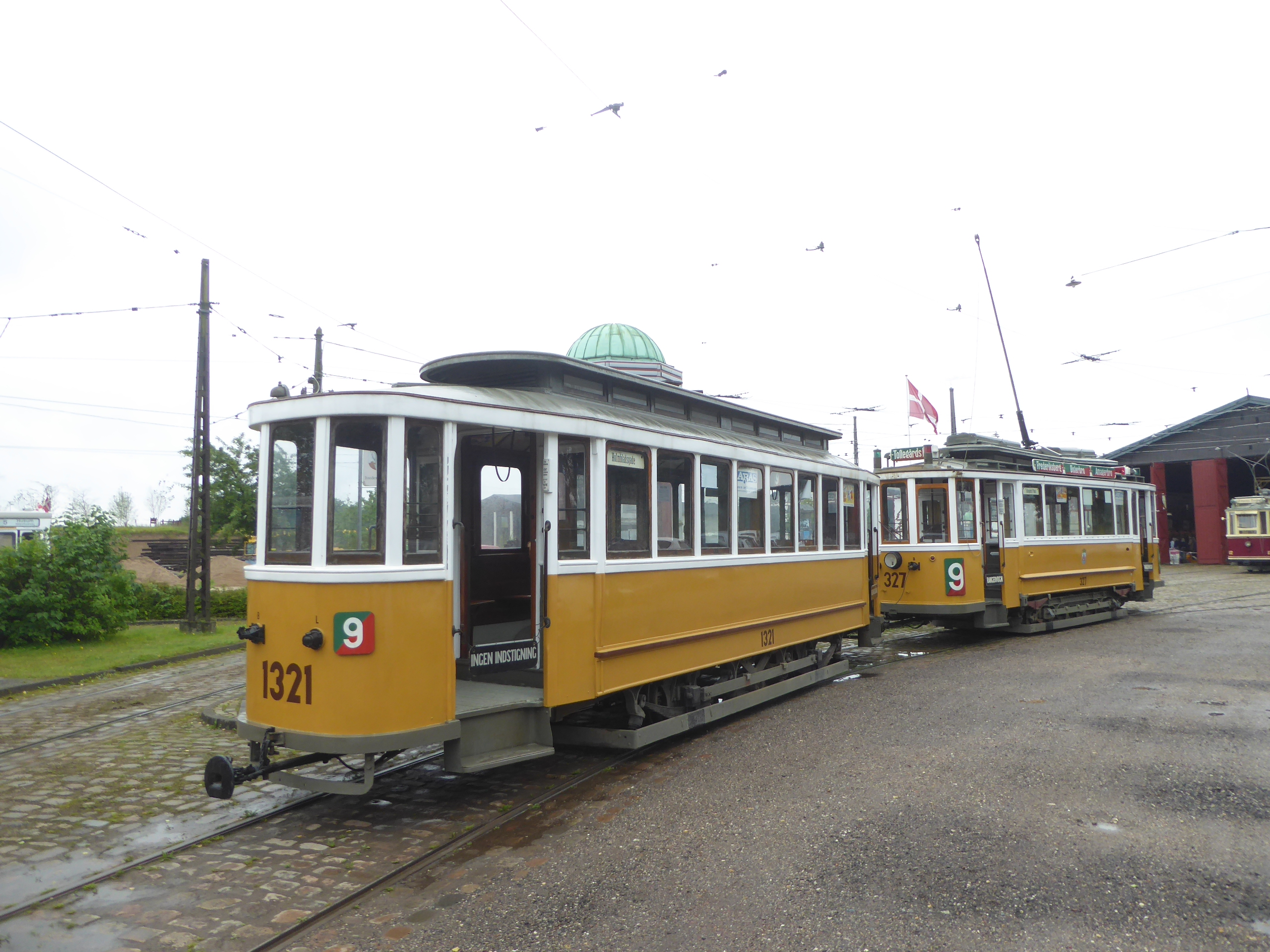
Tramstel KS 1321 (bouwjaar 1914) + KS 327 (bouwjaar 1912).
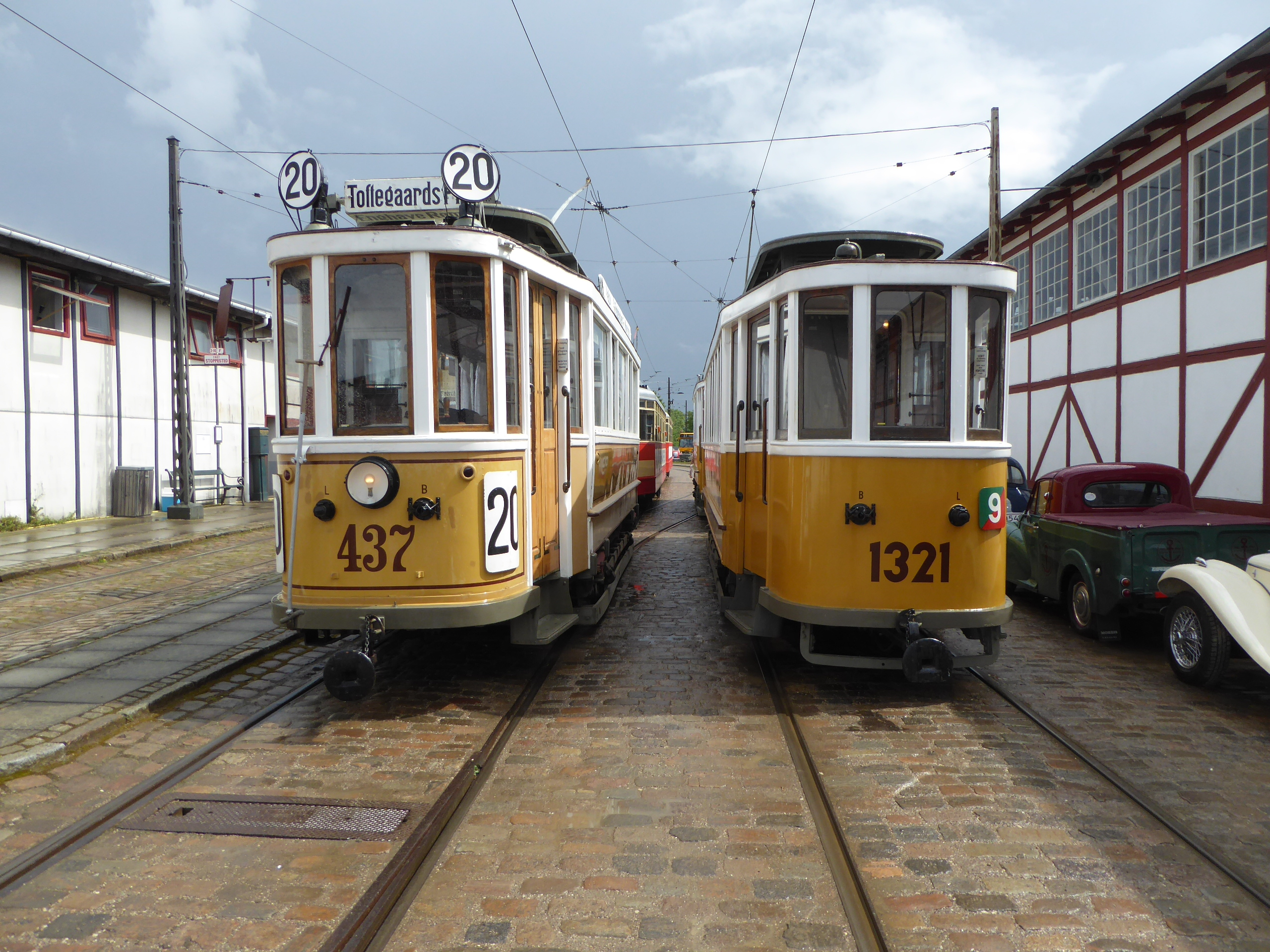
Motorwagen KS 437 en bijwagen KS 1321.
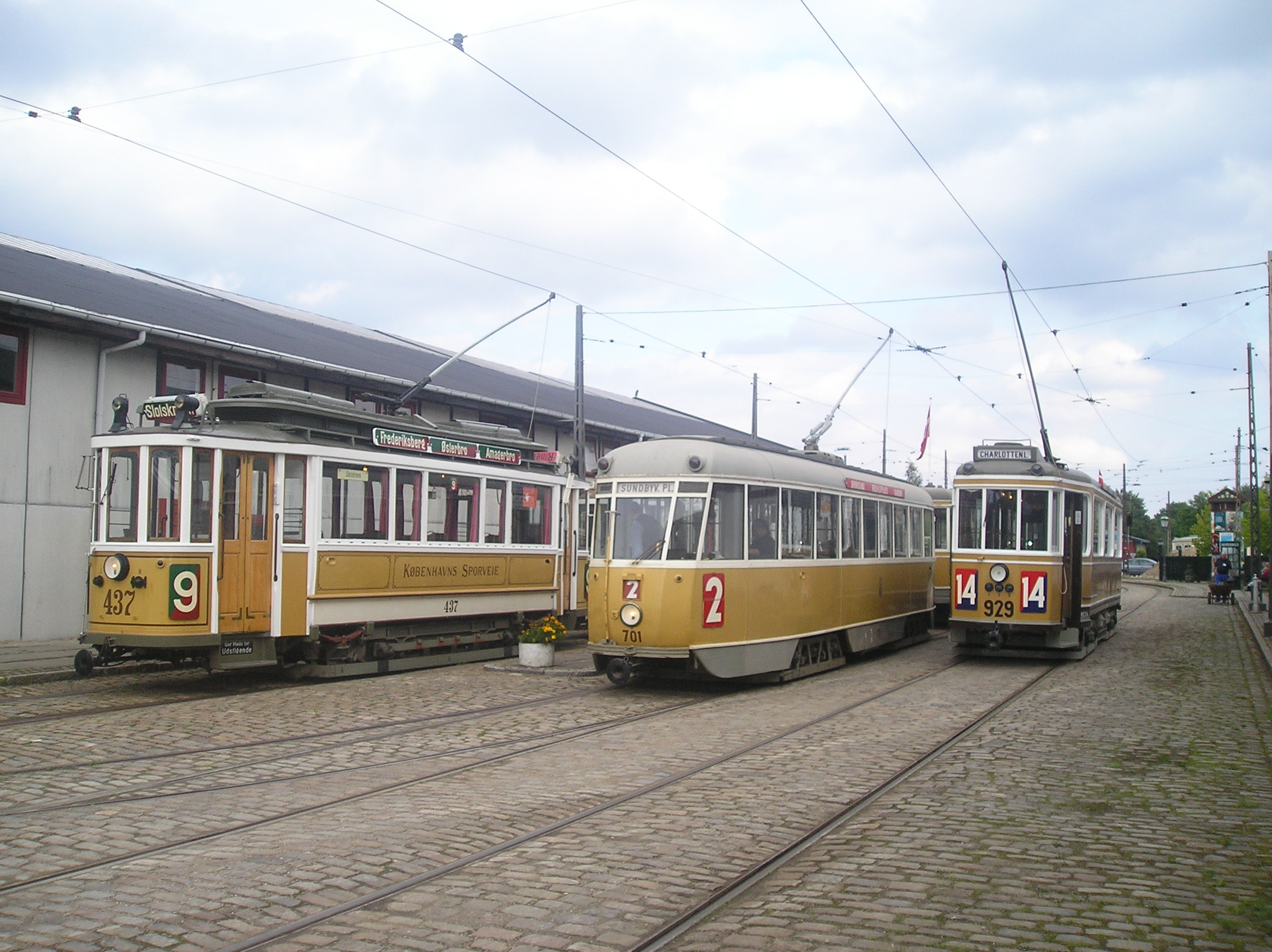
Drie motorwagens KS 437, KS 701 en NESA 929.
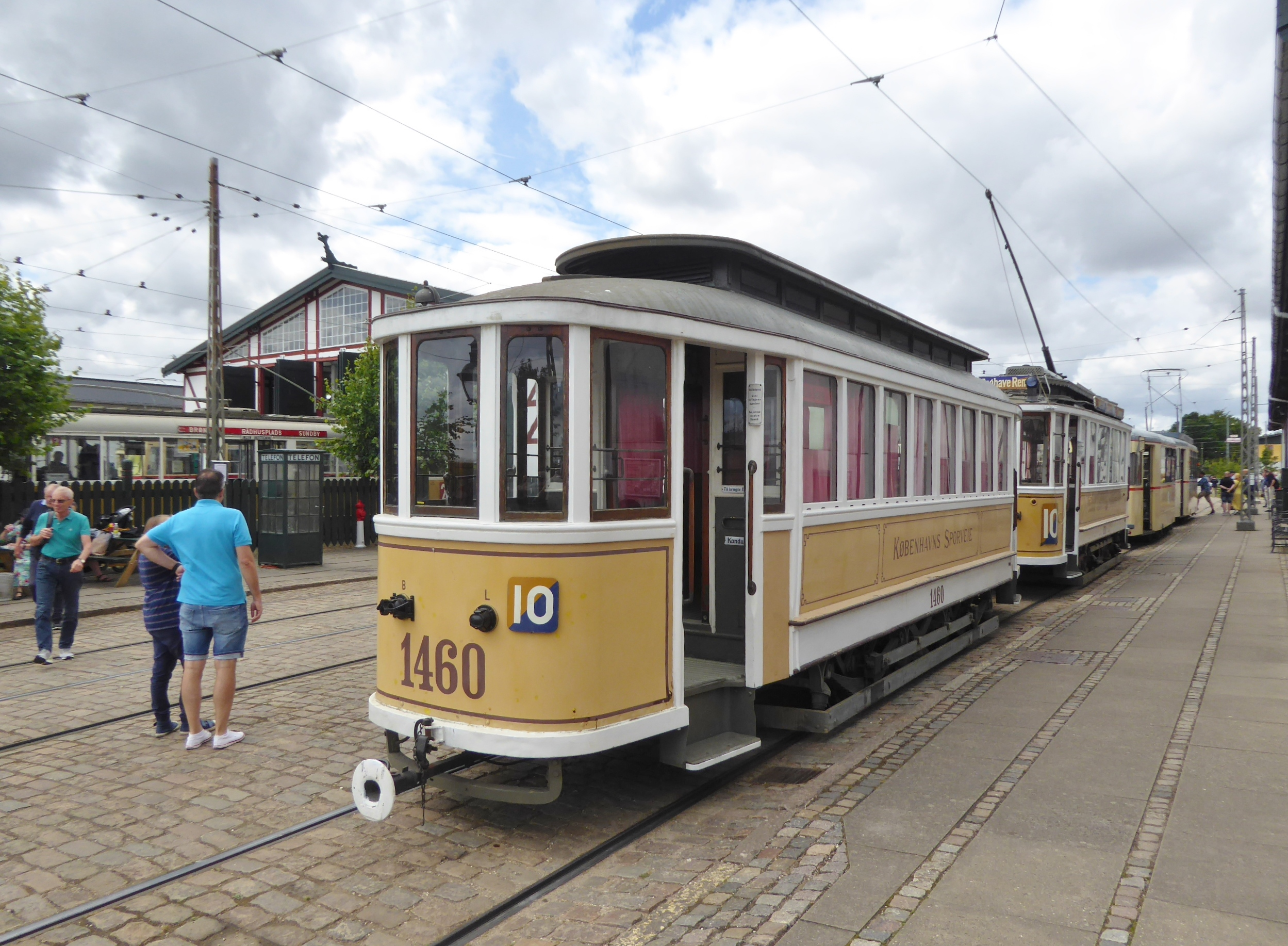
Bijwagen KS 1460 (bouwjaar 1920).
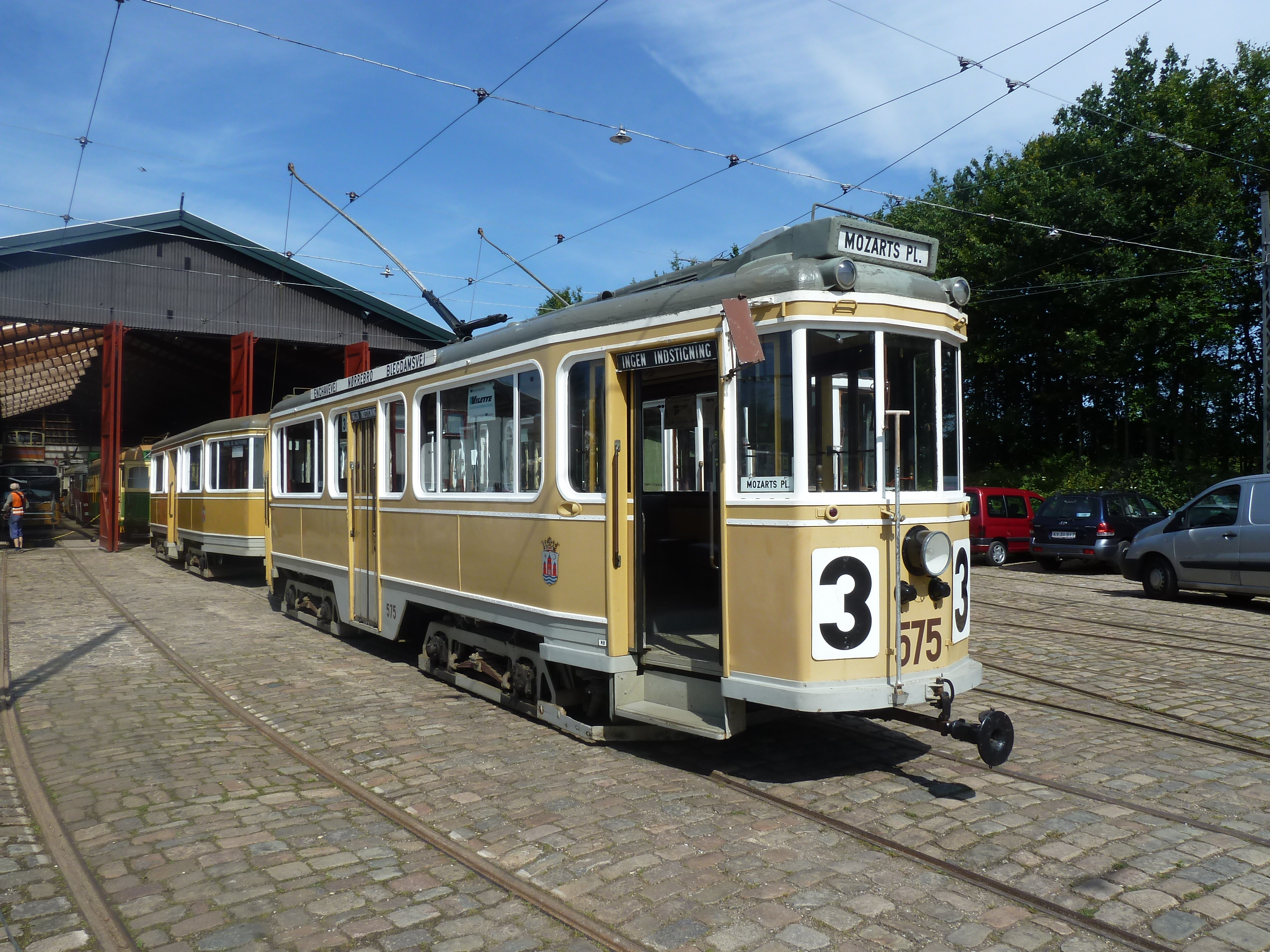
Vierassig tramstel KS 575 (bouwjaar 1938) + 1578 (bouwjaar 1941).
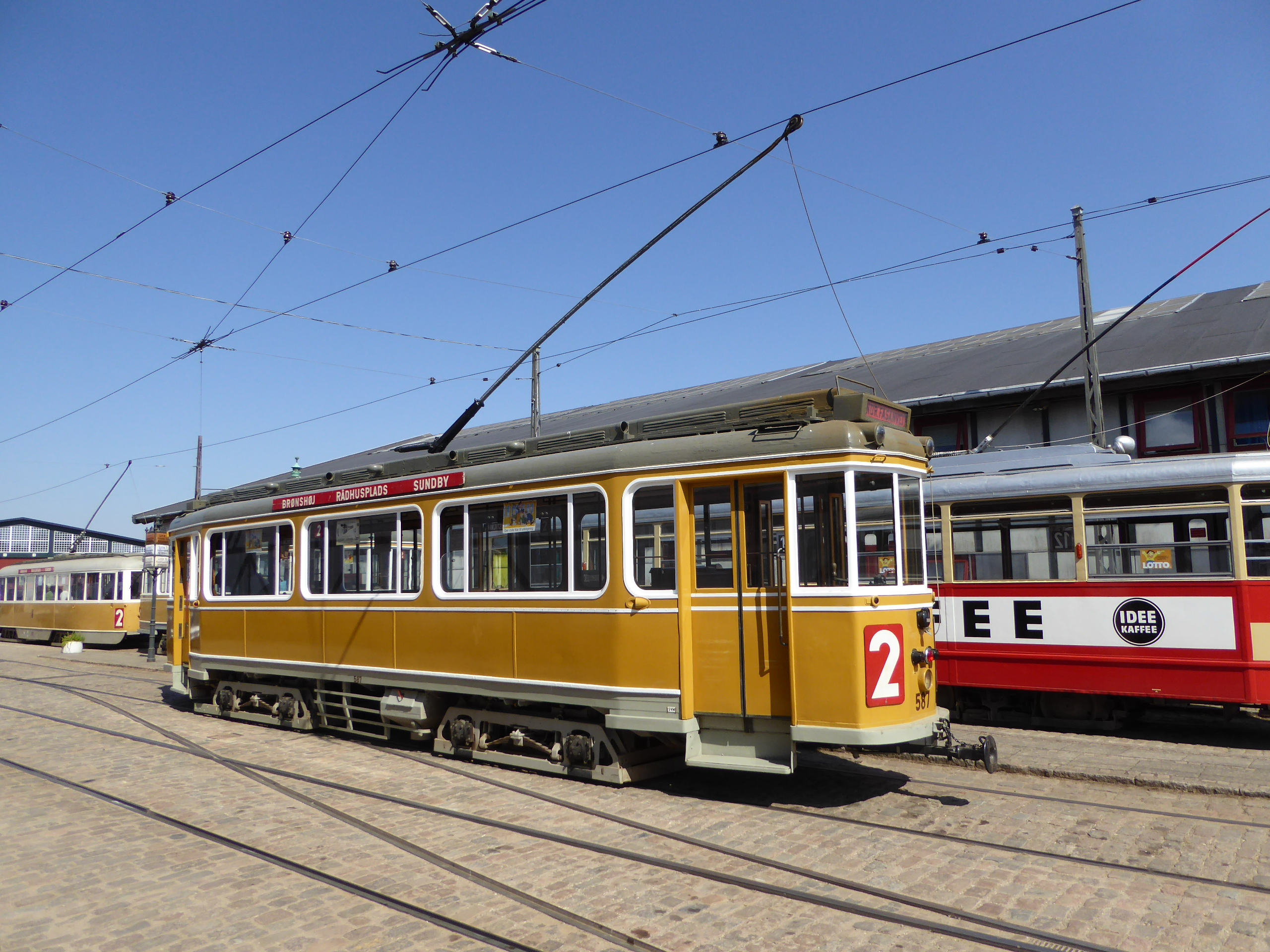
Vierassige motorwagen KS 587 (bouwjaar 1940).
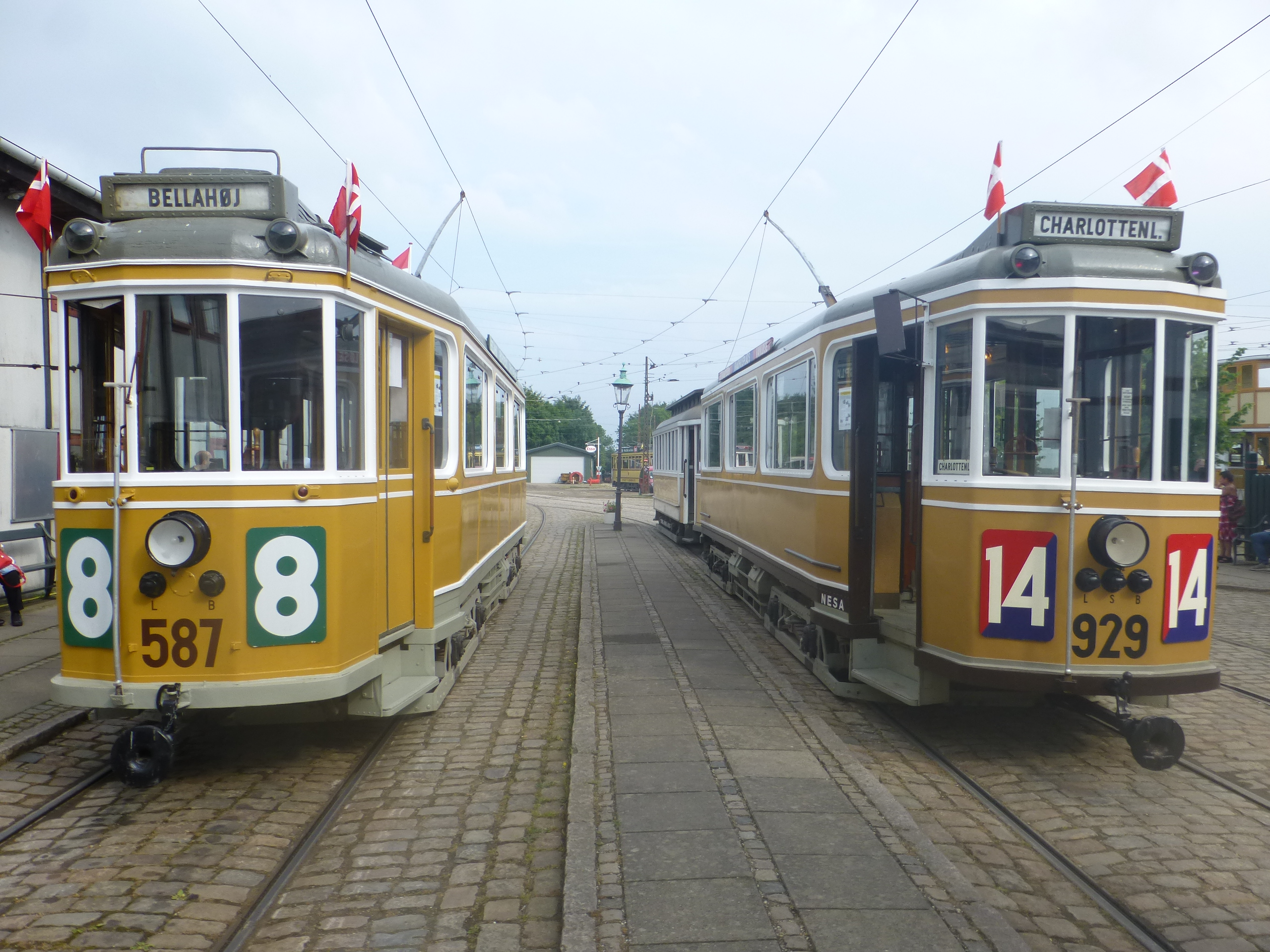
Twee vierassige motorwagens: de KS 587 en de NESA 929 (bouwjaar 1934)
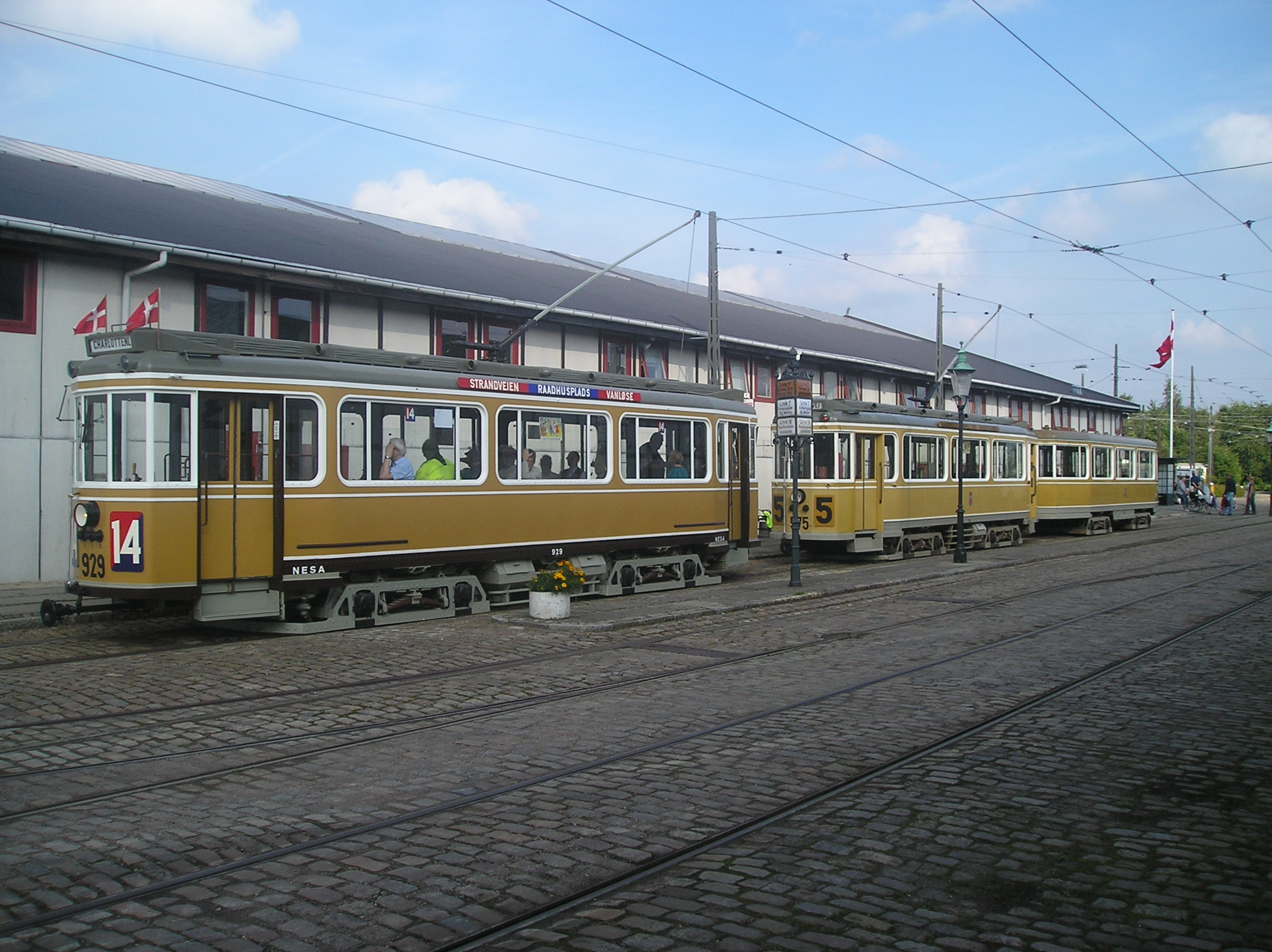
Vierassig materieel: NESA 929 en KS 575 + 1578.
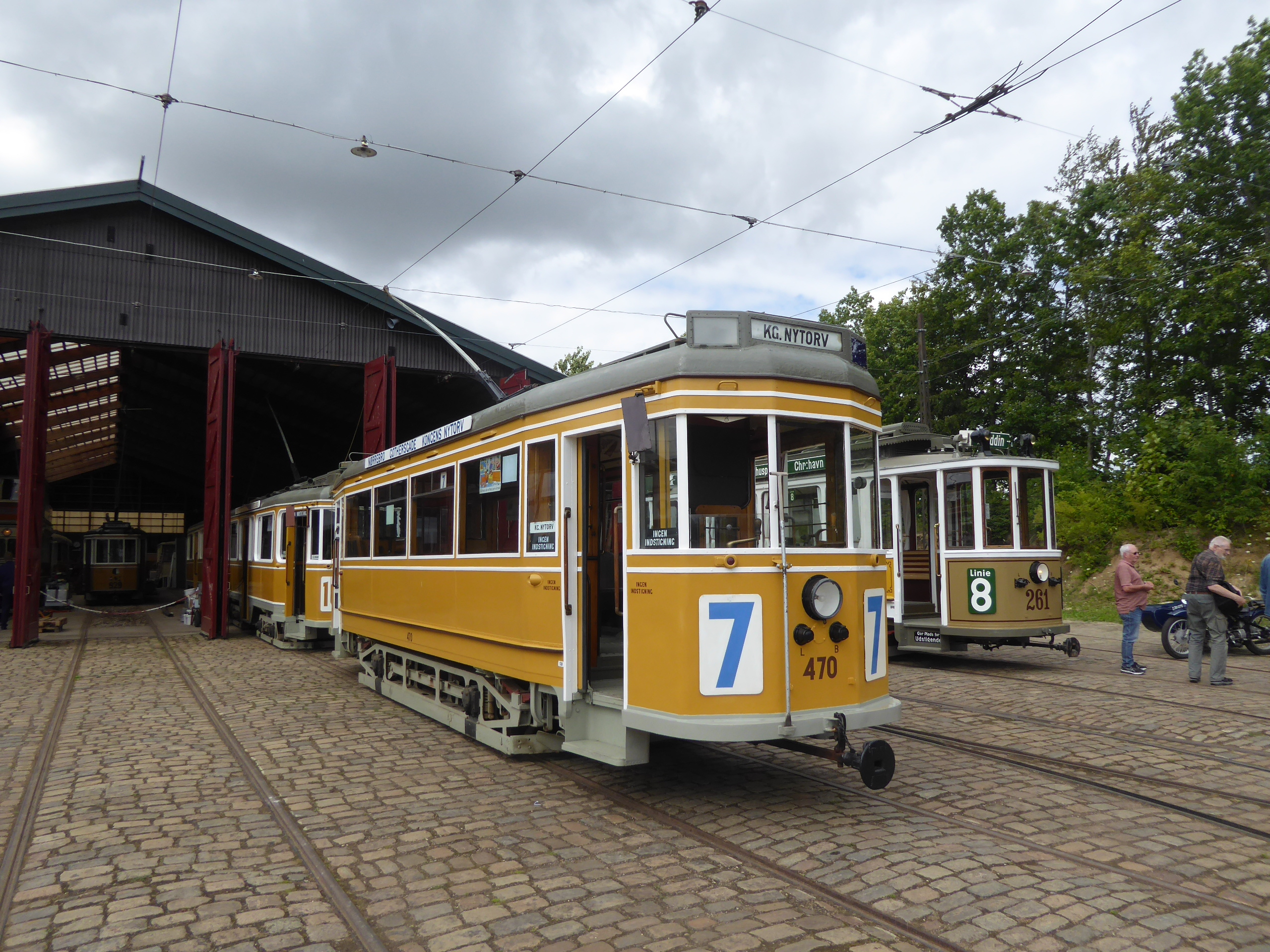
Motorwagen KS 470 (bouwjaar 1945).
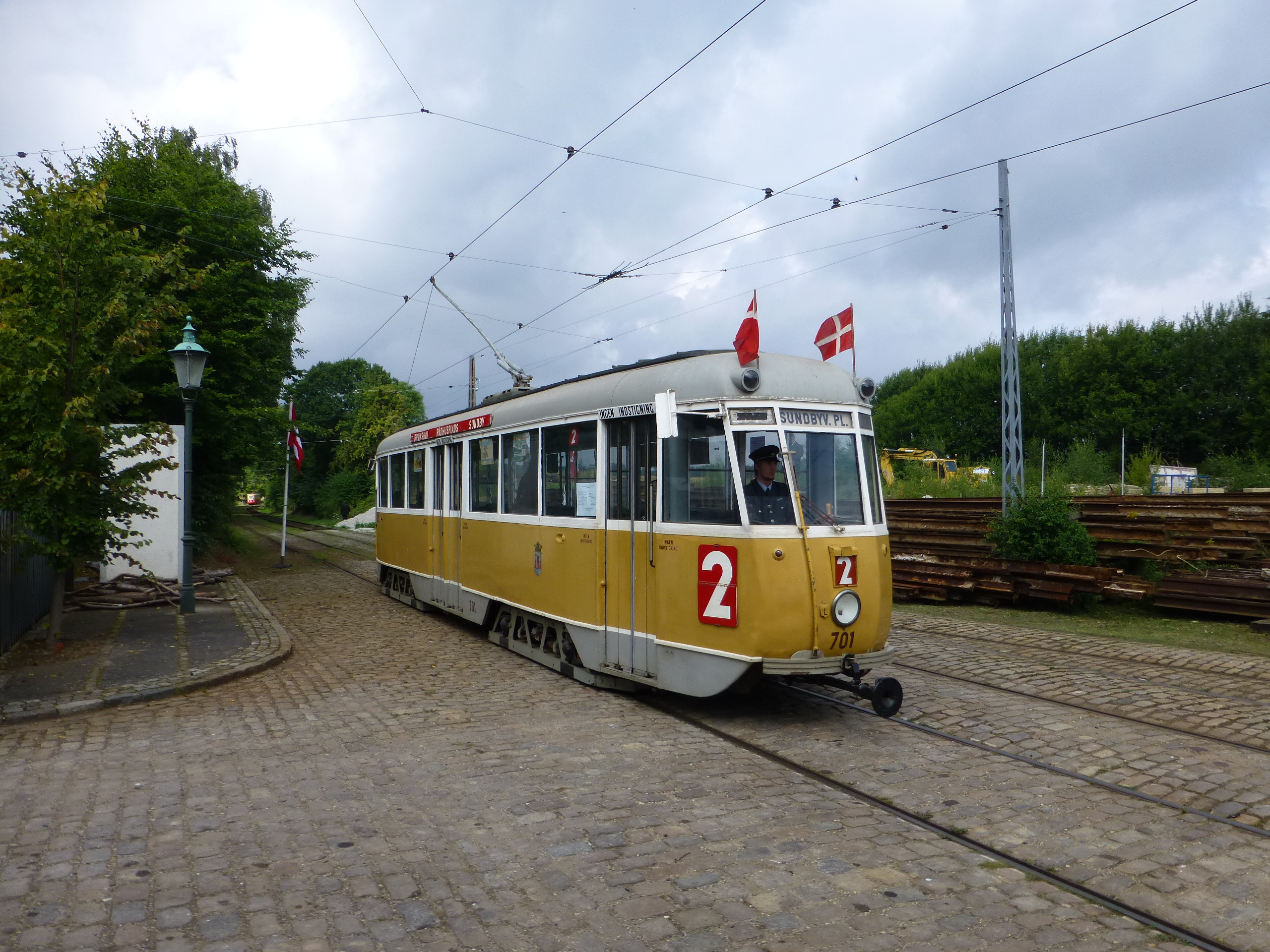
Gestroomlijnde vierassige motorwagen KS 701 (bouwjaar 1949).
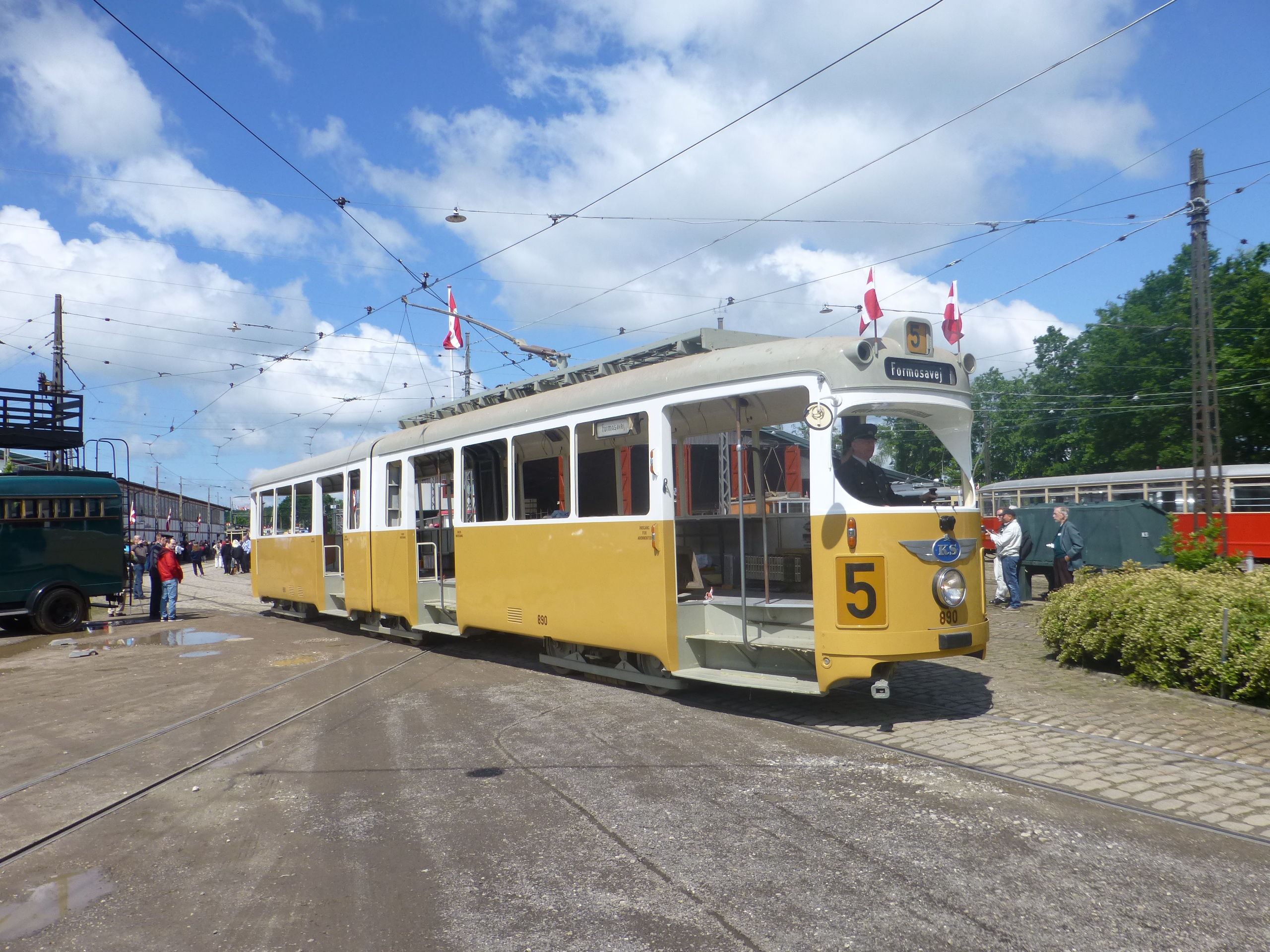
Bij het vijftigjarige jubileum van de Sporvejshistorisk Selskab (Deense vereniging voor tramgeschiedenis) wordt de in restauratie zijnde gelede wagen KS 890 (bouwjaar 1966) aan het publiek getoond.

## Trams uit diverse steden en landen

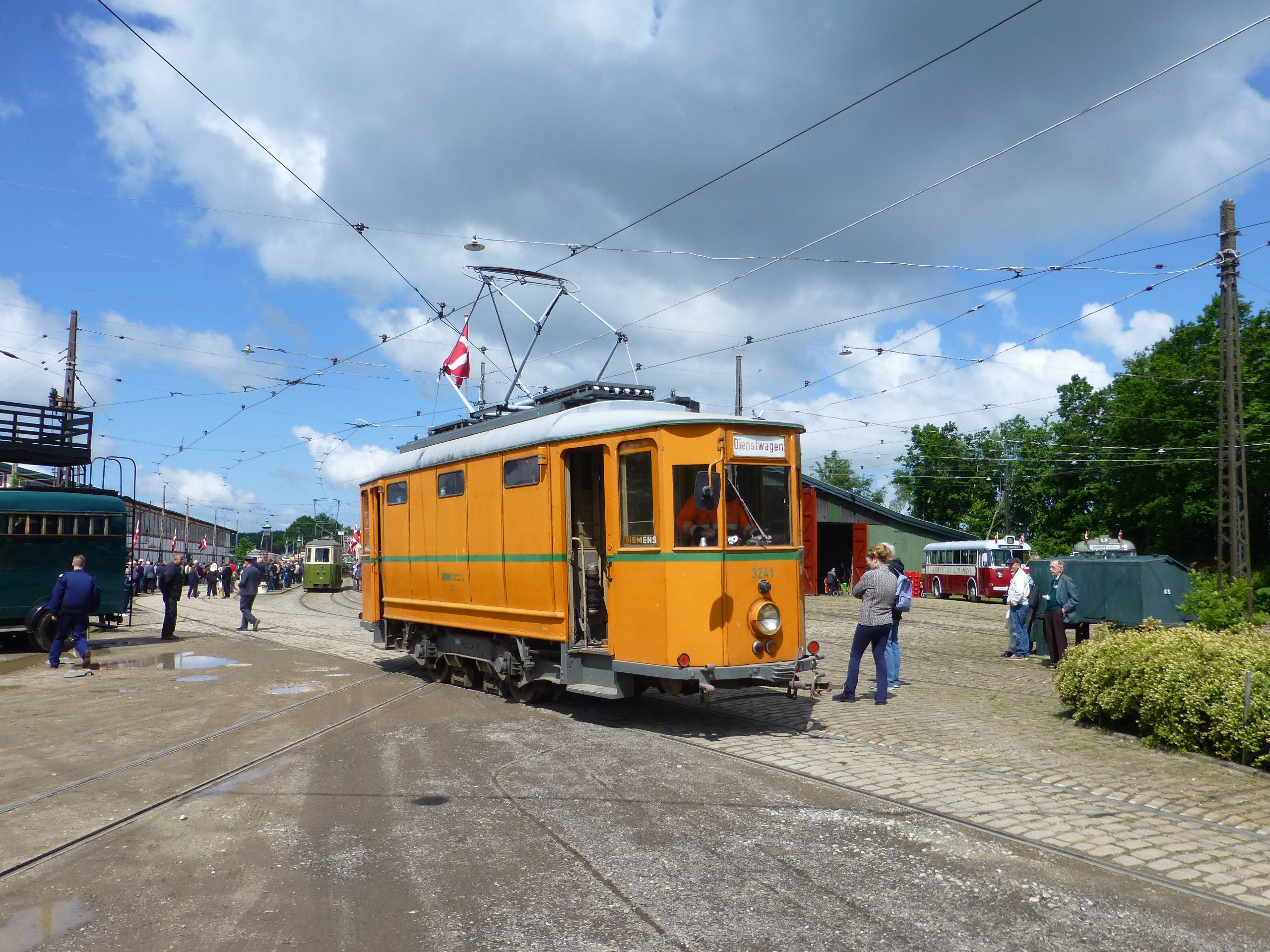
Werkmotorwagen 3241 uit Wuppertal (Duitsland; bouwjaar 1925).
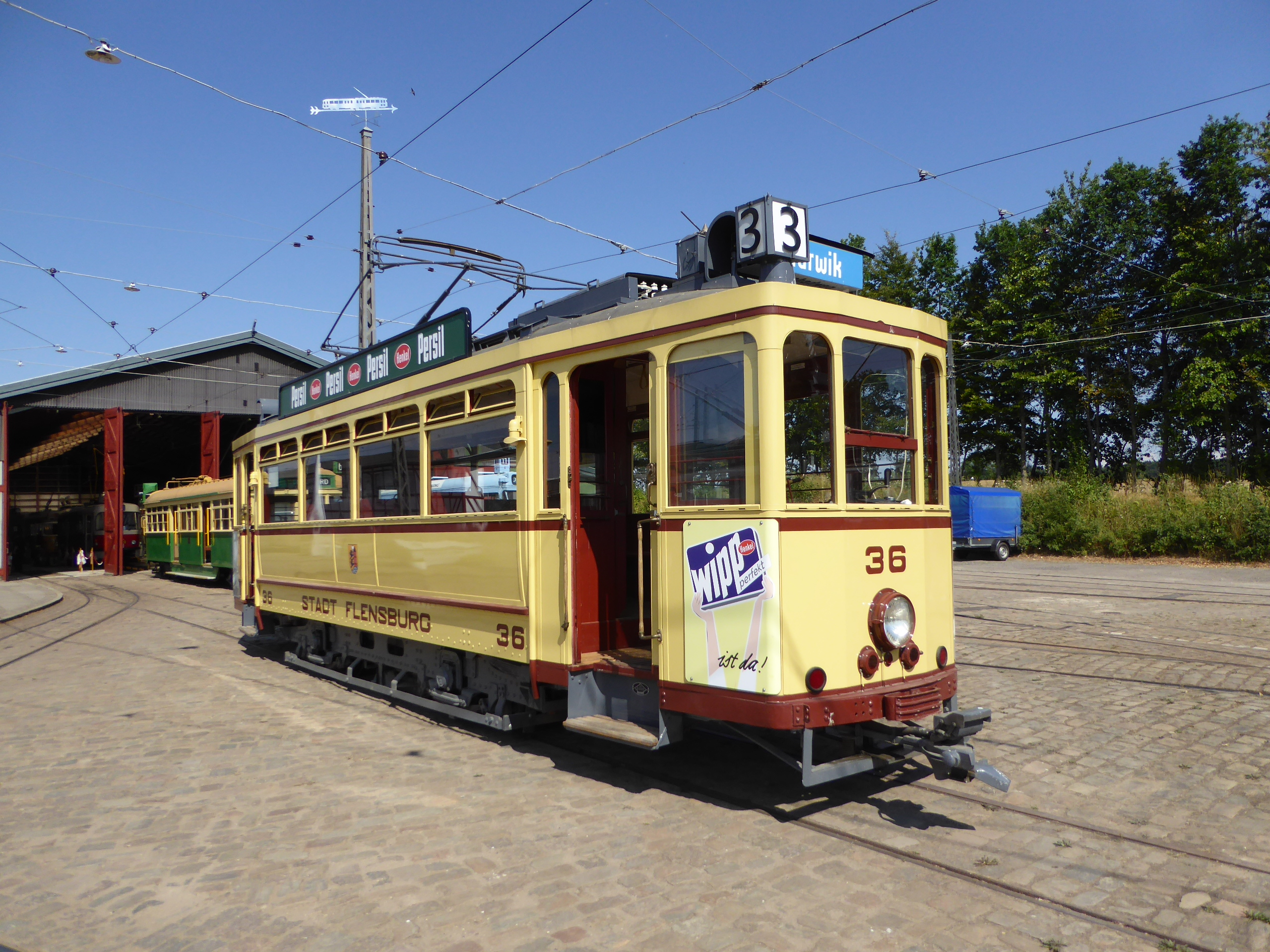
Motorwagen 36 uit Flensburg (Duitsland; bouwjaar 1926).
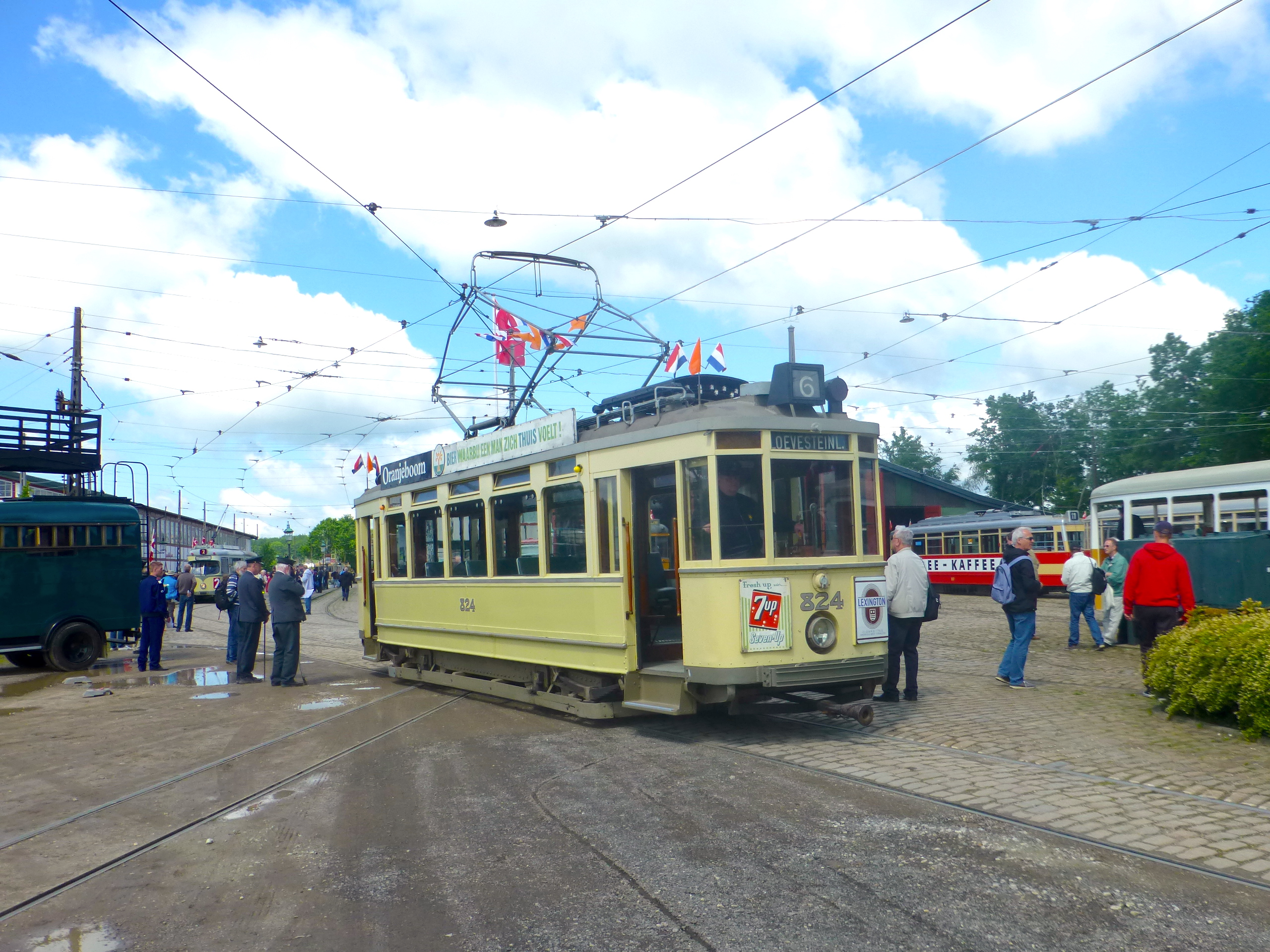
Motorwagen 824 uit Den Haag (Nederland; bouwjaar 1929).
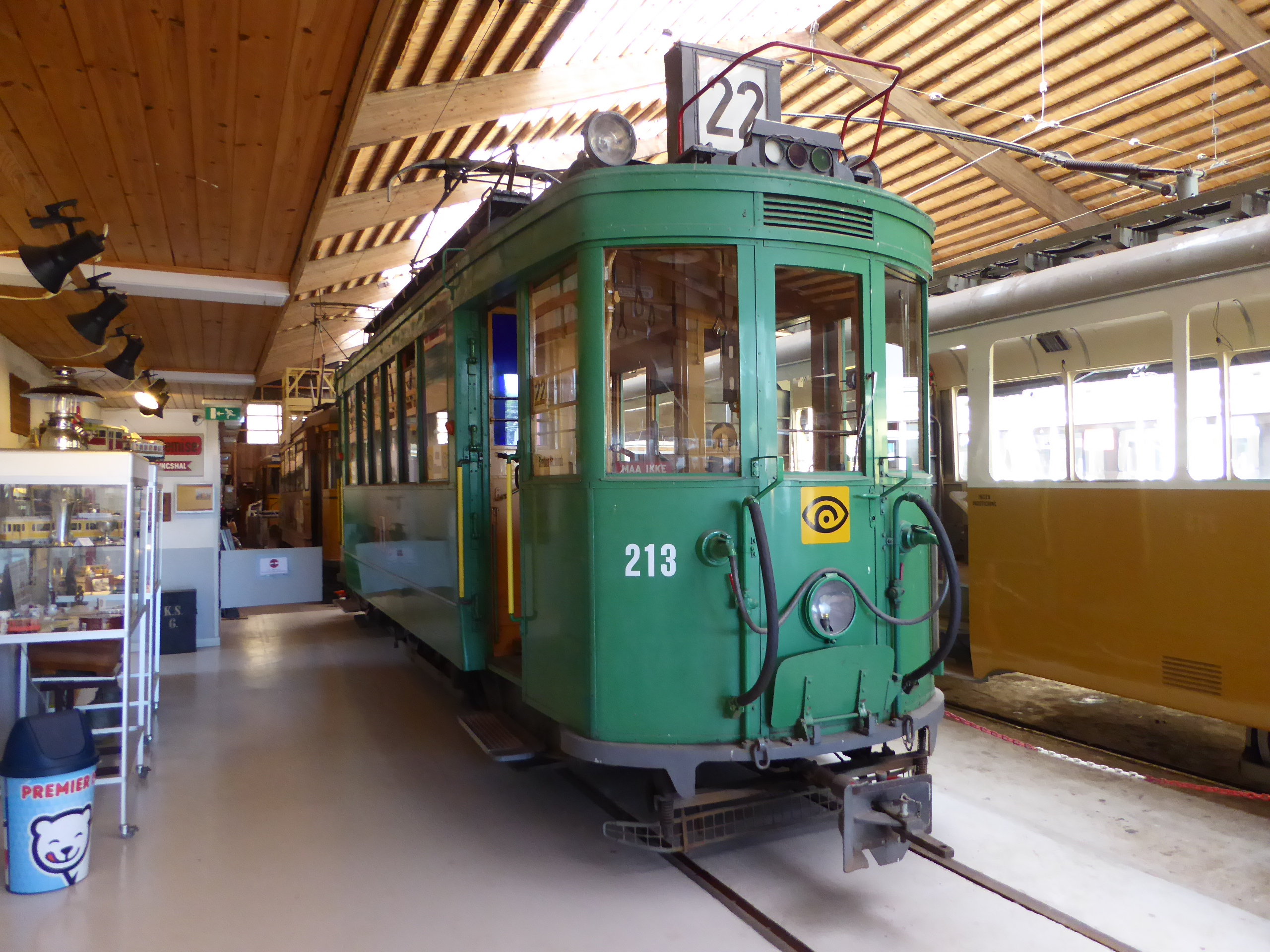
Motorwagen 213 uit Bazel (Zwitserland; bouwjaar 1933).
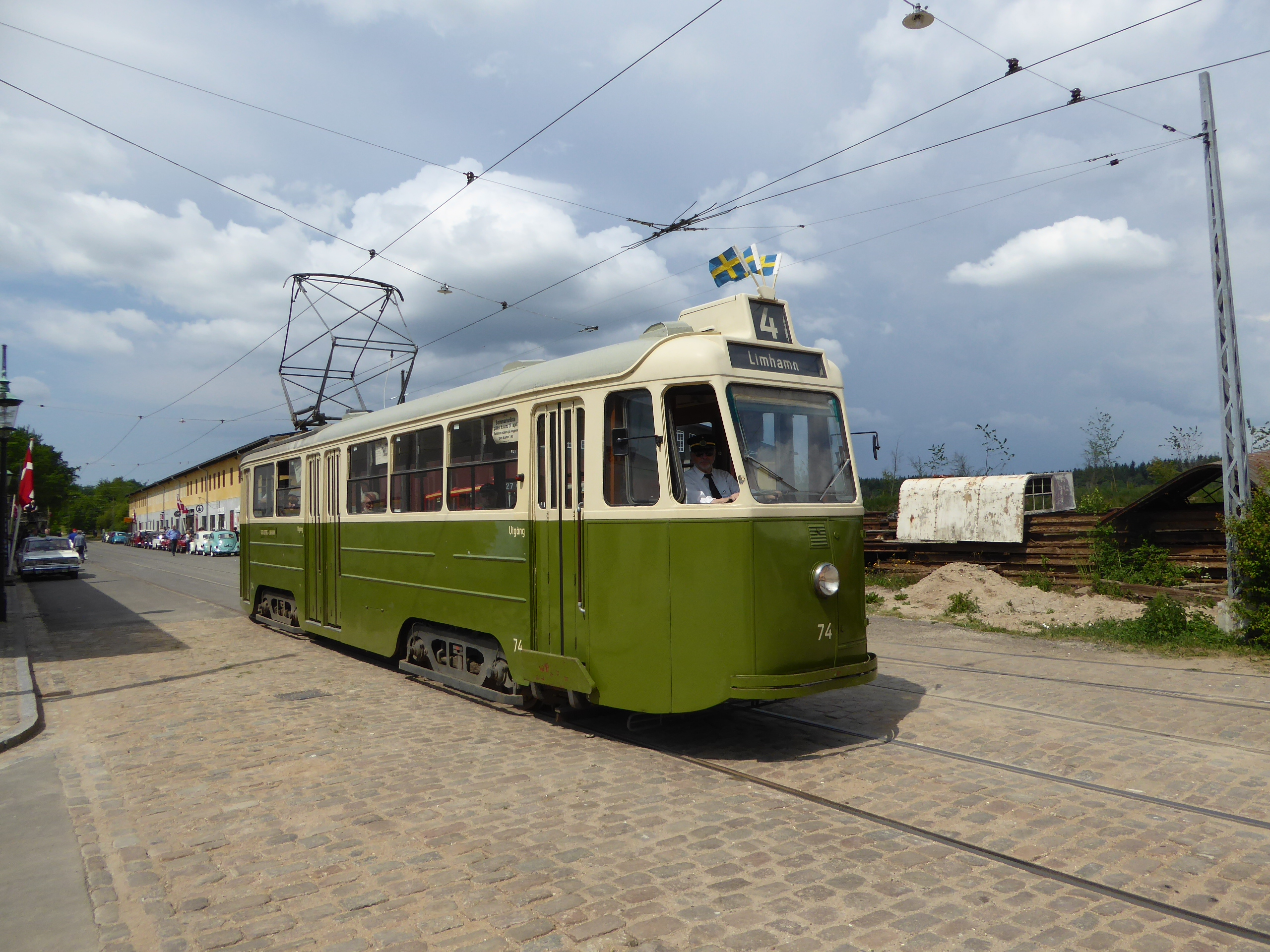
Motorwagen 74 uit Malmö (Zweden; bouwjaar 1946).
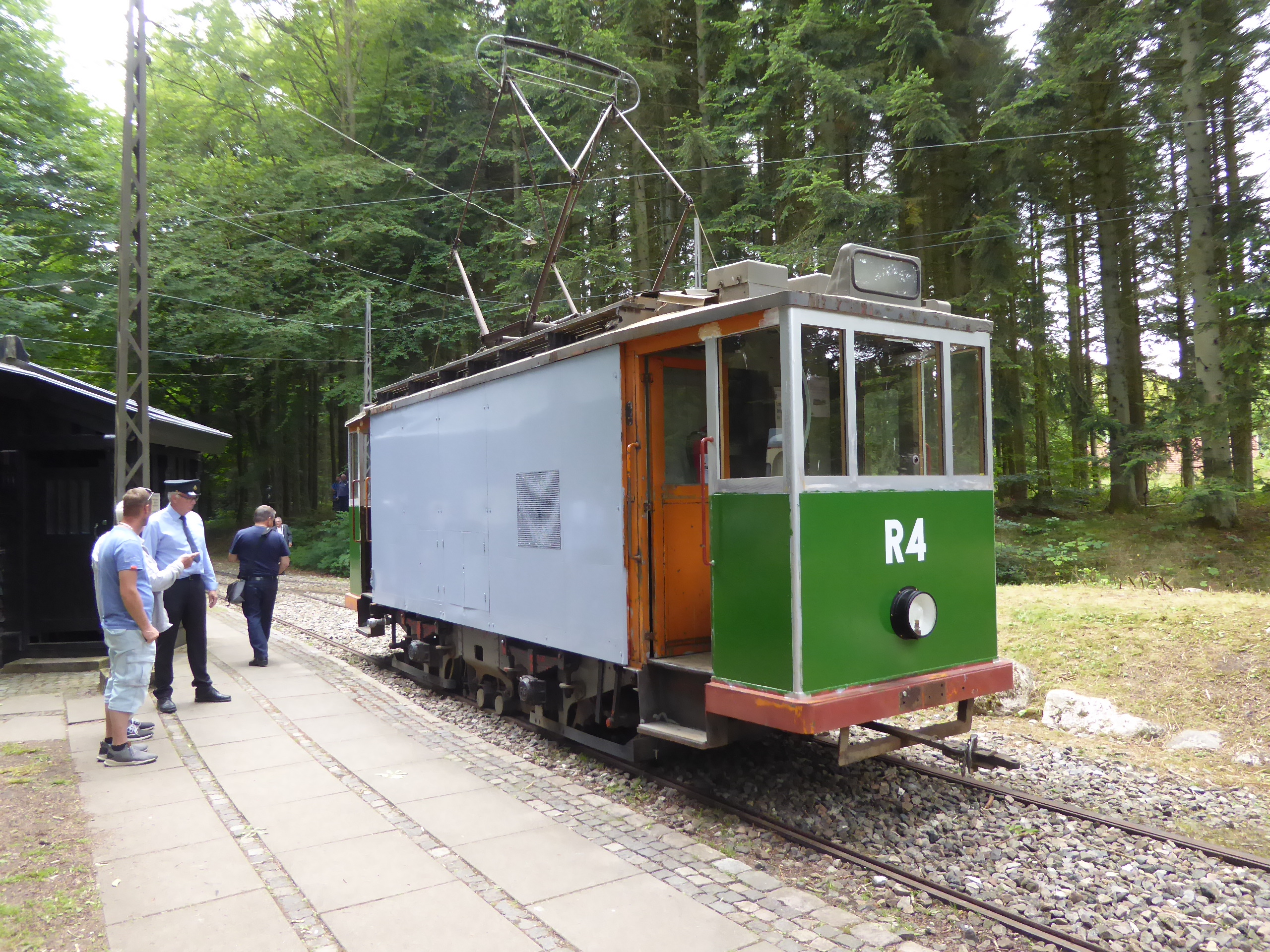
Railreinigmotorwagen 711 uit Duisburg (Duitsland; bouwjaar 1949).
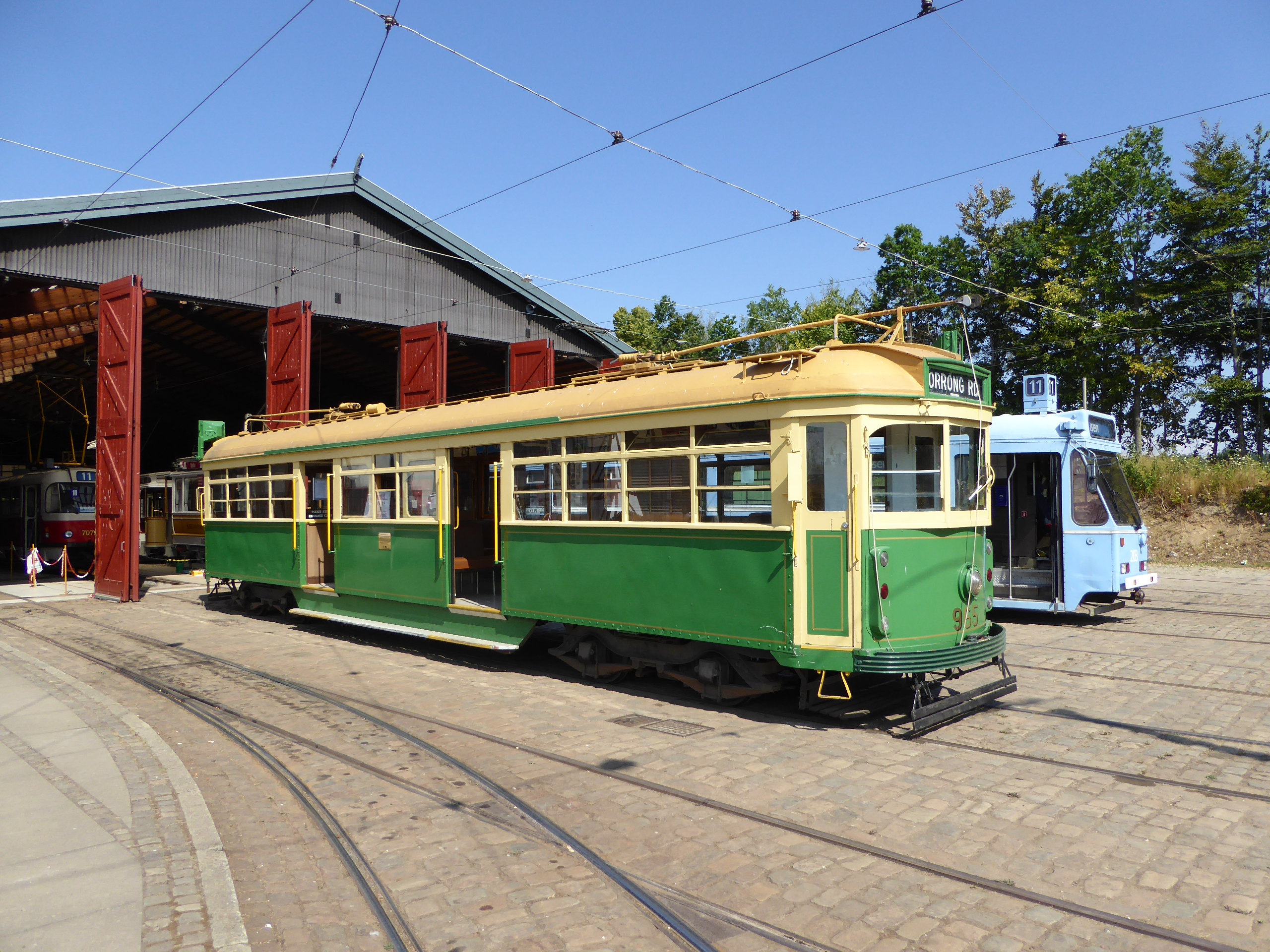
Motorwagen 965 uit Melbourne (Australië; bouwjaar 1950).
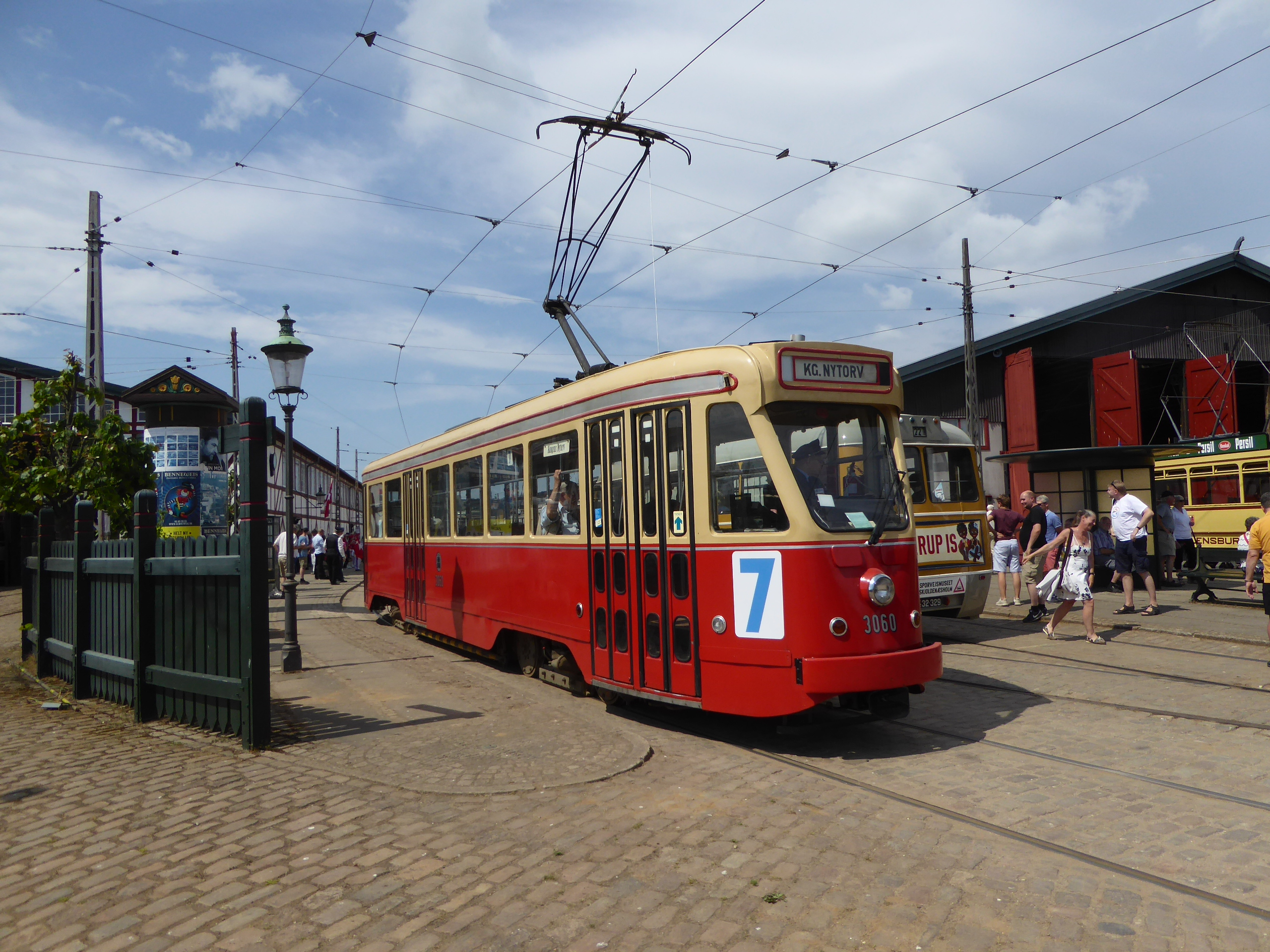
Motorwagen 3060 uit Hamburg (Duitsland; bouwjaar 1951).
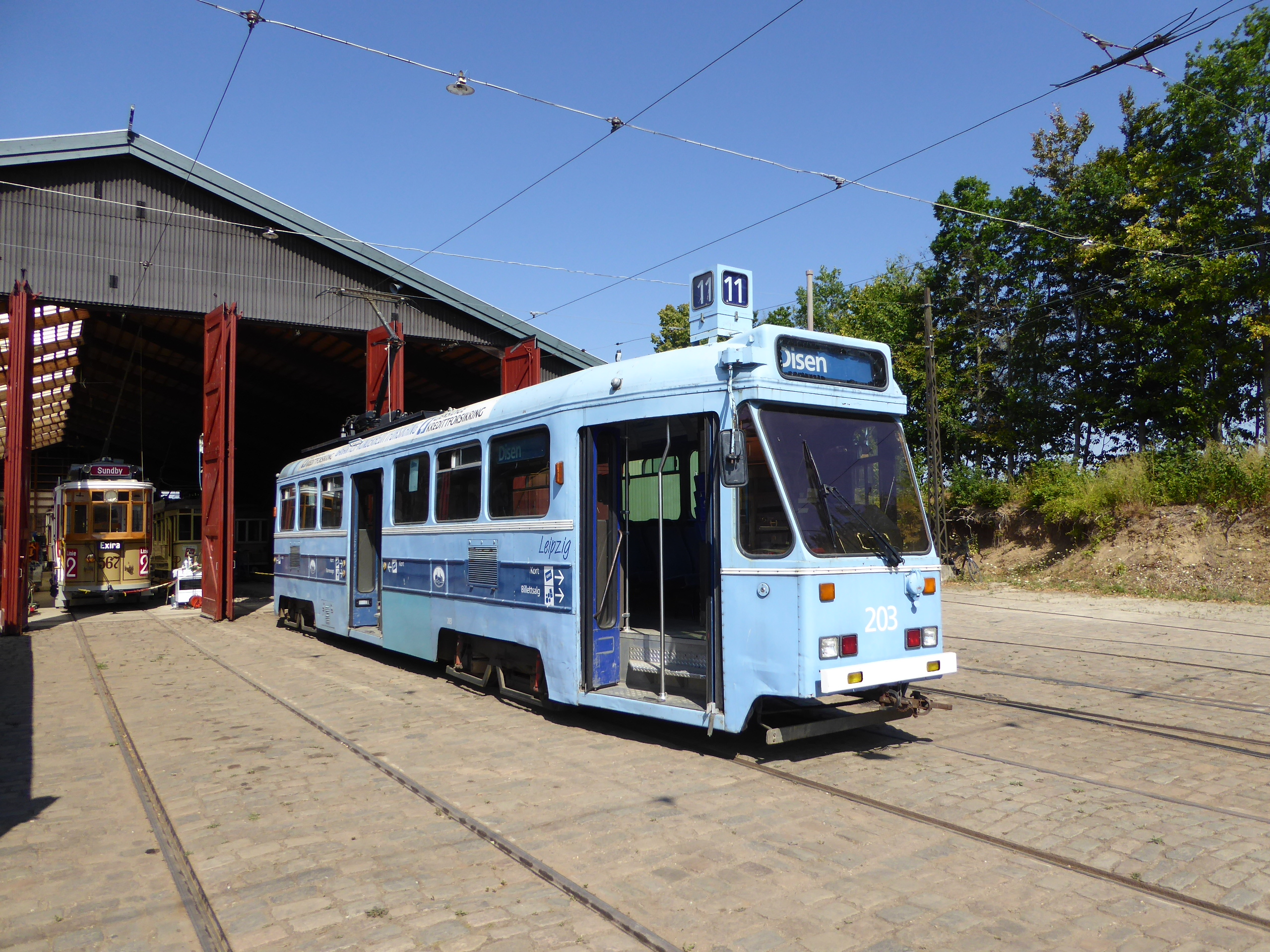
Motorwagen 203 uit Oslo (Noorwegen; bouwjaar 1953).
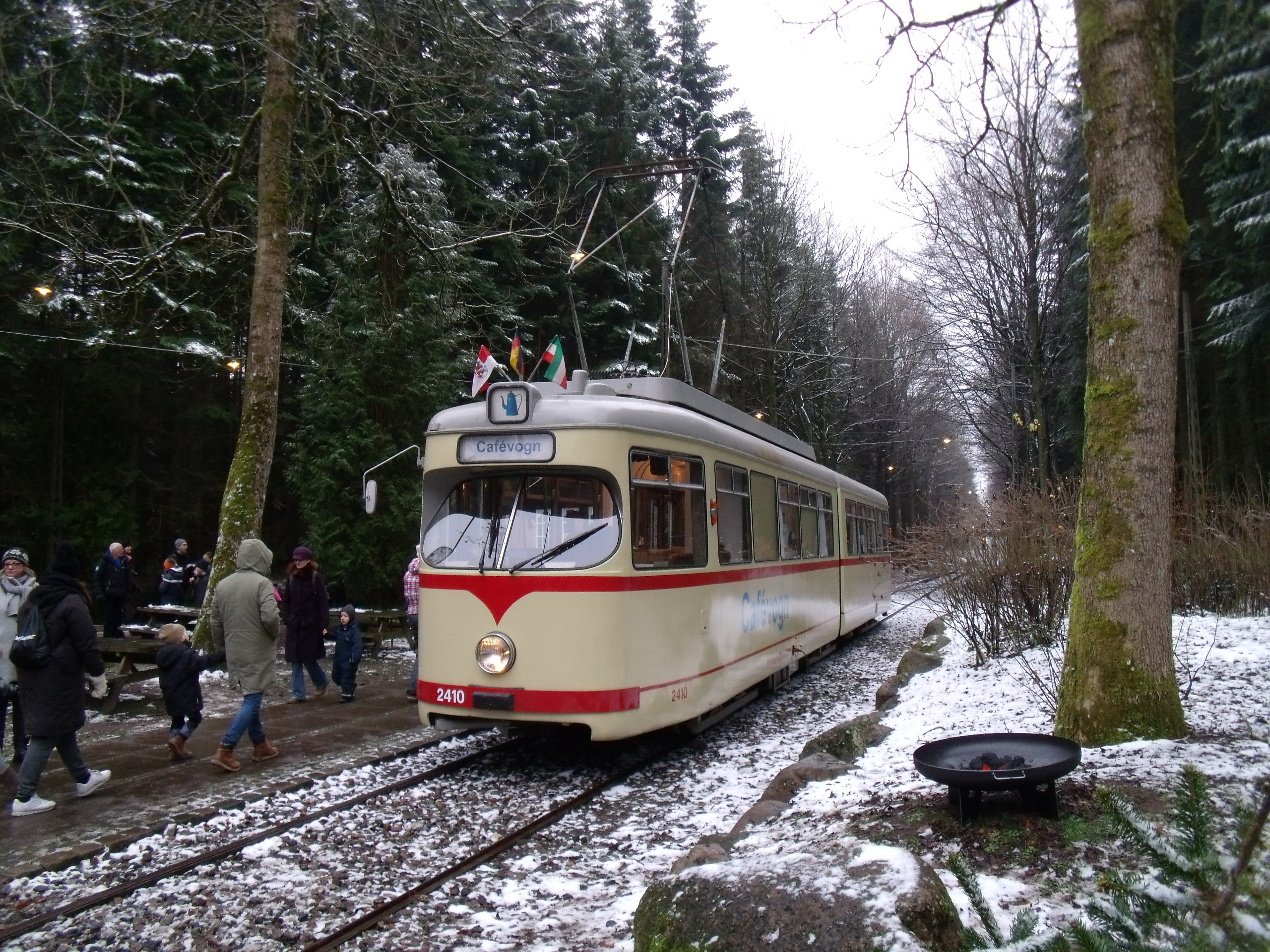
Gelede wagen 2410 uit Düsseldorf (Duitsland; bouwjaar 1957).
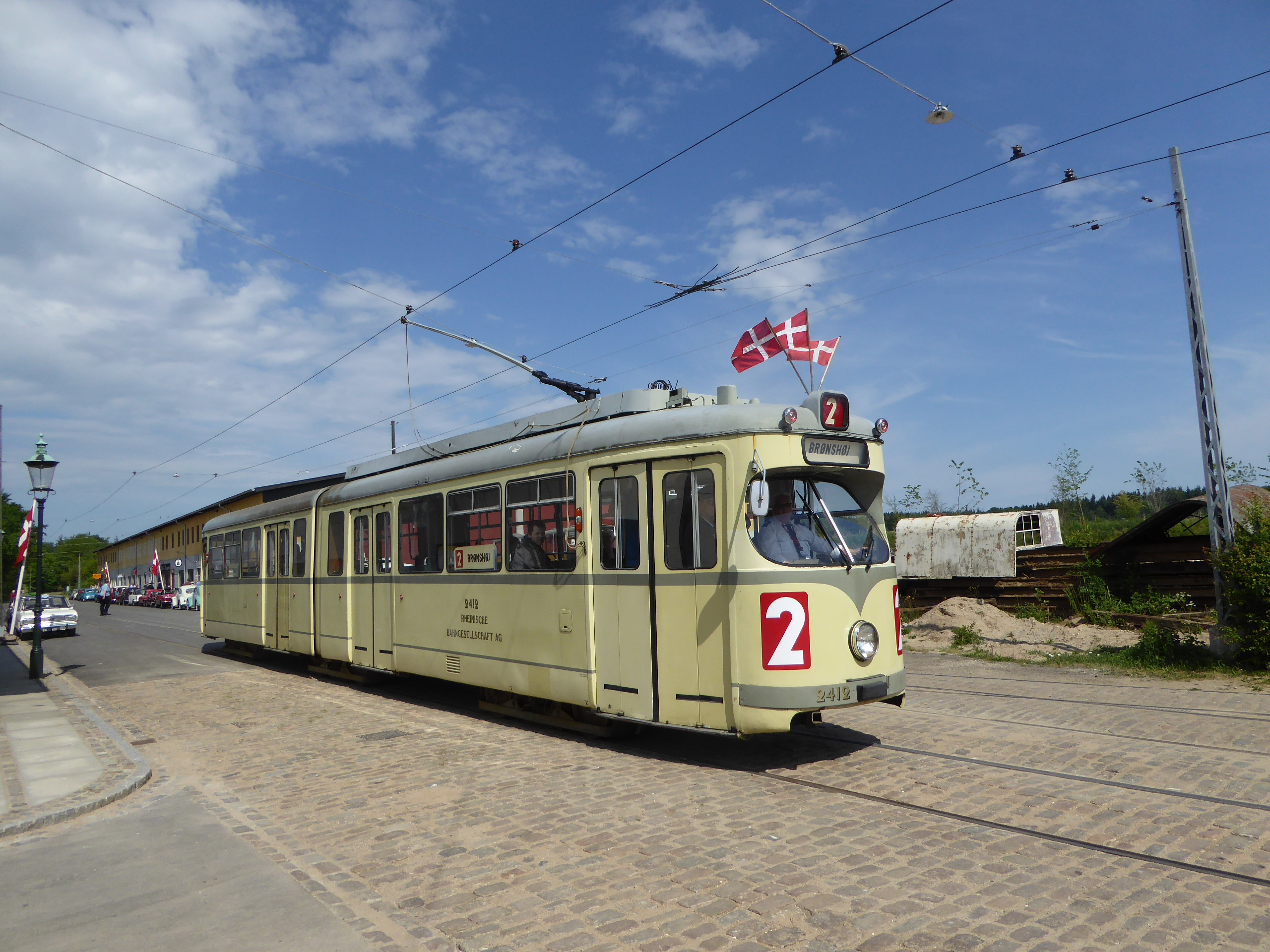
Gelede wagen 2412 uit Düsseldorf (Duitsland; bouwjaar 1957).
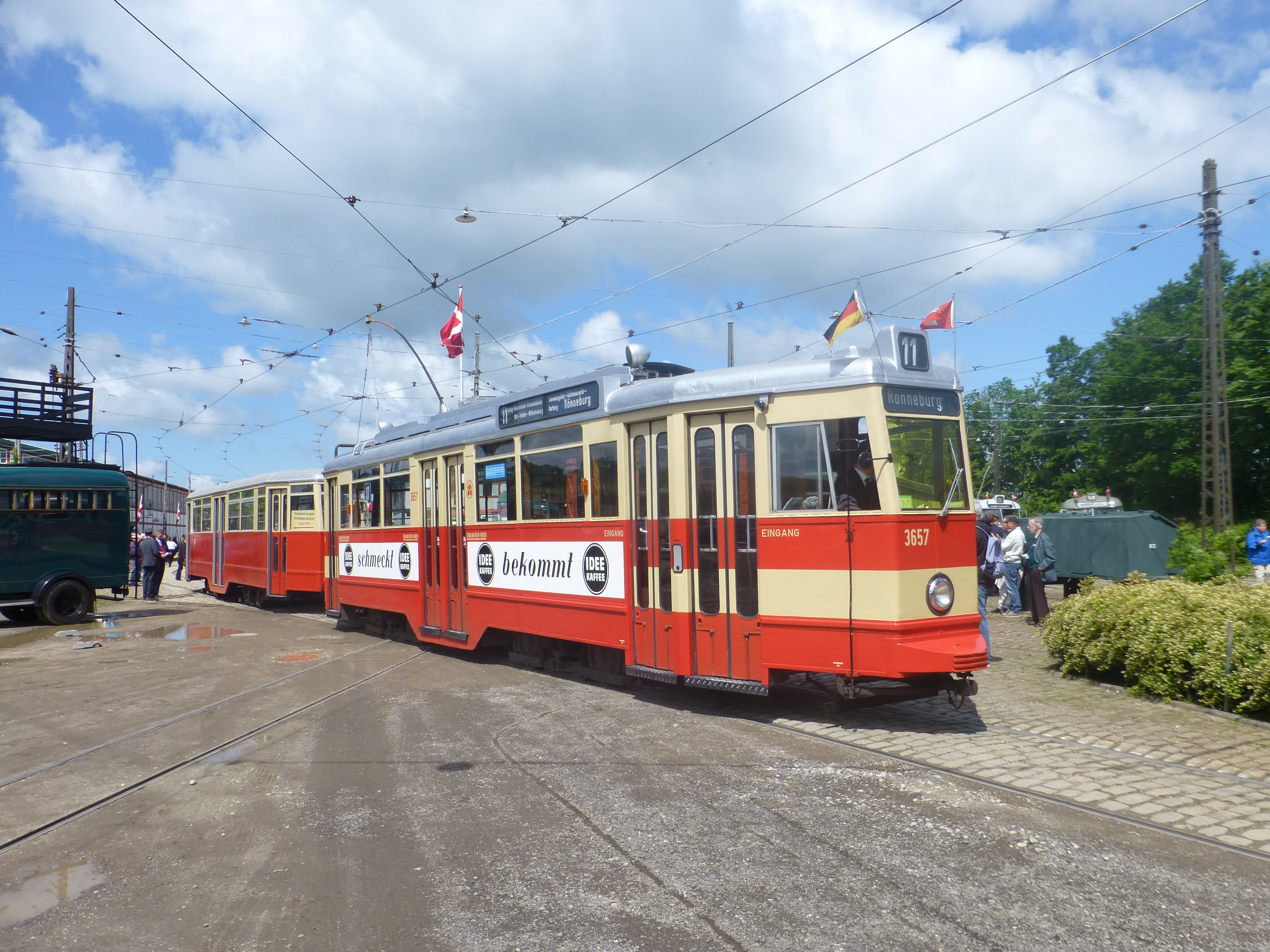
Motorwagen 3657 en bijwagen uit 4384 Hamburg (Duitsland; bouwjaar 1957).
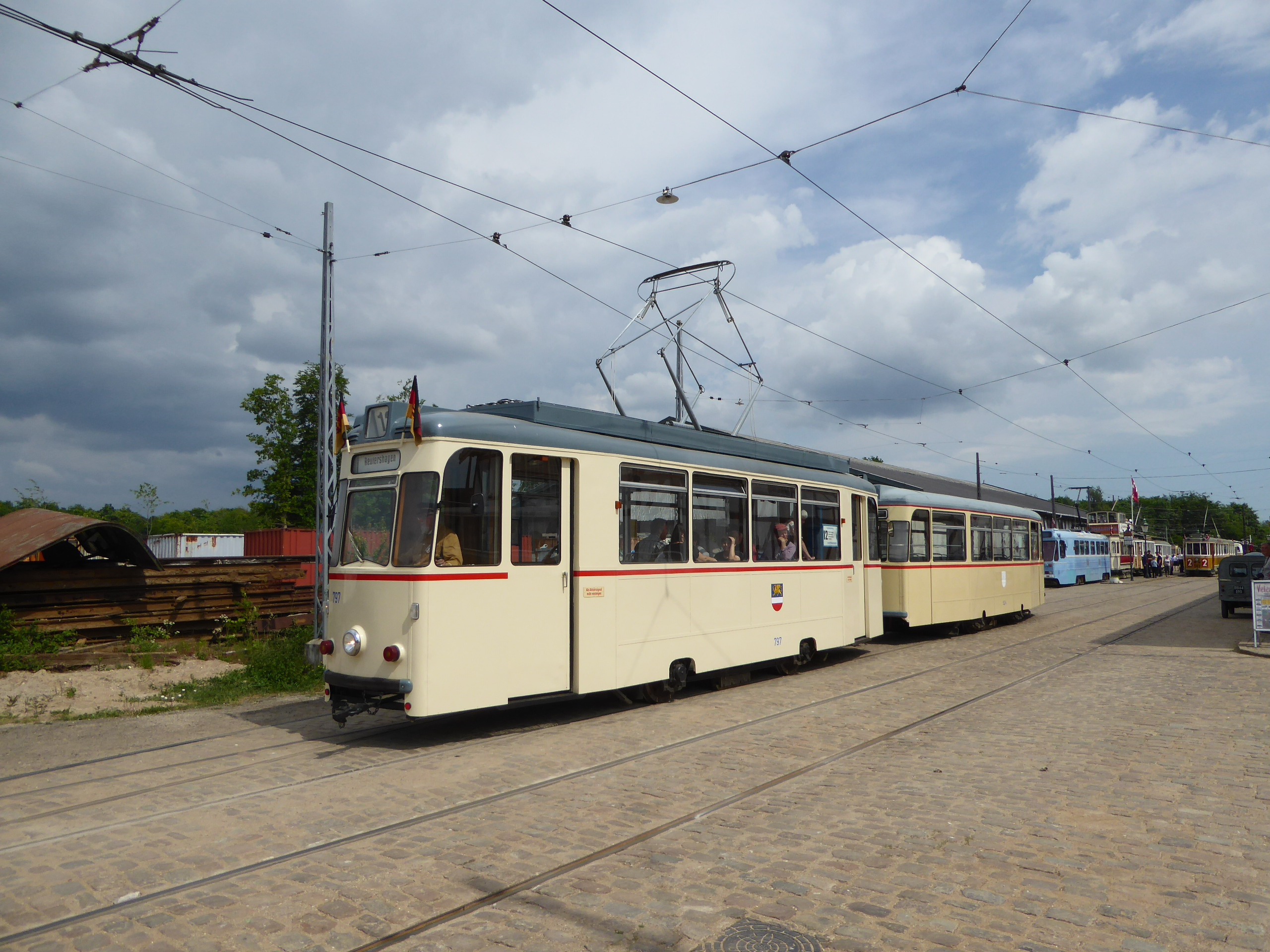
Motorwagen 797 en bijwagen 924 uit Rostock (Duitsland; bouwjaren 1976 en 1967).
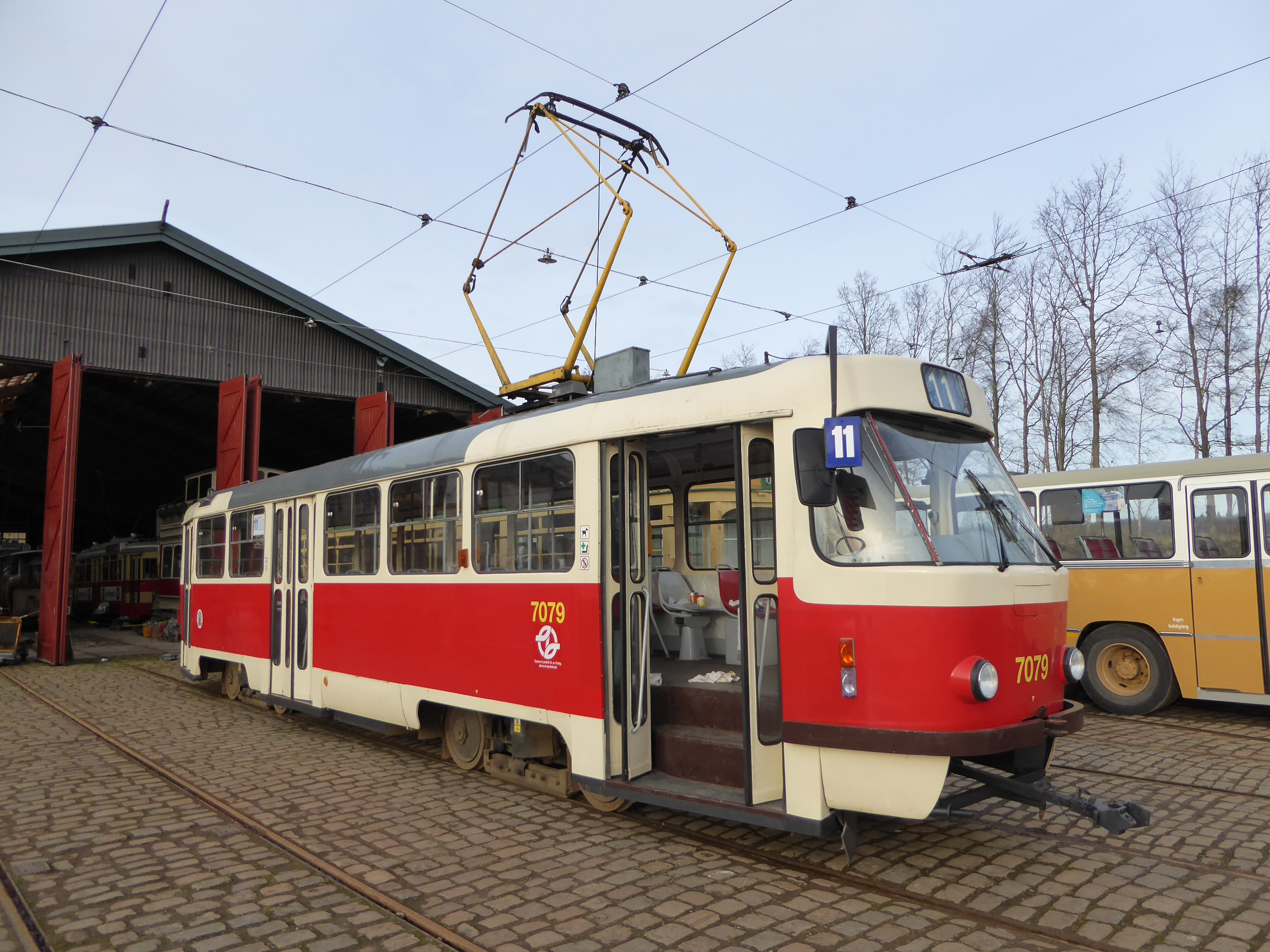
Tatramotorwagen 7079 uit Praag (Tsjechië; bouwjaar 1985).

## Remises en werkplaatsen

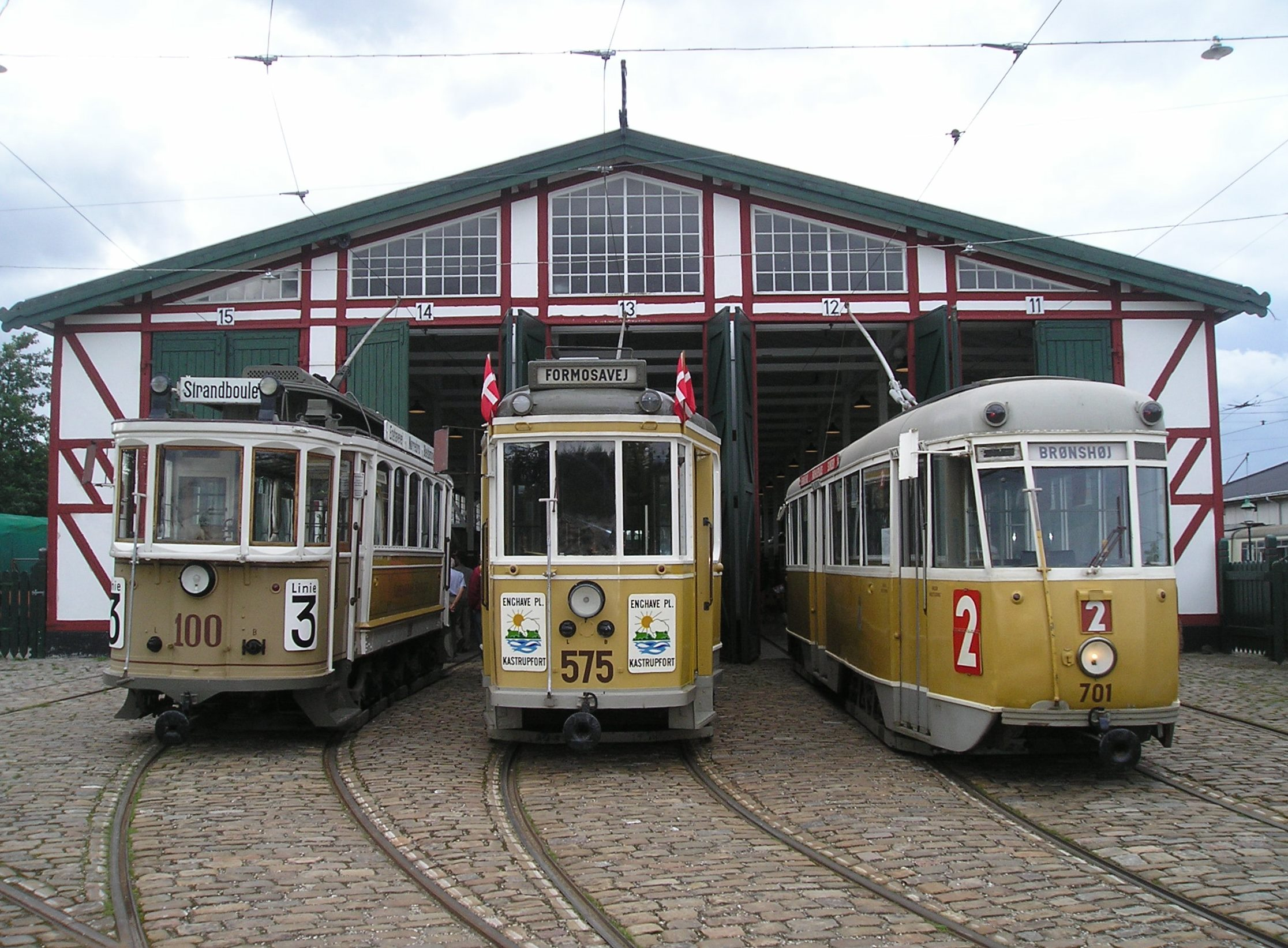
Drie Kopenhagense trams voor de Valby Gamle Remise: motorwagen KS 100 als lijn 3, motorwagen KS 575 als Kastrup Fort Linien en motorwagen KS 701 als lijn 2.
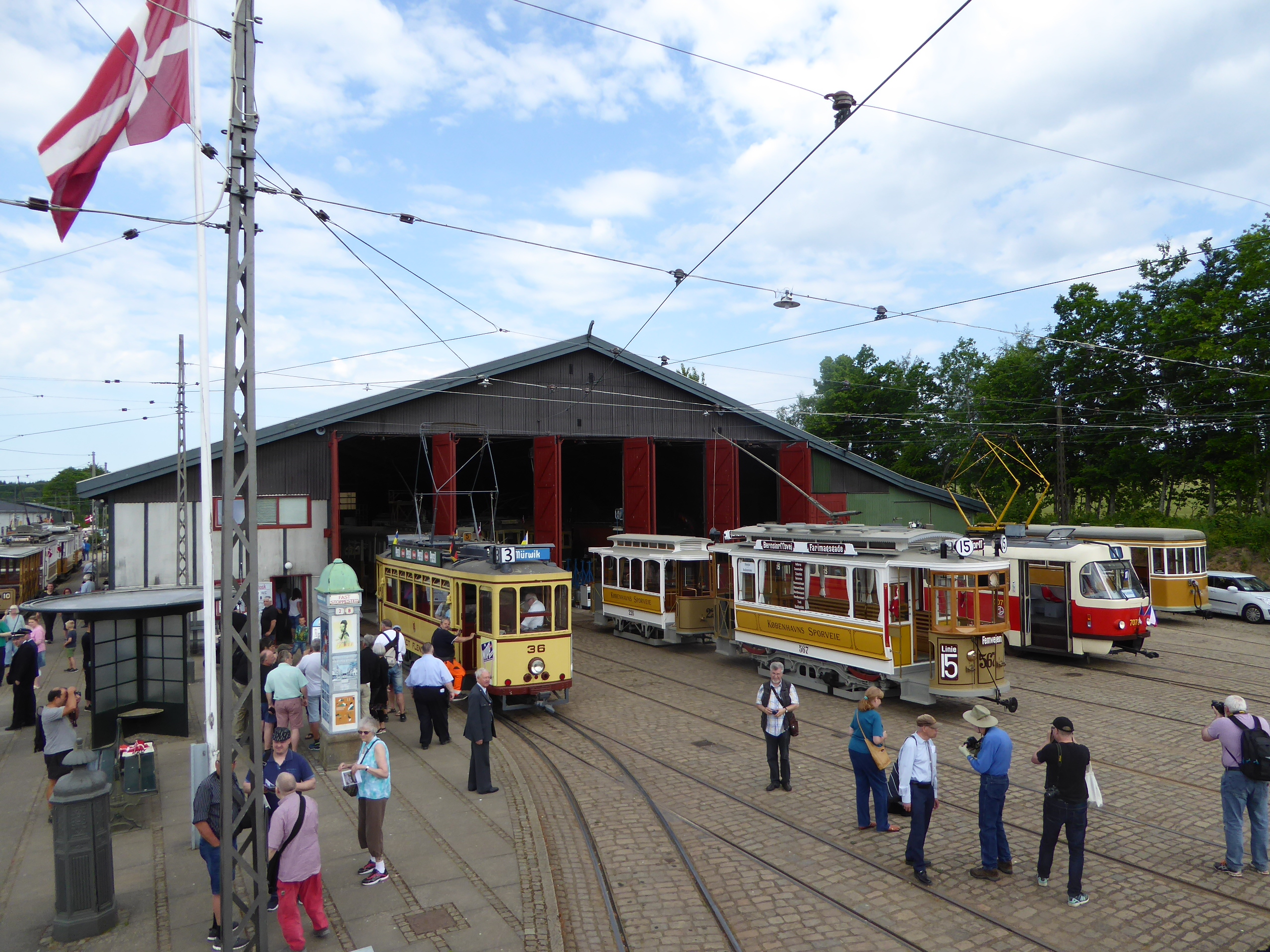
Diverse trams voor het depot Remise 1, v.l.n.r.: uit Flensburg, Kopenhagen en Praag.
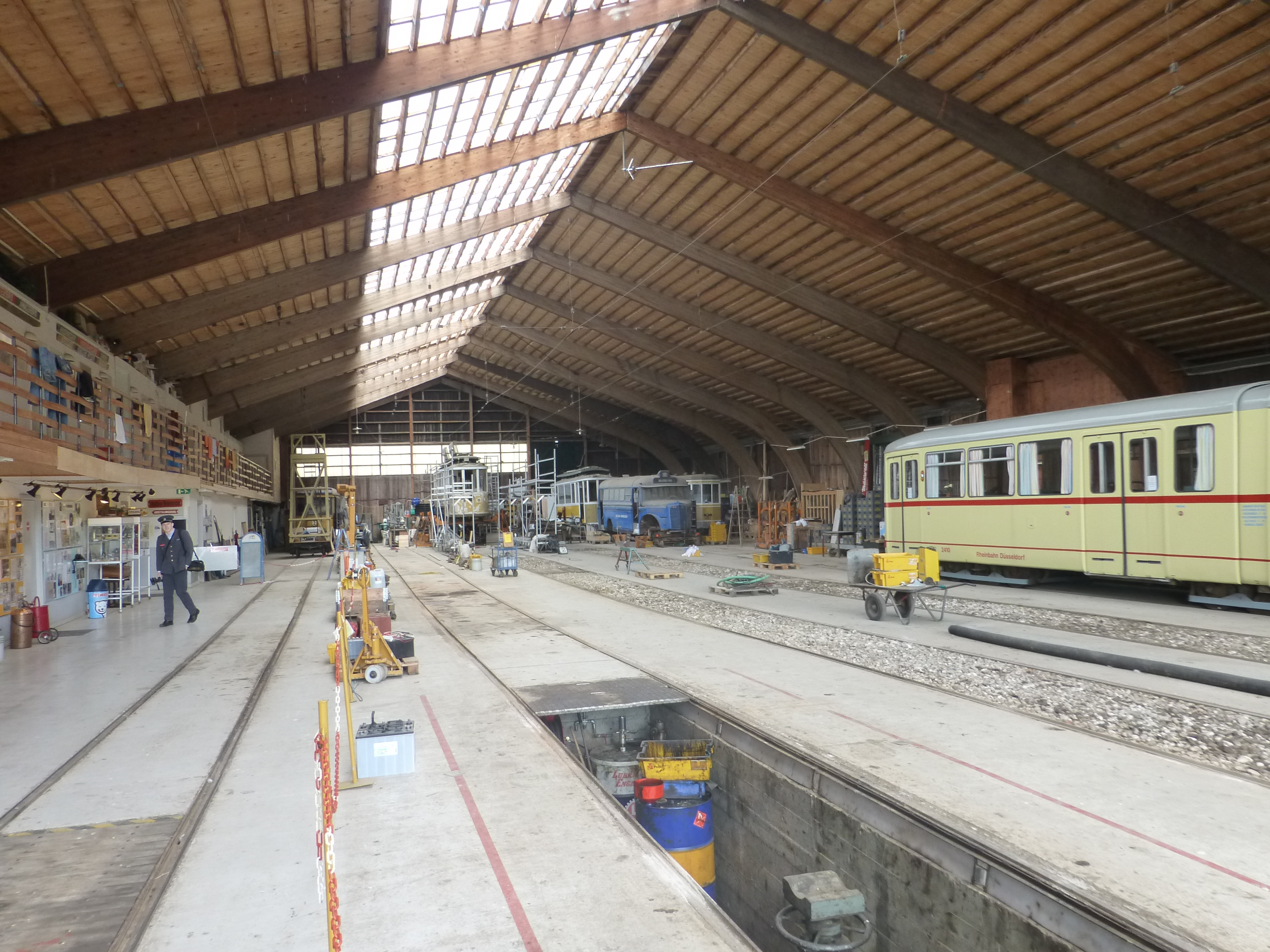
Tramremise 1 geheel leeg omdat alle trams buiten zijn voor deelname aan een tramoptocht ter gelegenheid van het vijftigjarige bestaan van het vijftigjarige jubileum van de Sporvejshistorisk Selskab (Deense vereniging voor tramgeschiedenis).
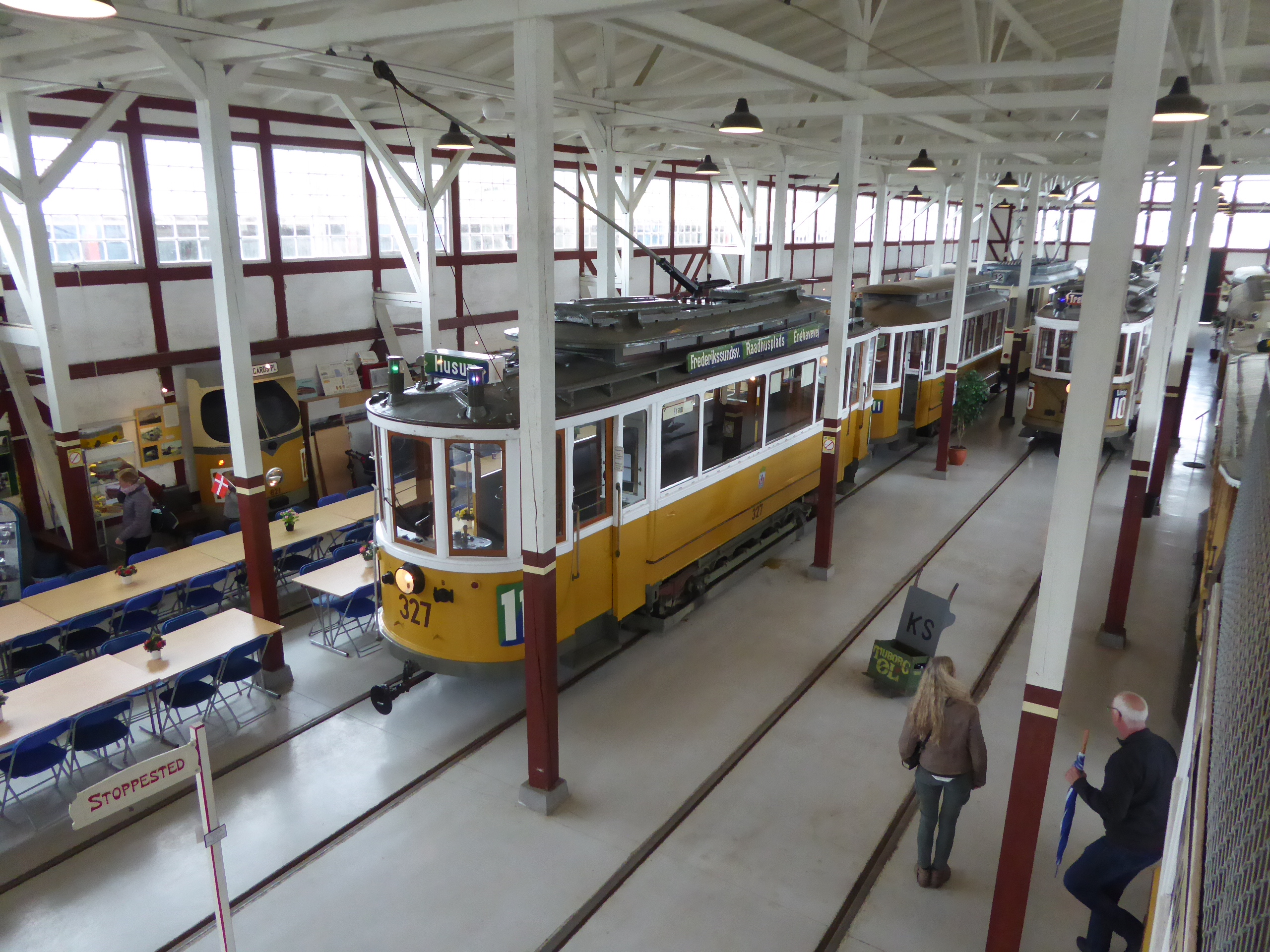
Uitzicht vanaf de bovenverdieping van dubbeldekstram KS 22 over de Valby Gamle Remise. In het midden motorwagen KS 327 (bouwjaar 1912).
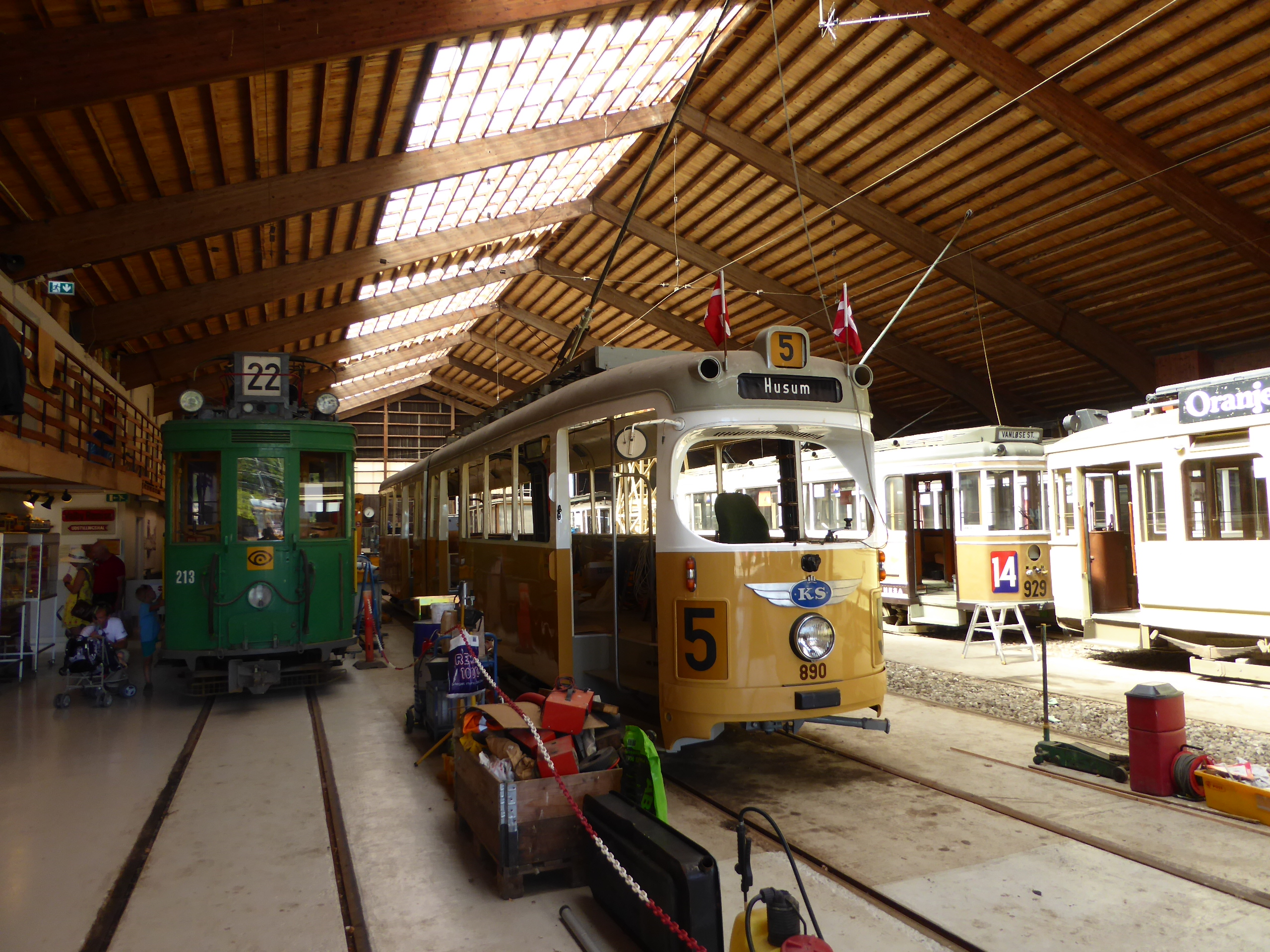
Motorwagens BVB 213 uit Bazel (bouwjaar 1933) en KS 890 (bouwjaar 1966) in Remise 1.
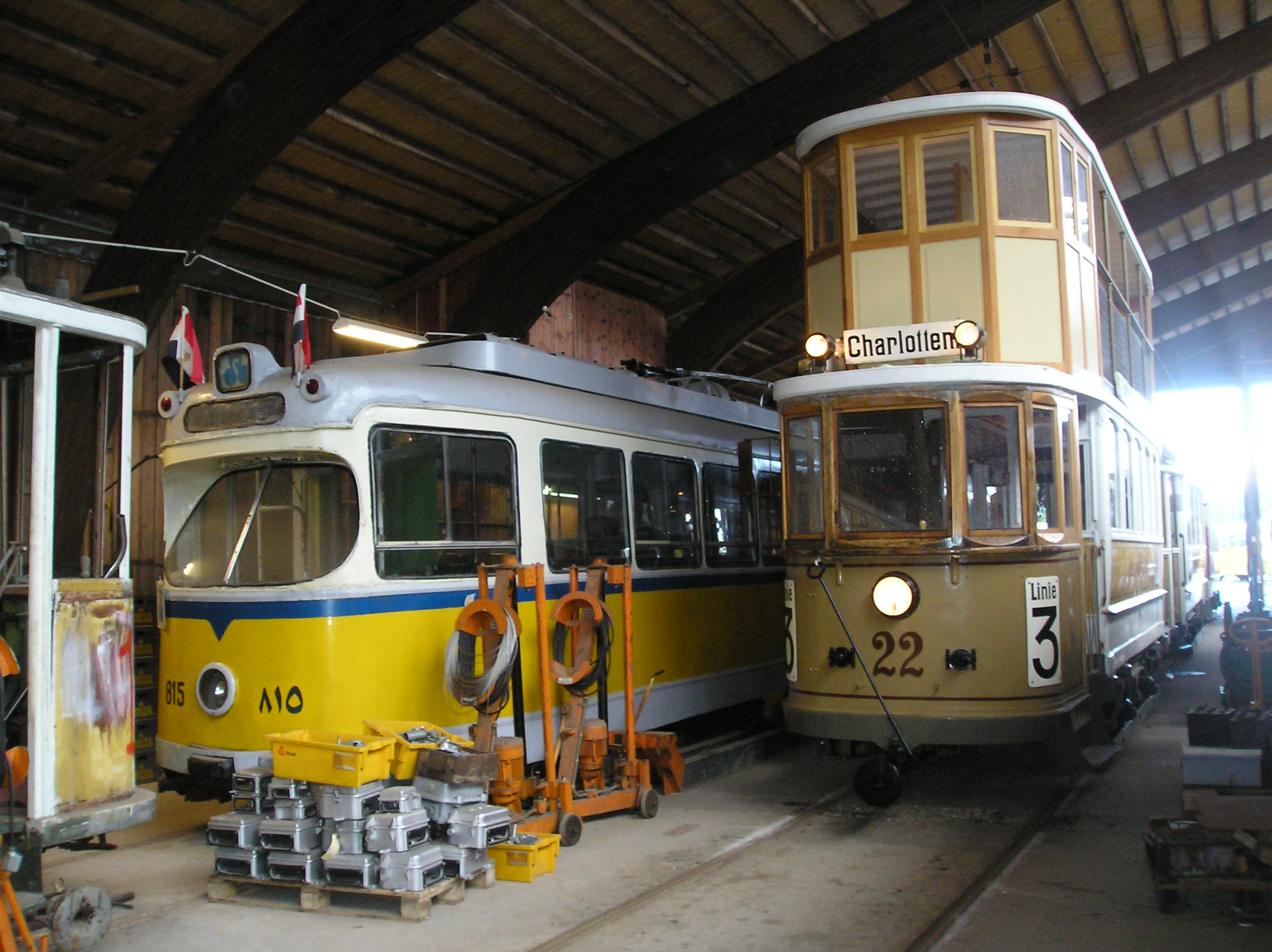
gelede wagen APTA 815 (ex-KS 815), teruggekeerd uit Alexandrië, en motorwagen KS 22 in de werkplaats.
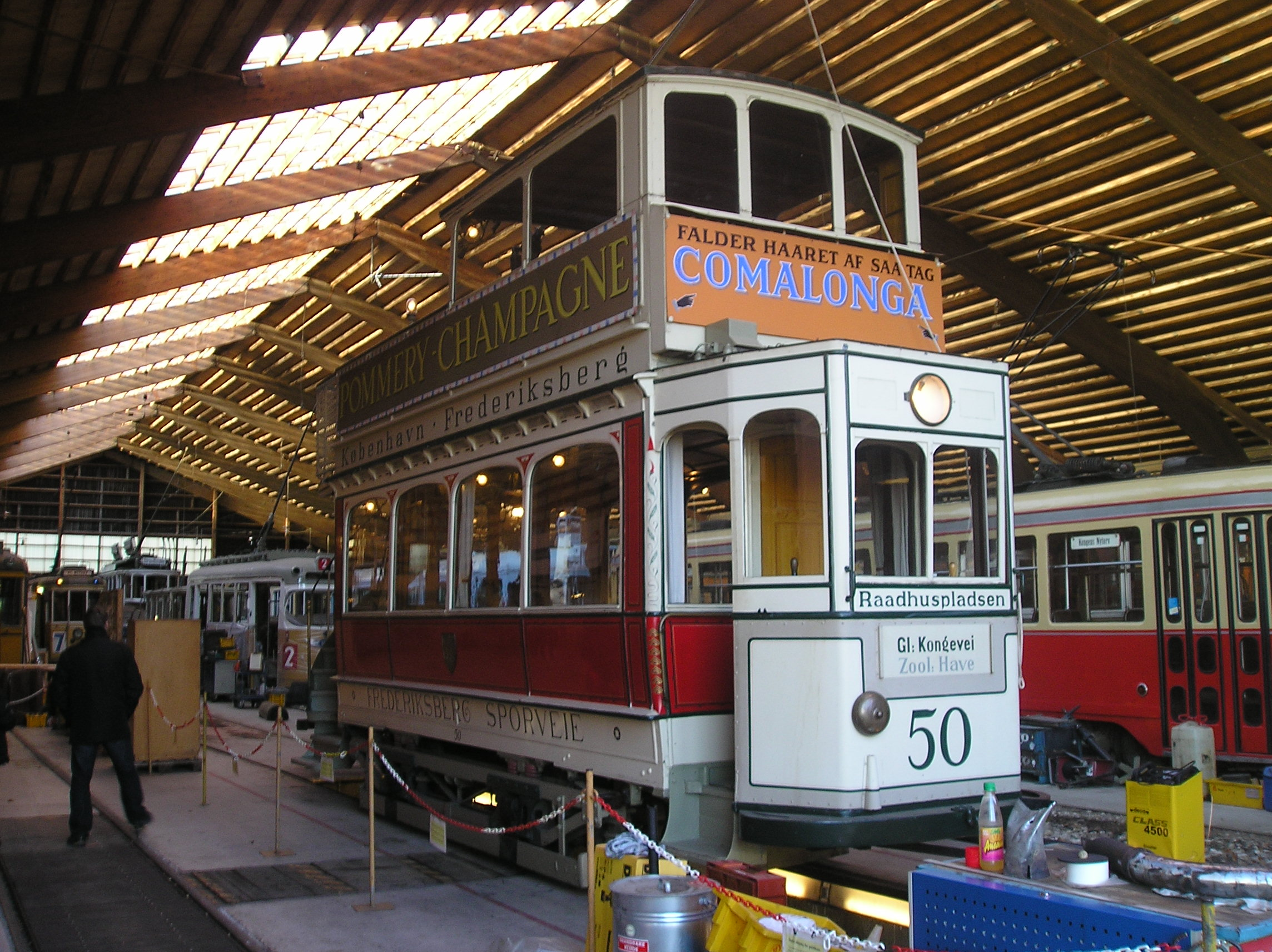
Dubbeldekstram motorwagen FS 50 van de vroegere tram van Frederiksberg.
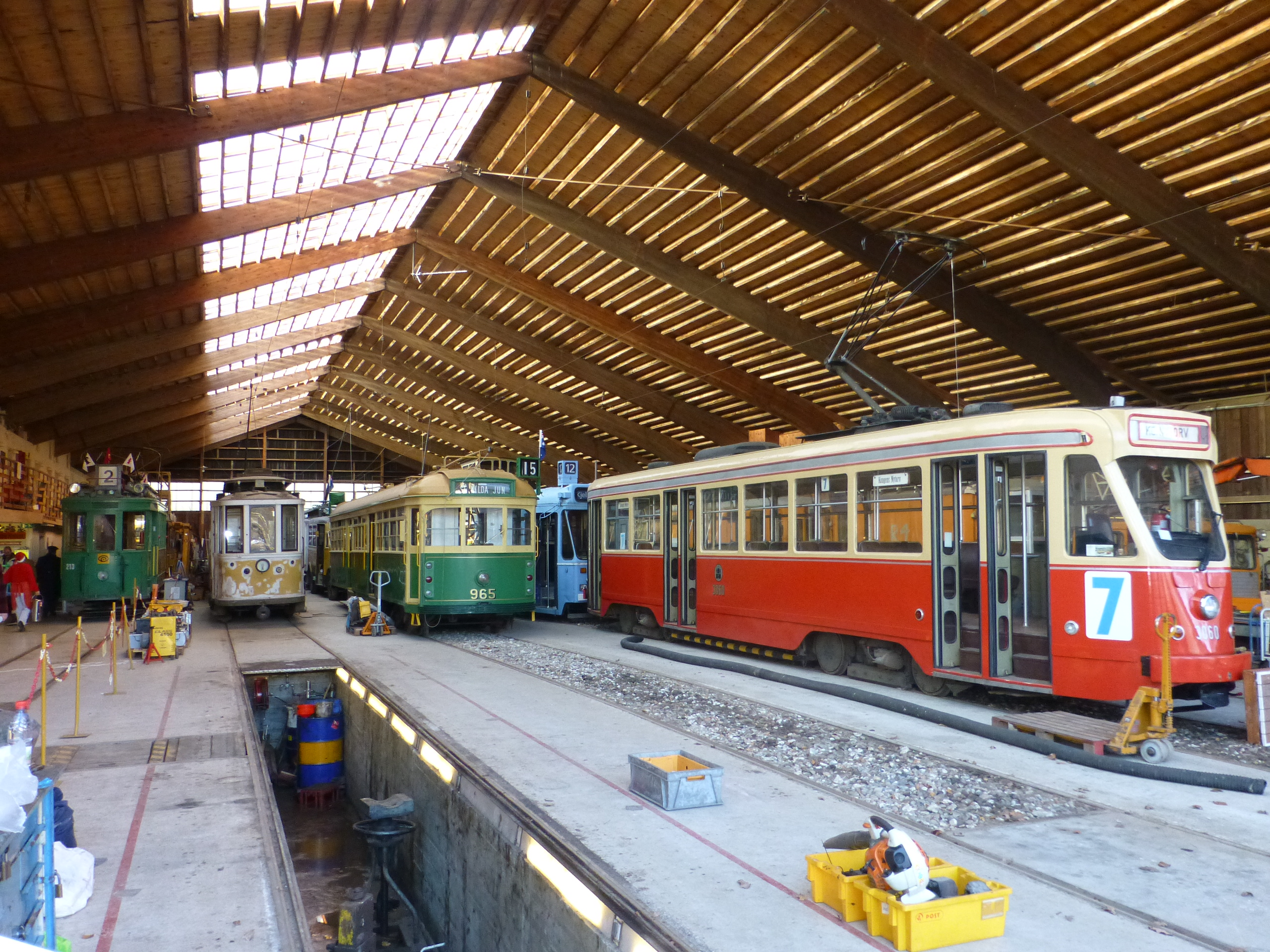
Depot en werkplaats in Remise 1. Rechts motorwagen Hamburg 3060, in het midden motorwagen 965 uit Melbourne.
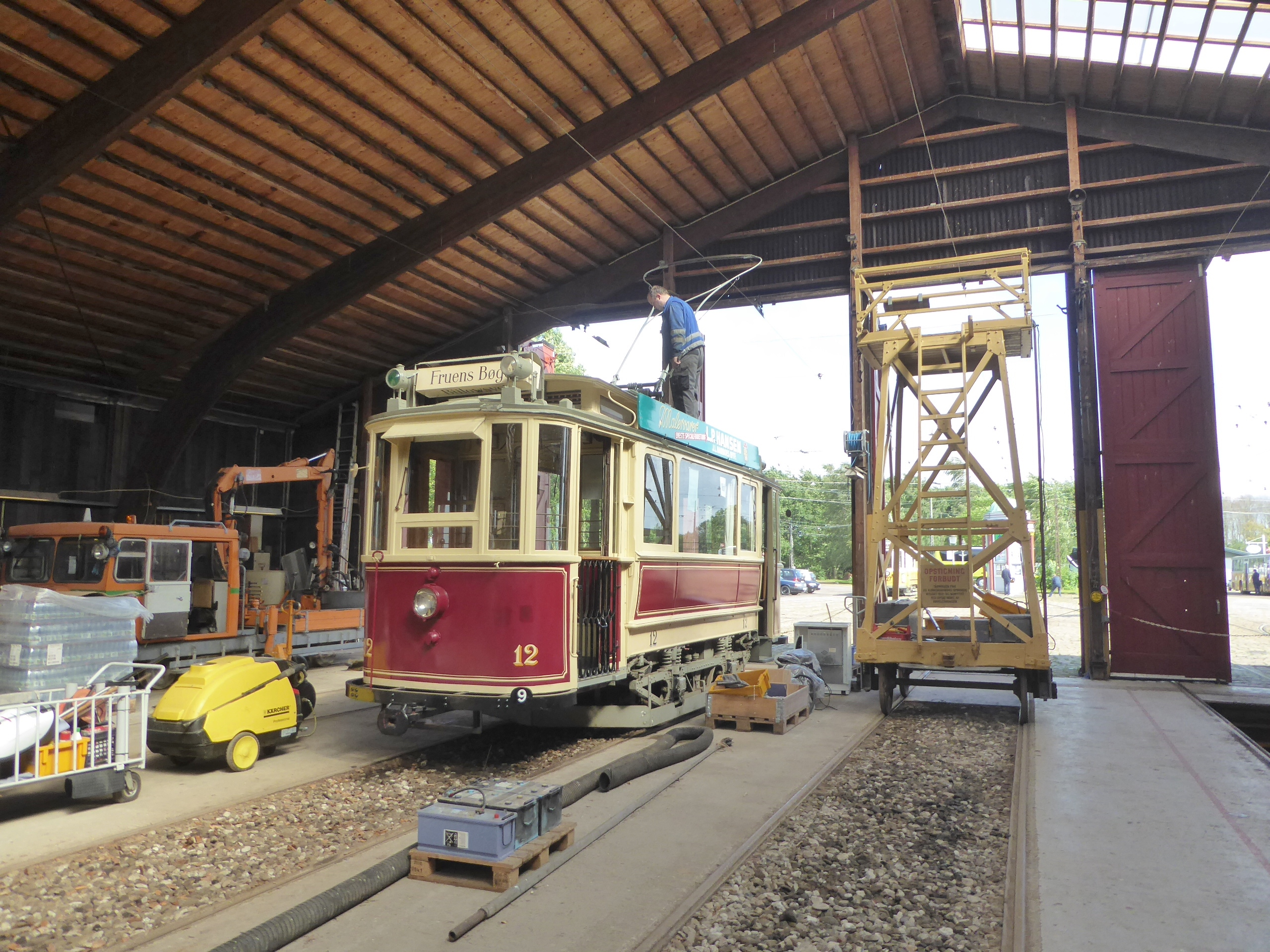
Motorwagen OS 12 uit Odense (bouwjaar 1911) in Remise 1.
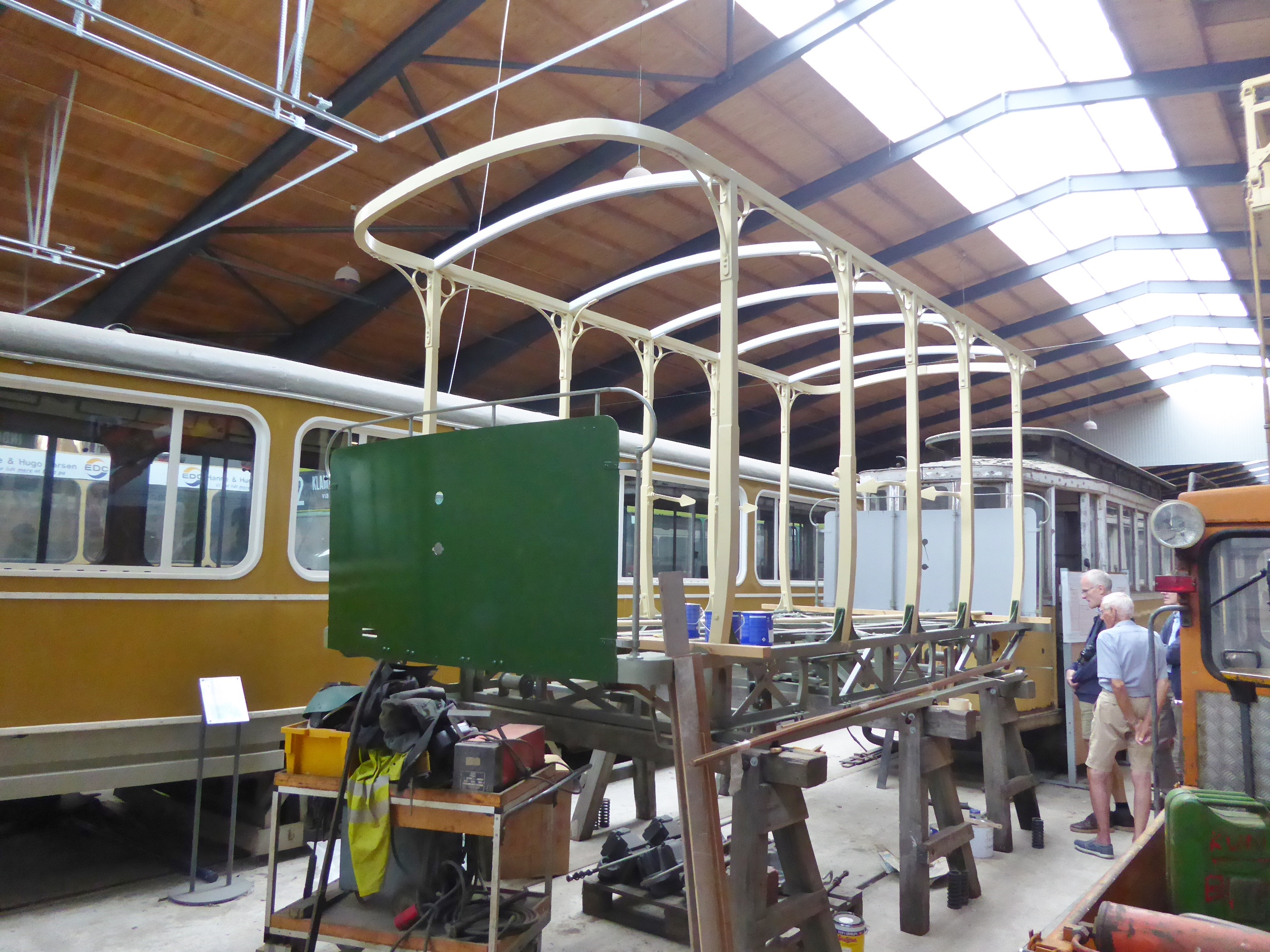
Open bijwagen OS 51 uit Odense (bouwjaar 1911) in restauratie in Remise 3.

## Museumterrein

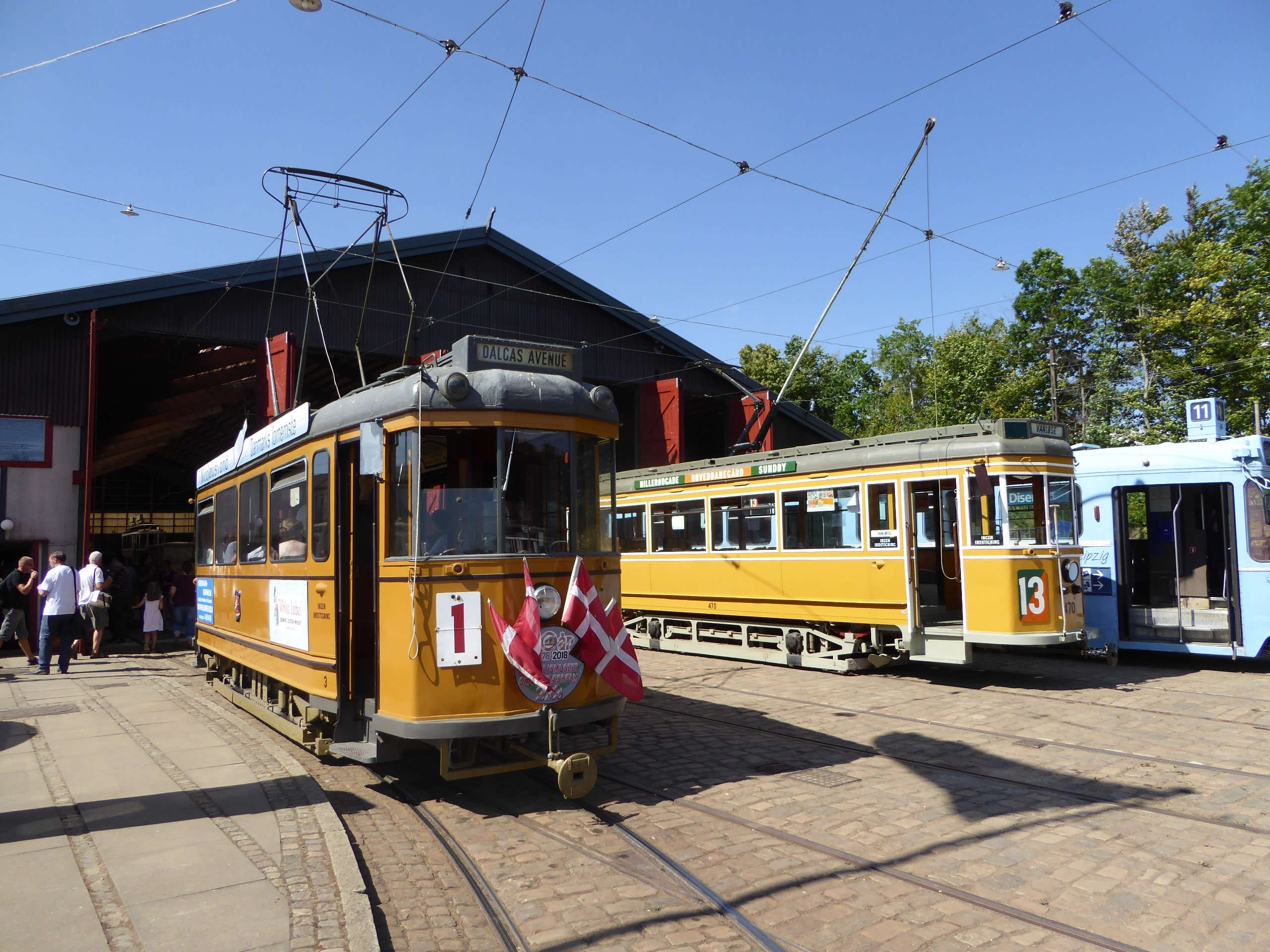
Motorwagens ÅS 3 uit Aarhus (bouwjaar 1945) en KS 470 (bouwjaar 1945). Het ontwerp van de motorwagen uit Aarhus is geïnspireerd op de scrapvogne zoals KS 470.
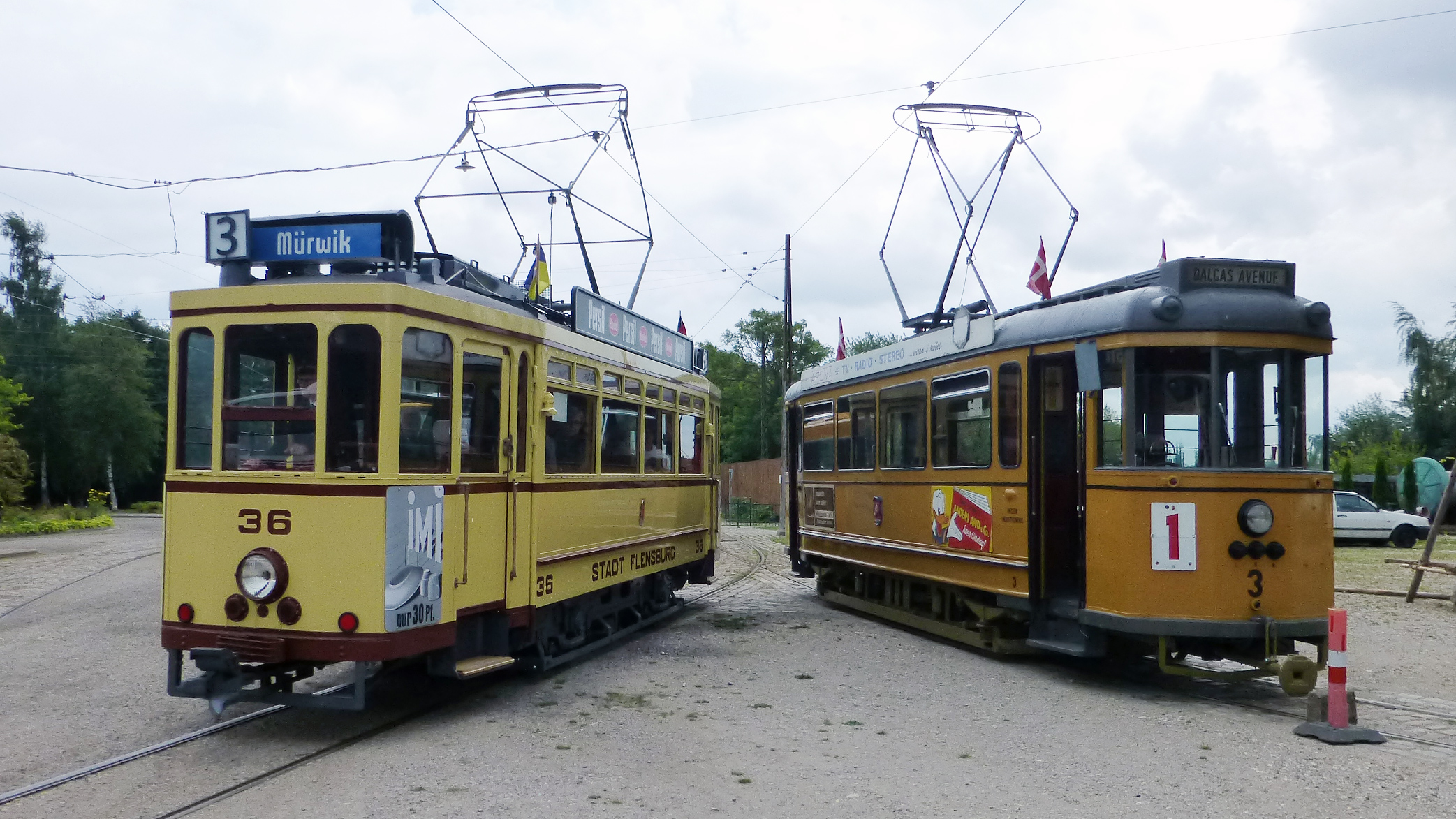
Motorwagen SFV 36 uit Flensburg en motorwagen ÅS 3 uit Aarhus.
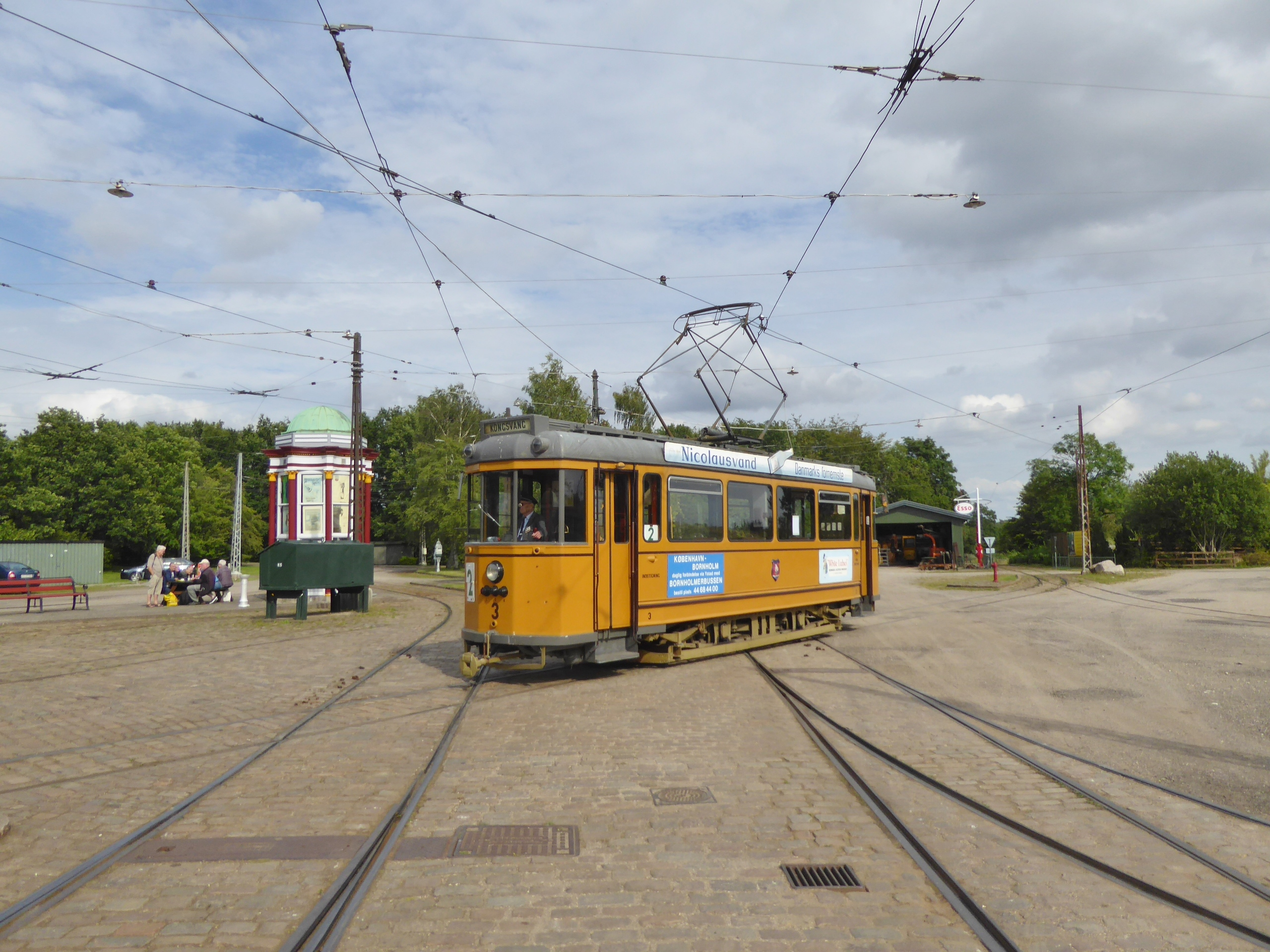
Motorwagen ÅS 3 uit Aarhus (bouwjaar 1945).
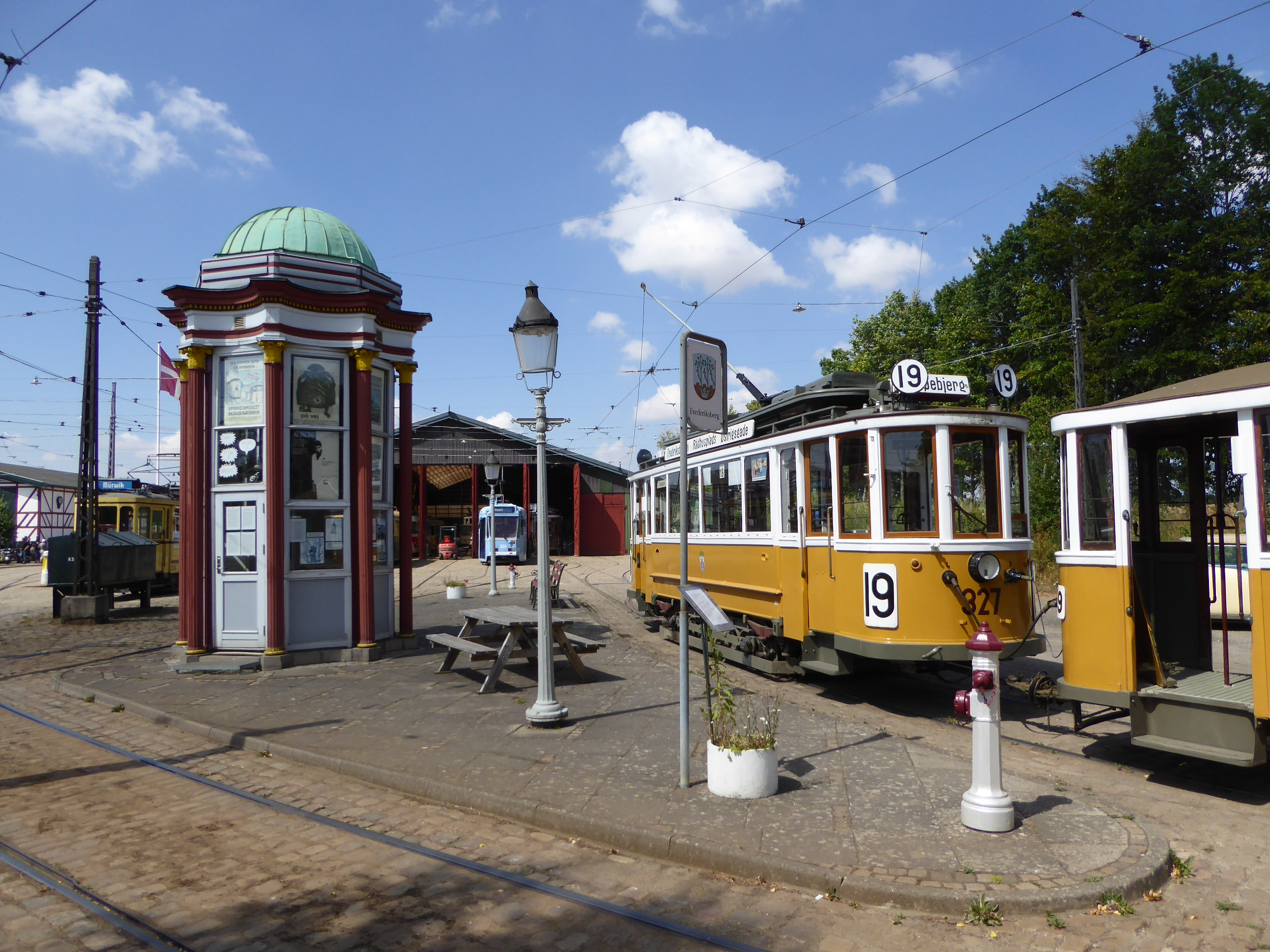
Telefoonkiosk en ander historisch straatmeubilair uit Frederiksberg in Kopenhagen. De tram erachter is de KS 327 (bouwjaar 1912).
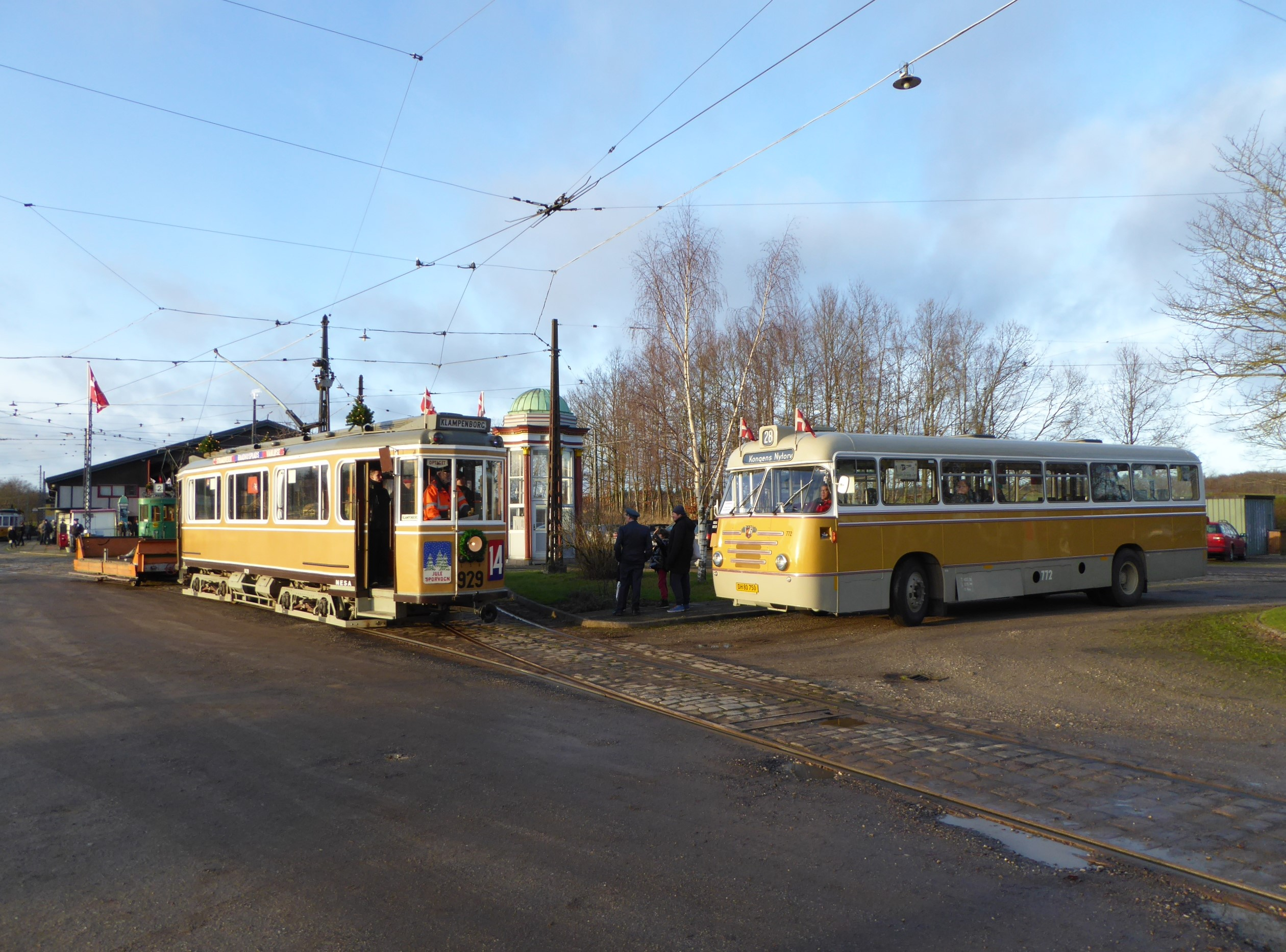
Motorwagen NESA 929 en bus KS 772 uit Kopenhagen.
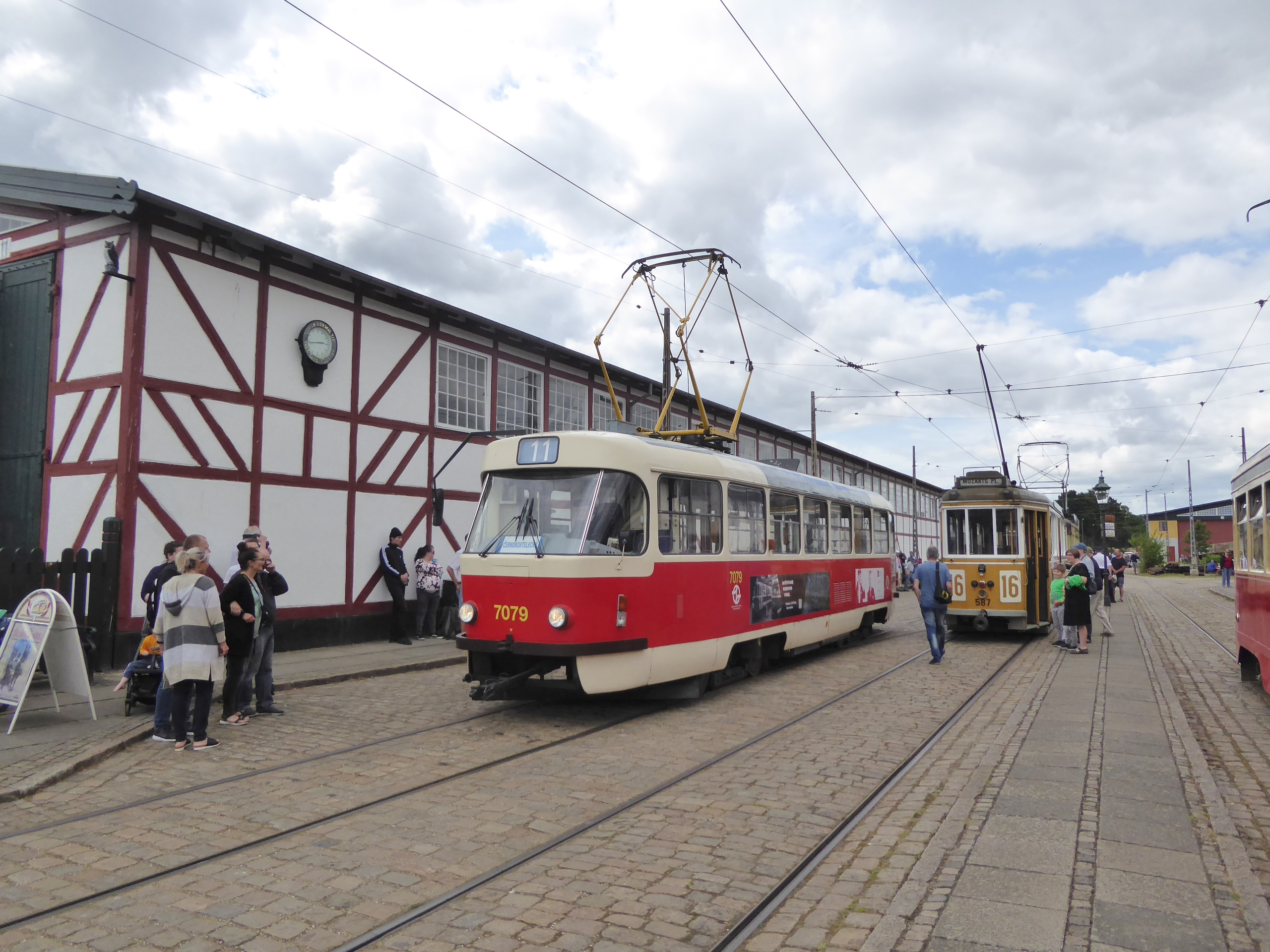
Tatramotorwagen 7079 uit Praag (bouwjaar 1985) en motorwagen KS 587 (bouwjaar 1940).
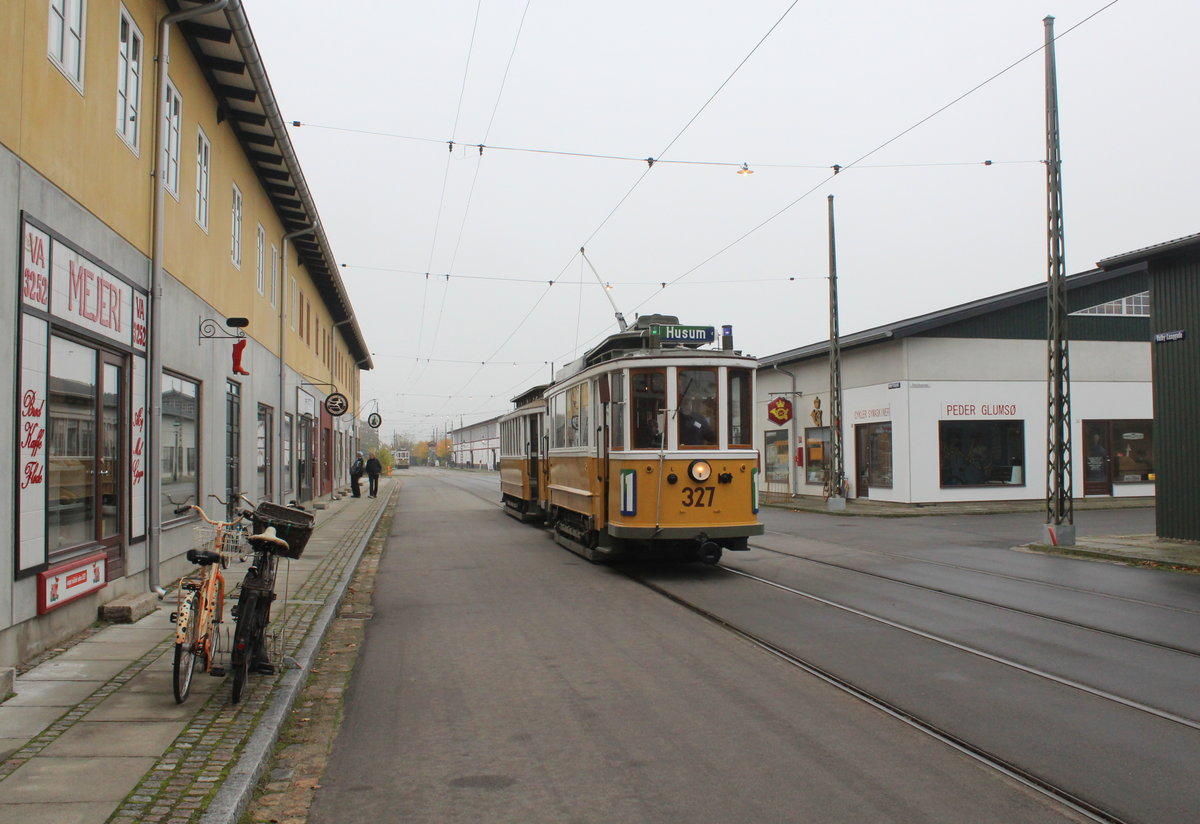
Motorwagen KS 327 (bouwjaar 1912) in de Valby Langgade, de 'Hoofdstraat' van het museum. Langs deze straat is een stedelijke sfeer gemaakt door de aankleding met winkels, waaronder de mejeri of ismejeri (links), dit was een melkwinkel.
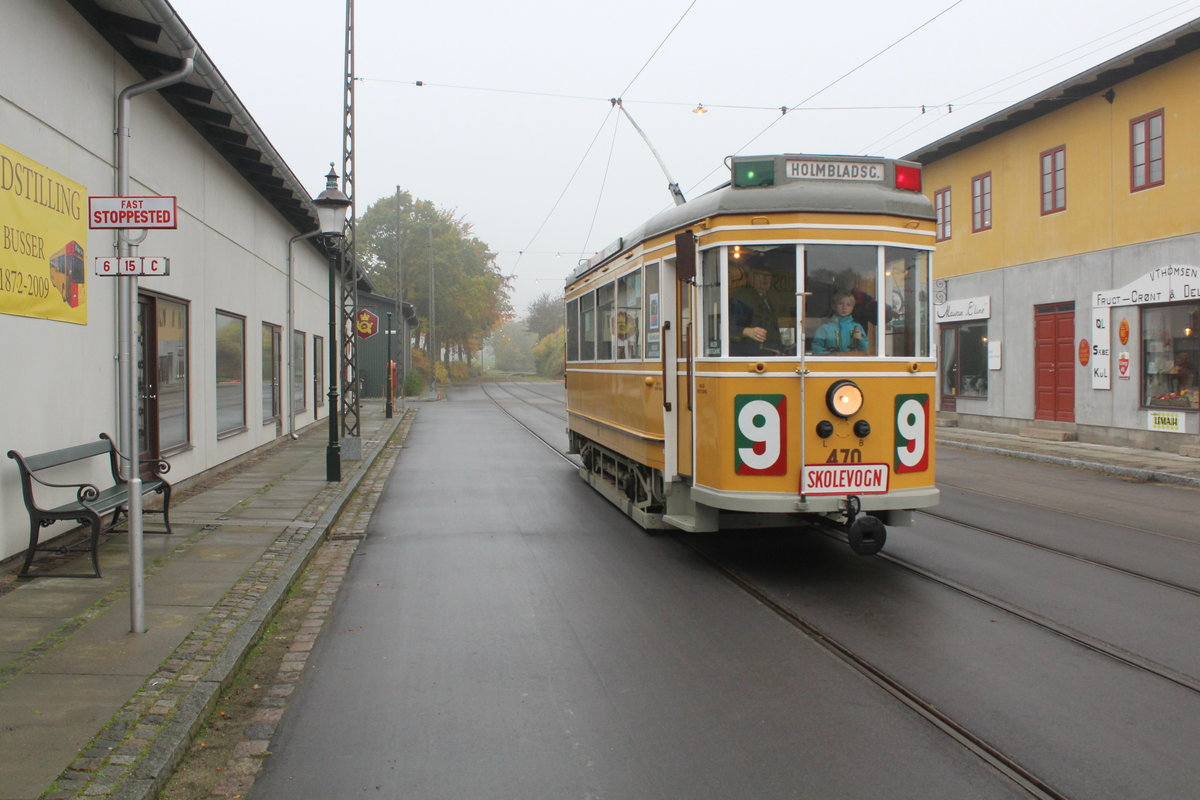
Motorwagen KS 470 rijdt als lestram door de Valby Langgade, de 'Hoofdstraat' van het museum.
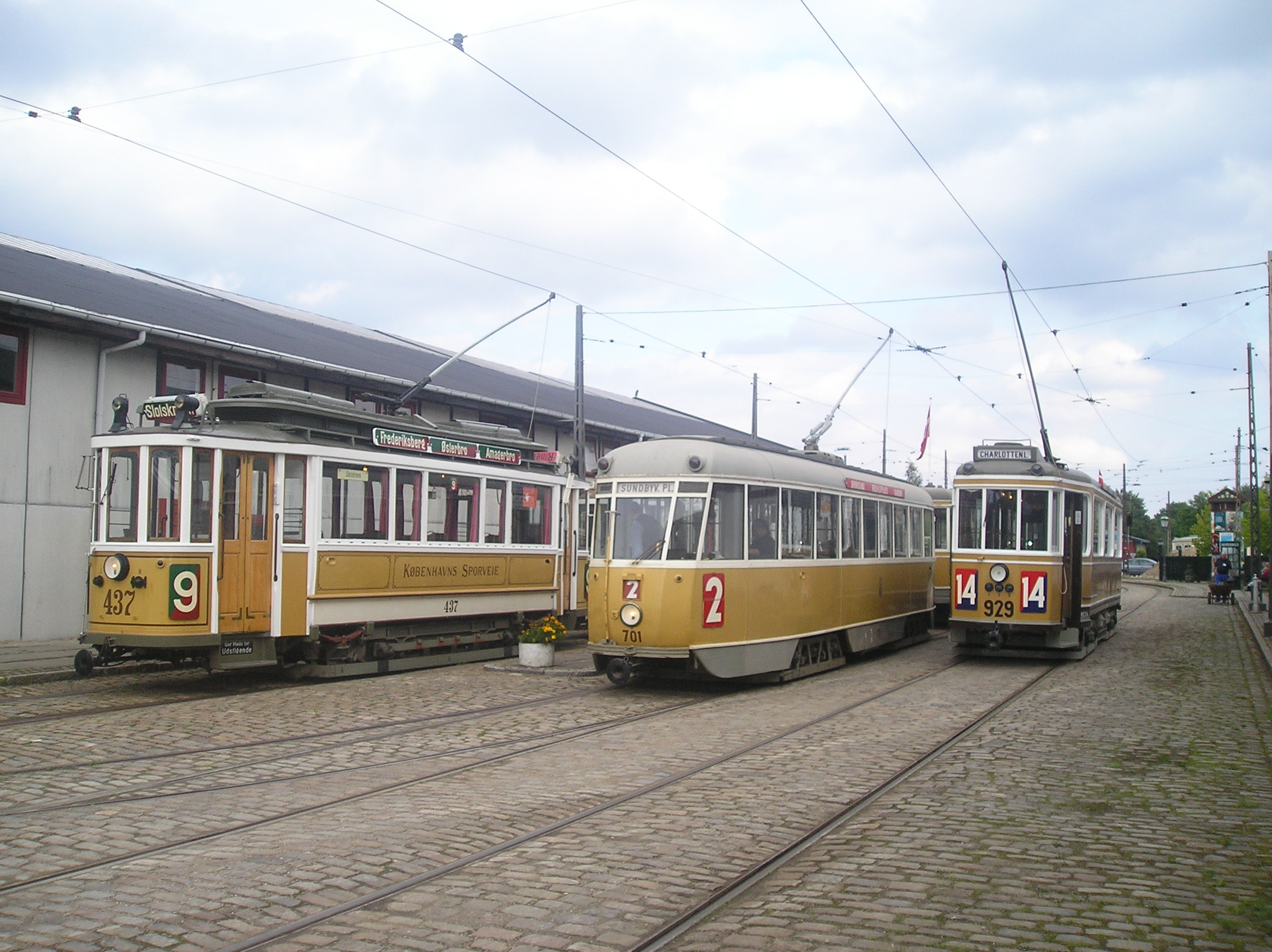
Motorwagens KS 437, KS 701 en NESA 929.
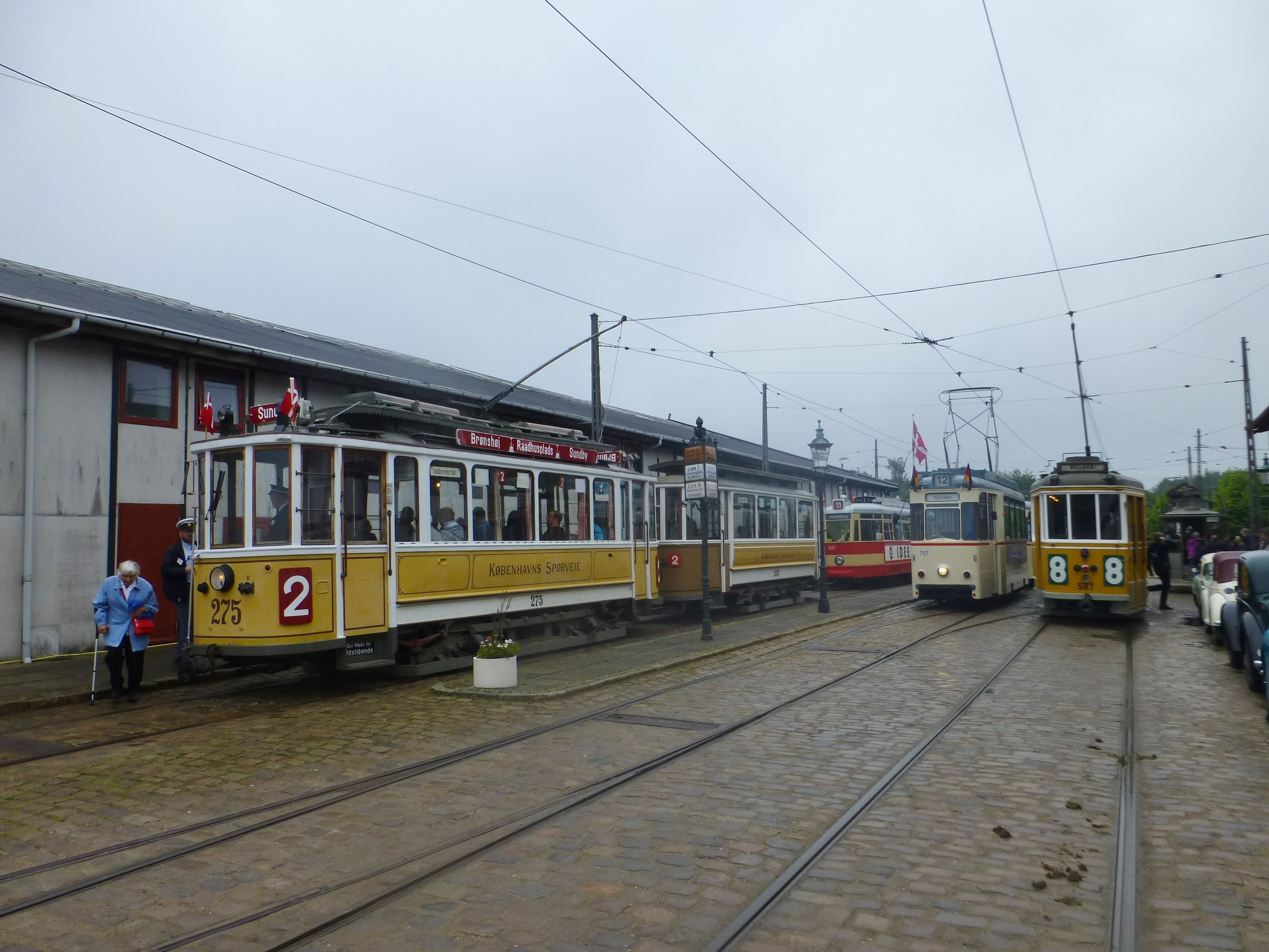
Tramstel KS 275 + KS 1253 en motorwagen HHA 3657 uit Hamburg, RSAG 797 uit Rostock en KS 587 uit Kopenhagen.
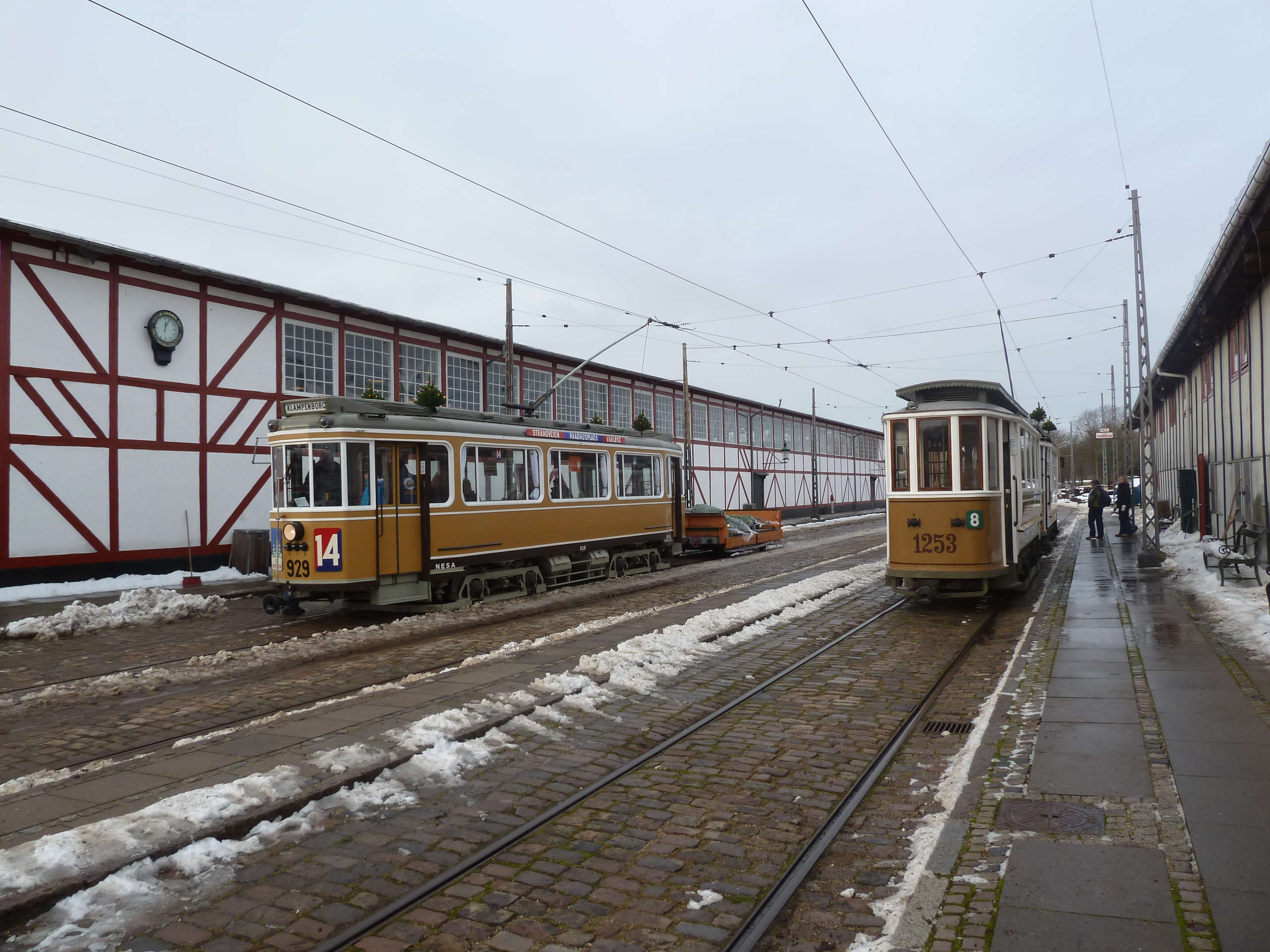
Tramstel NESA 929 + KS 1253.
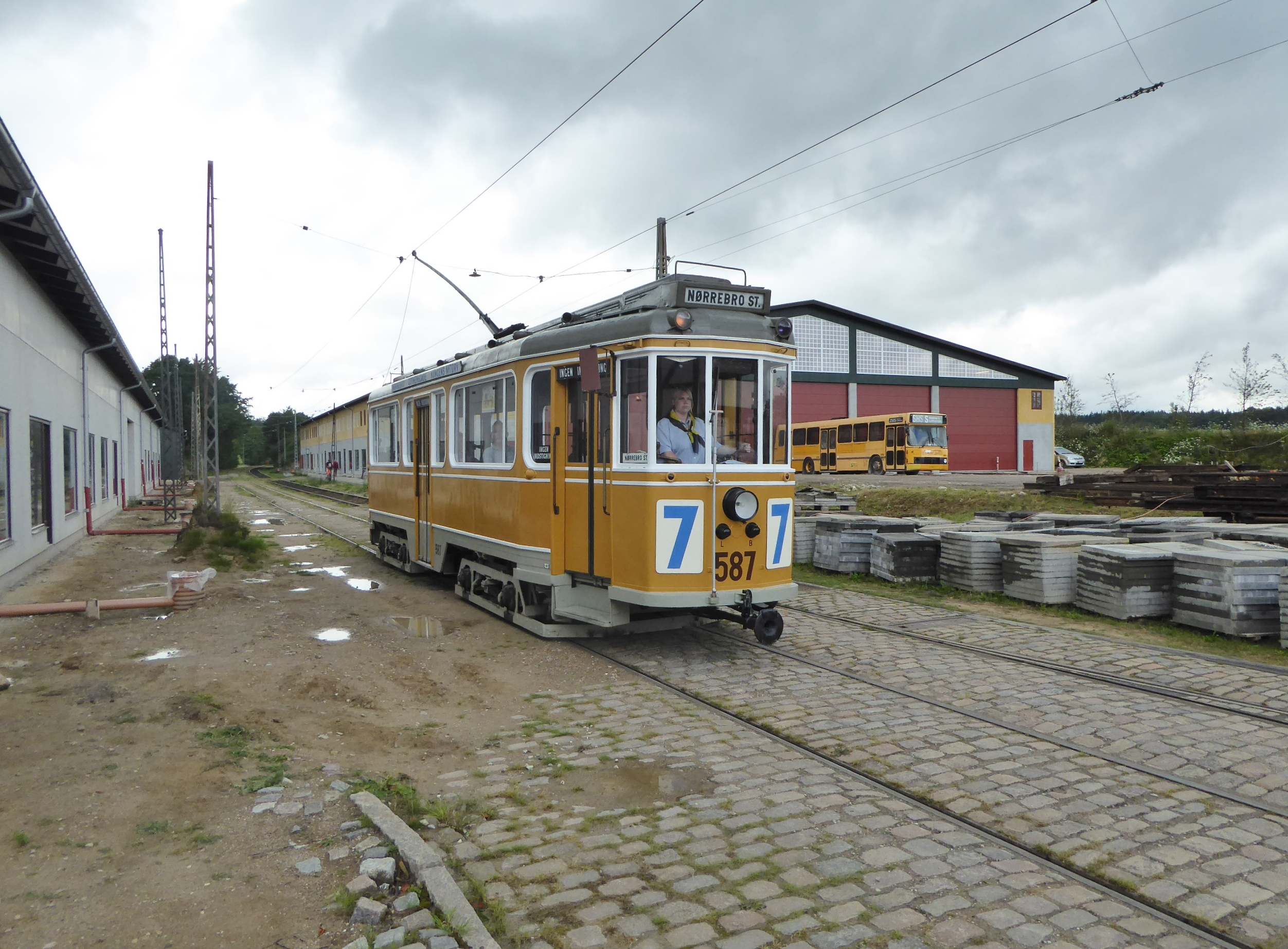
Motorwagen KS 587 (bouwjaar 1940). De museumstraat Valby Langgade tussen de remisegebouwen is uitgebreid.
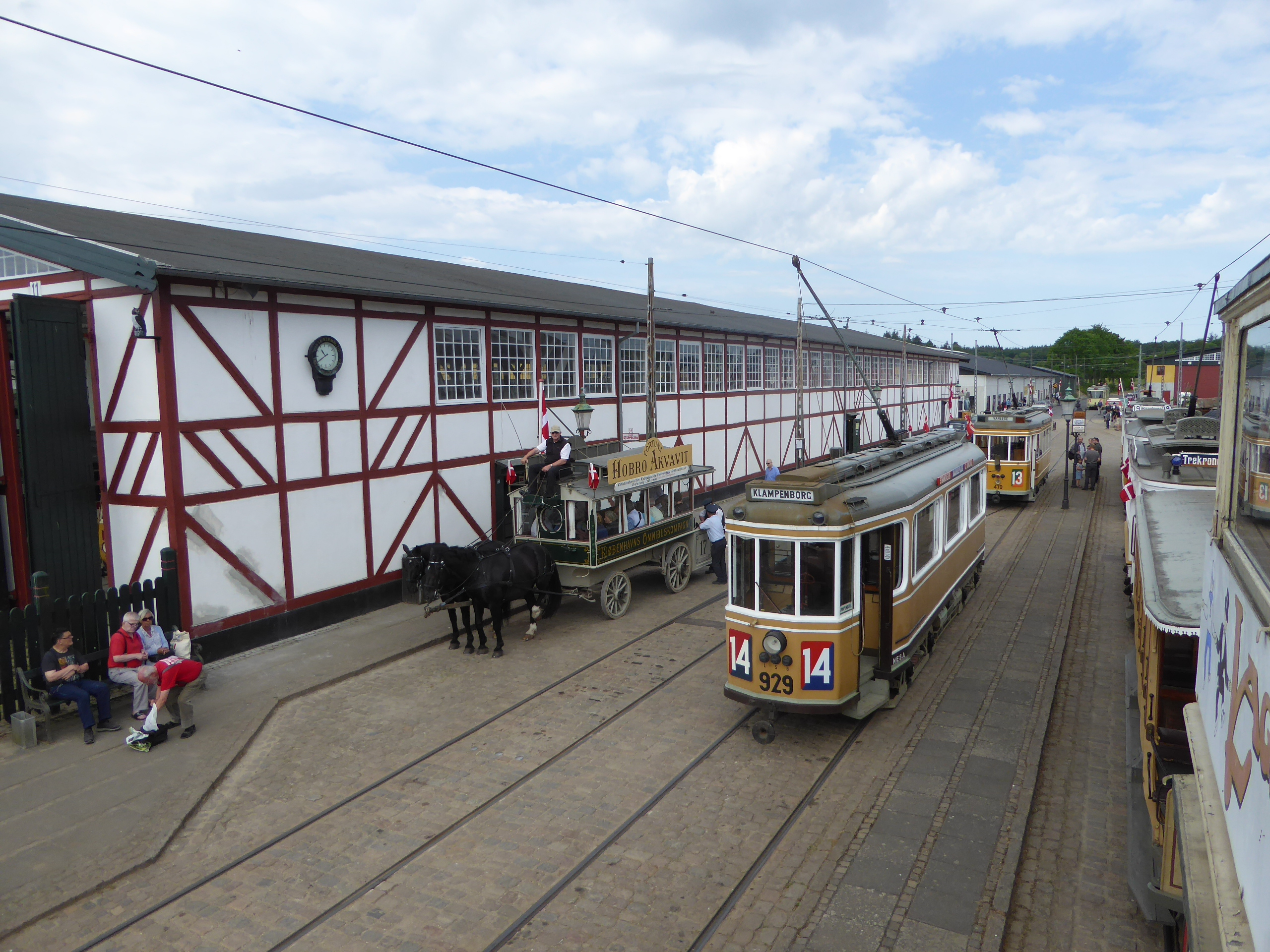
Paardenomnibus KO 17 (bouwjaar 1897) en motorwagen NESA 929 (bouwjaar 1934).
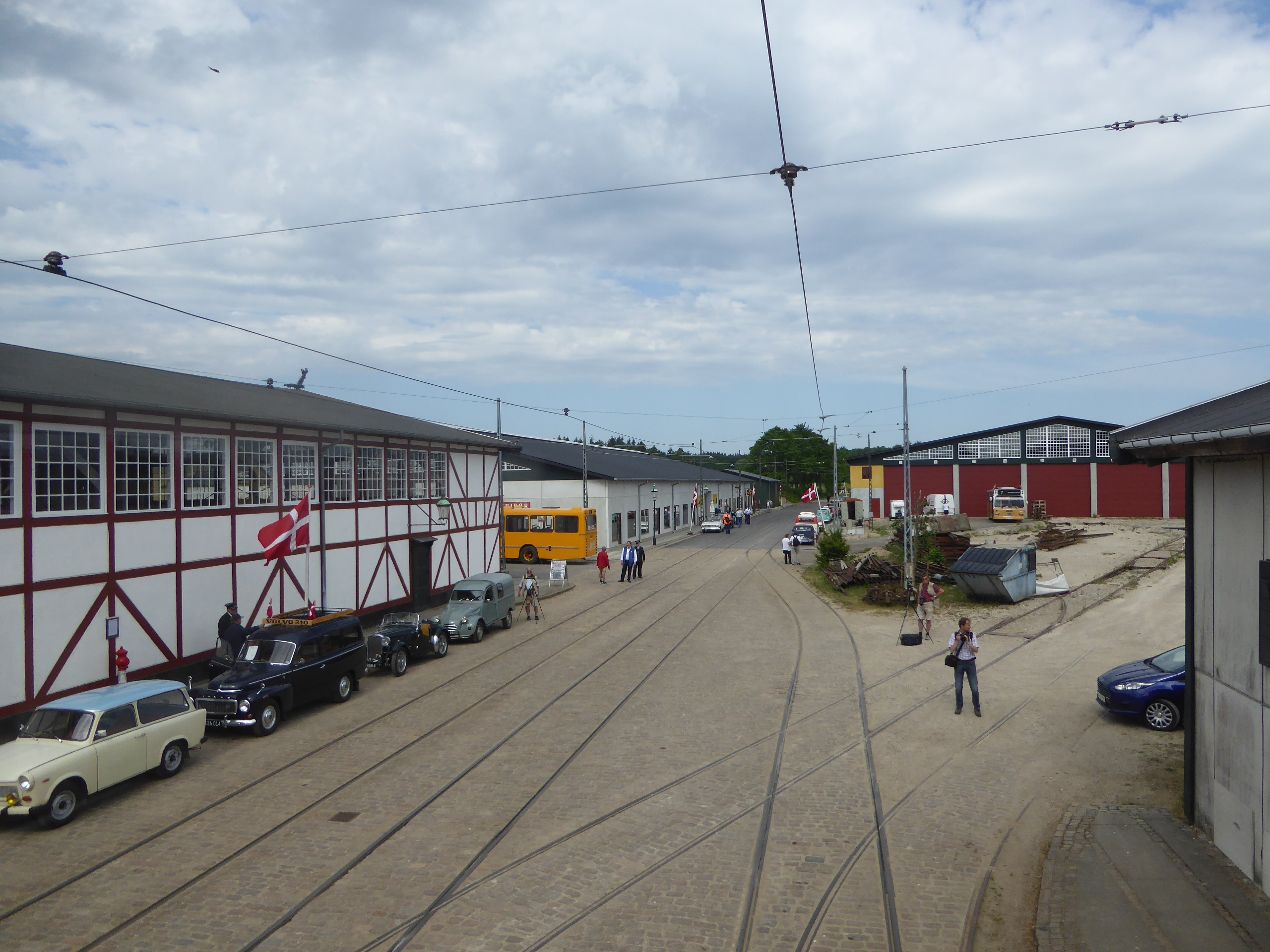
Overzicht van de sporensituatie in de museumstraat Valby Langgade, gezien vanaf de bovenverdieping van de dubbeldekstram FS 50.
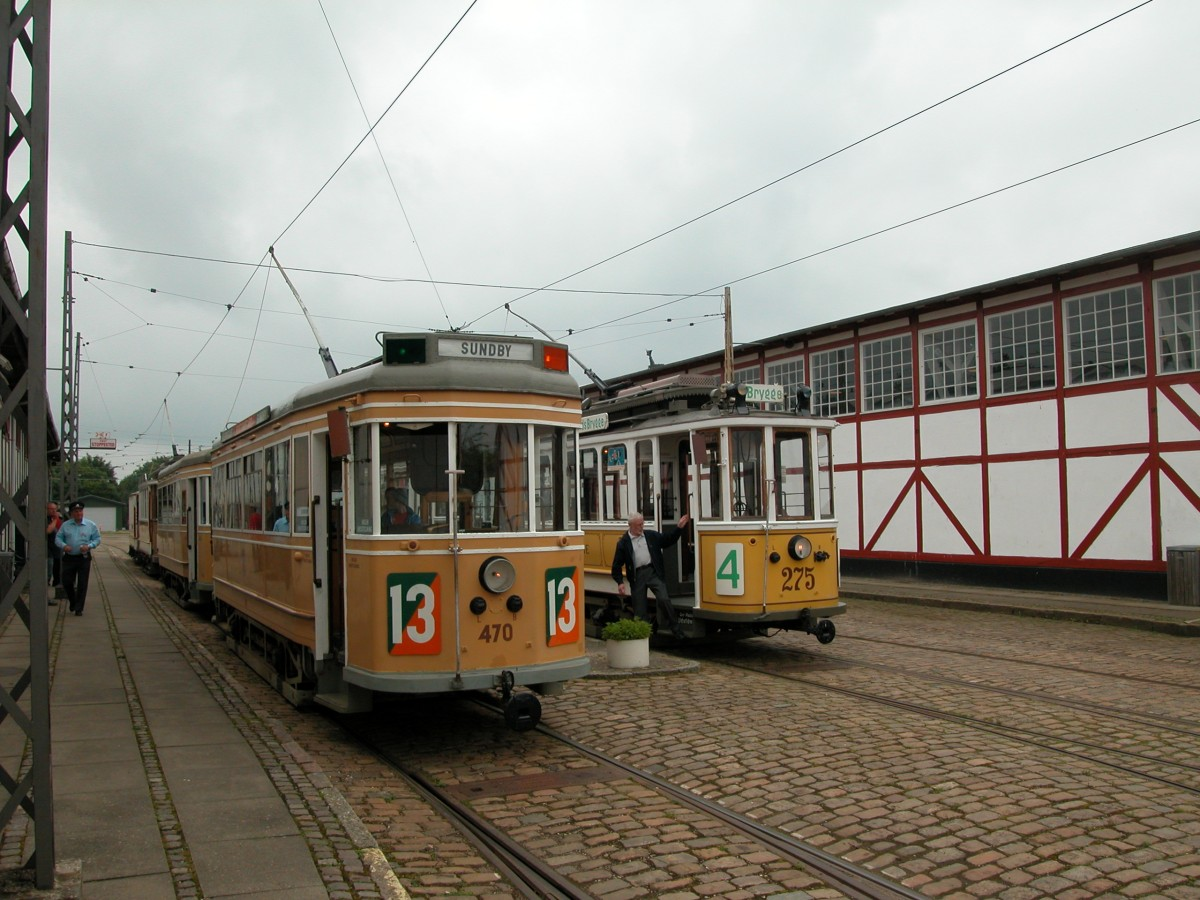
Motorwagens KS 470 (bouwjaar 1945) en KS 275 (bouwjaar 1907) op het vertrekspoor tussen de remisegebouwen van het museum.
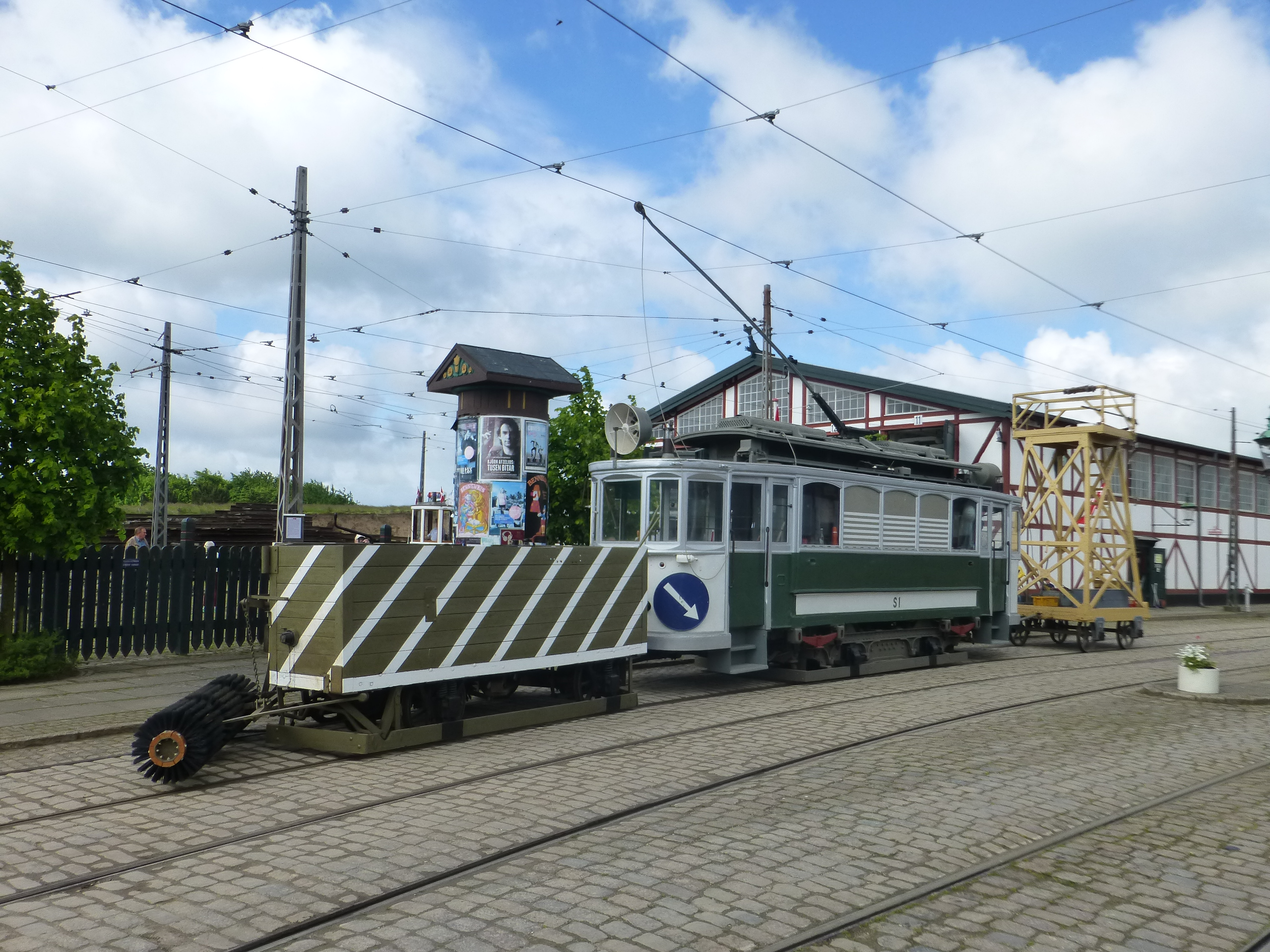
Werkwagen KS S1 (bouwjaar 1900).
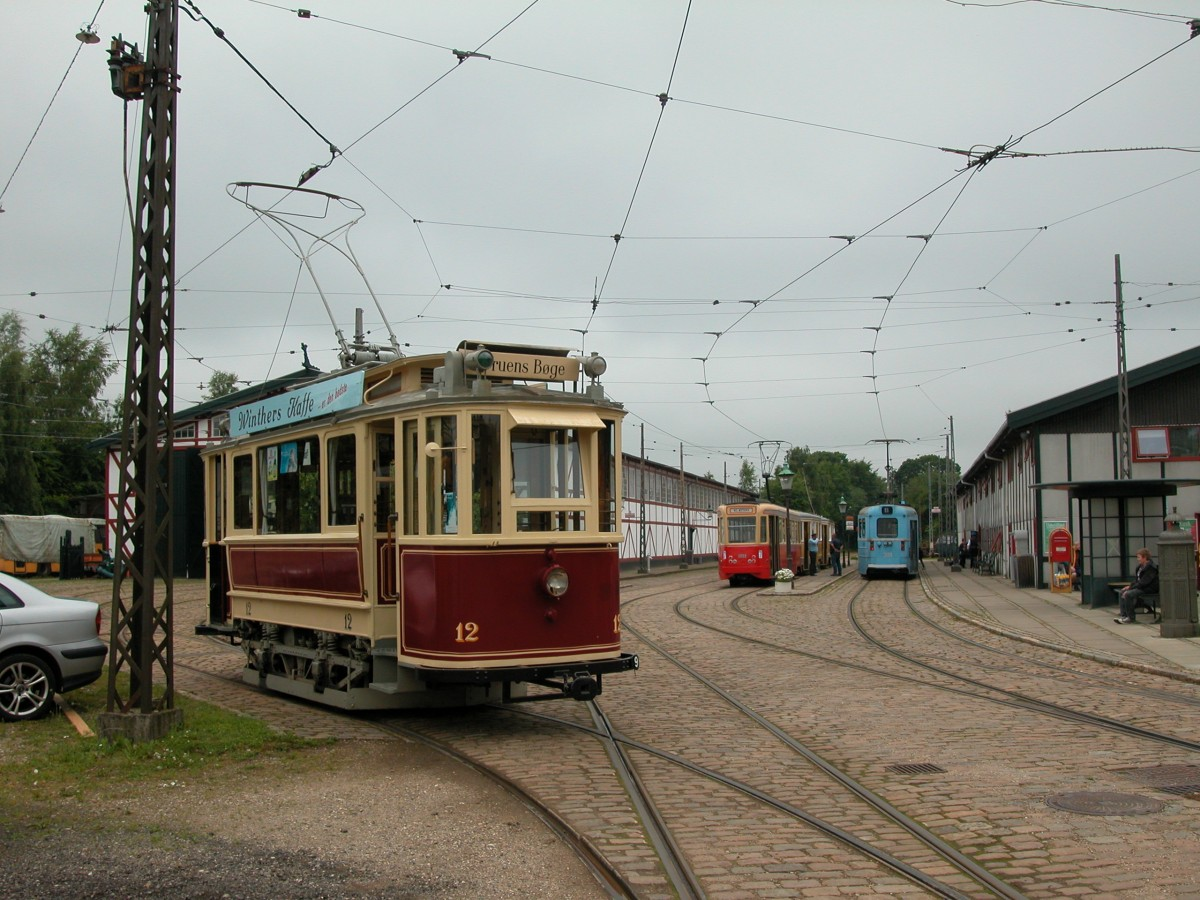
Motorwagen OS 12 uit Odense (bouwjaar 1913).
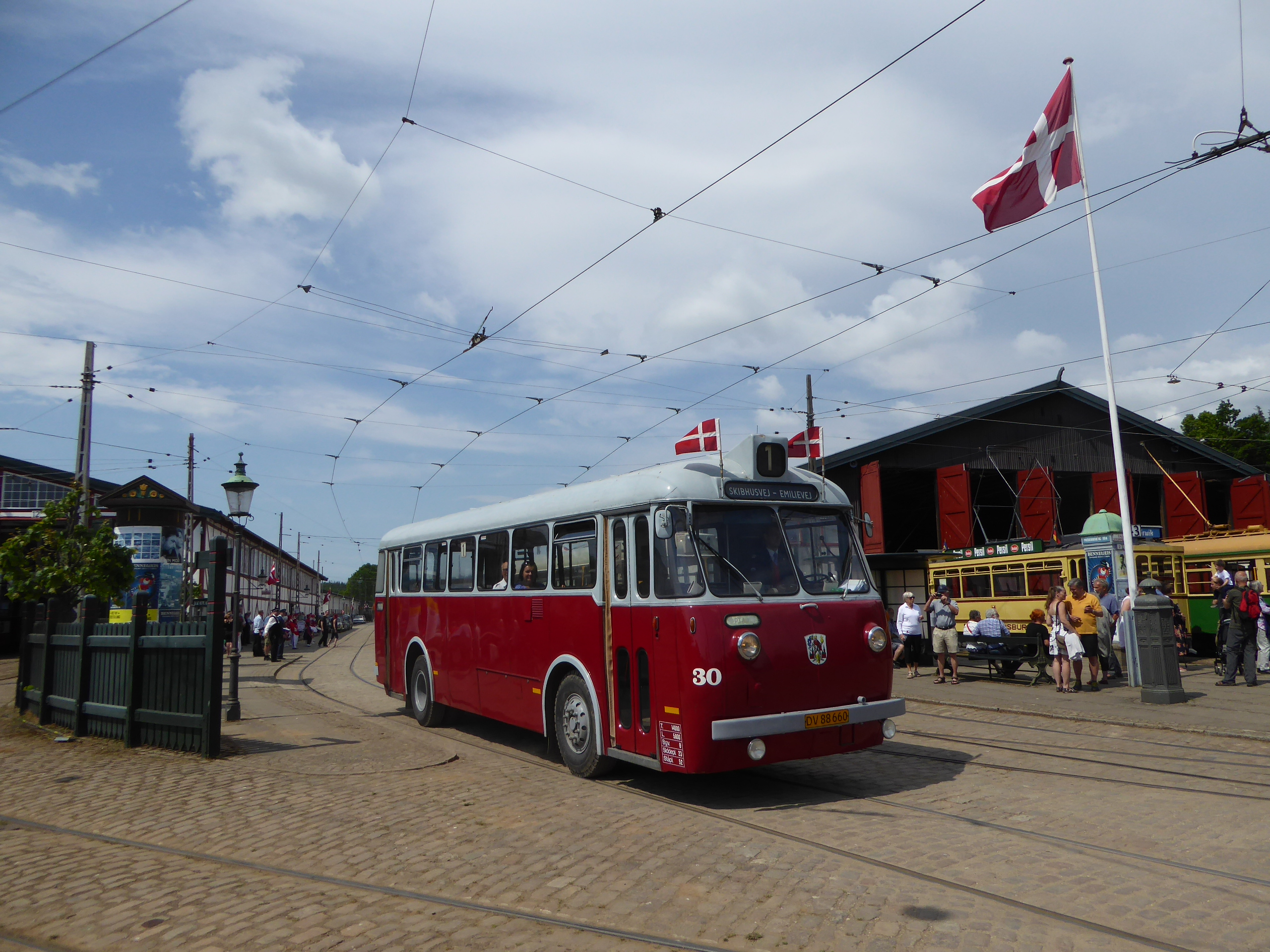
Oude autobus uit Odense, OB 30 (bouwjaar 1952).
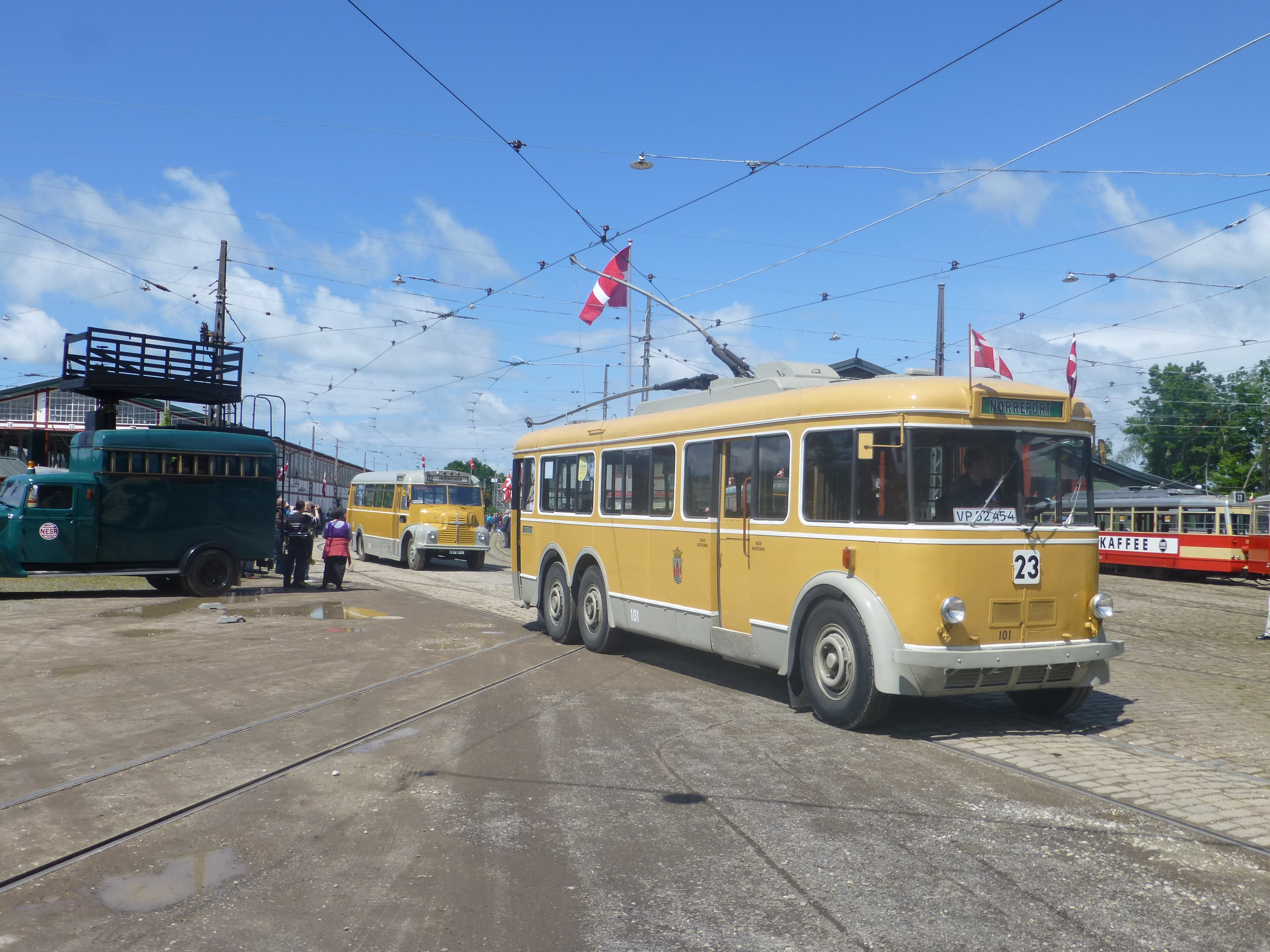
Trolleybus uit Kopenhagen, KS 101 (bouwjaar 1938).
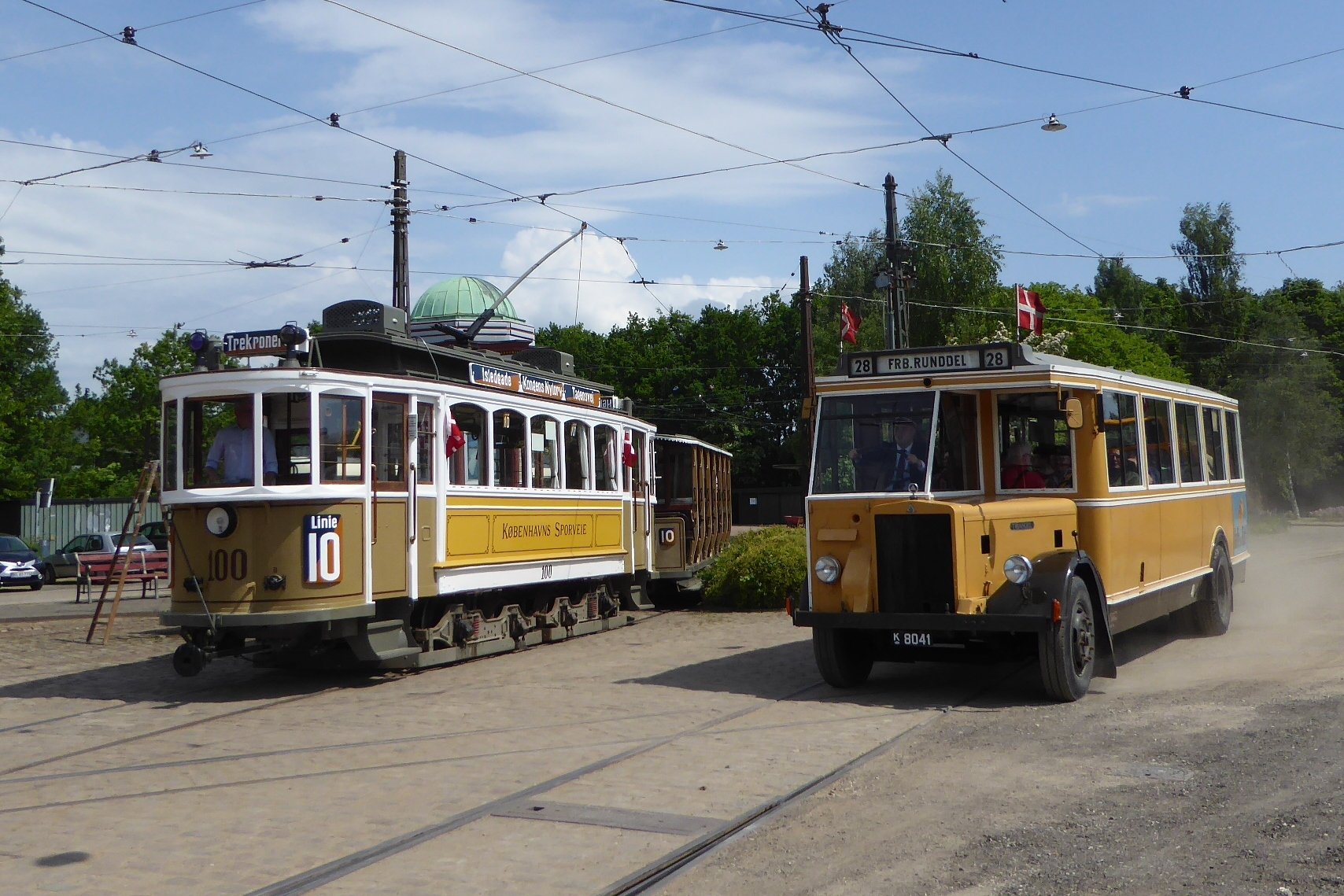
Motorwagen KS 100 en bus uit Kopenhagen, KS 41 (bouwjaar 1933).

## Flemmingsminde en Eilers Eg

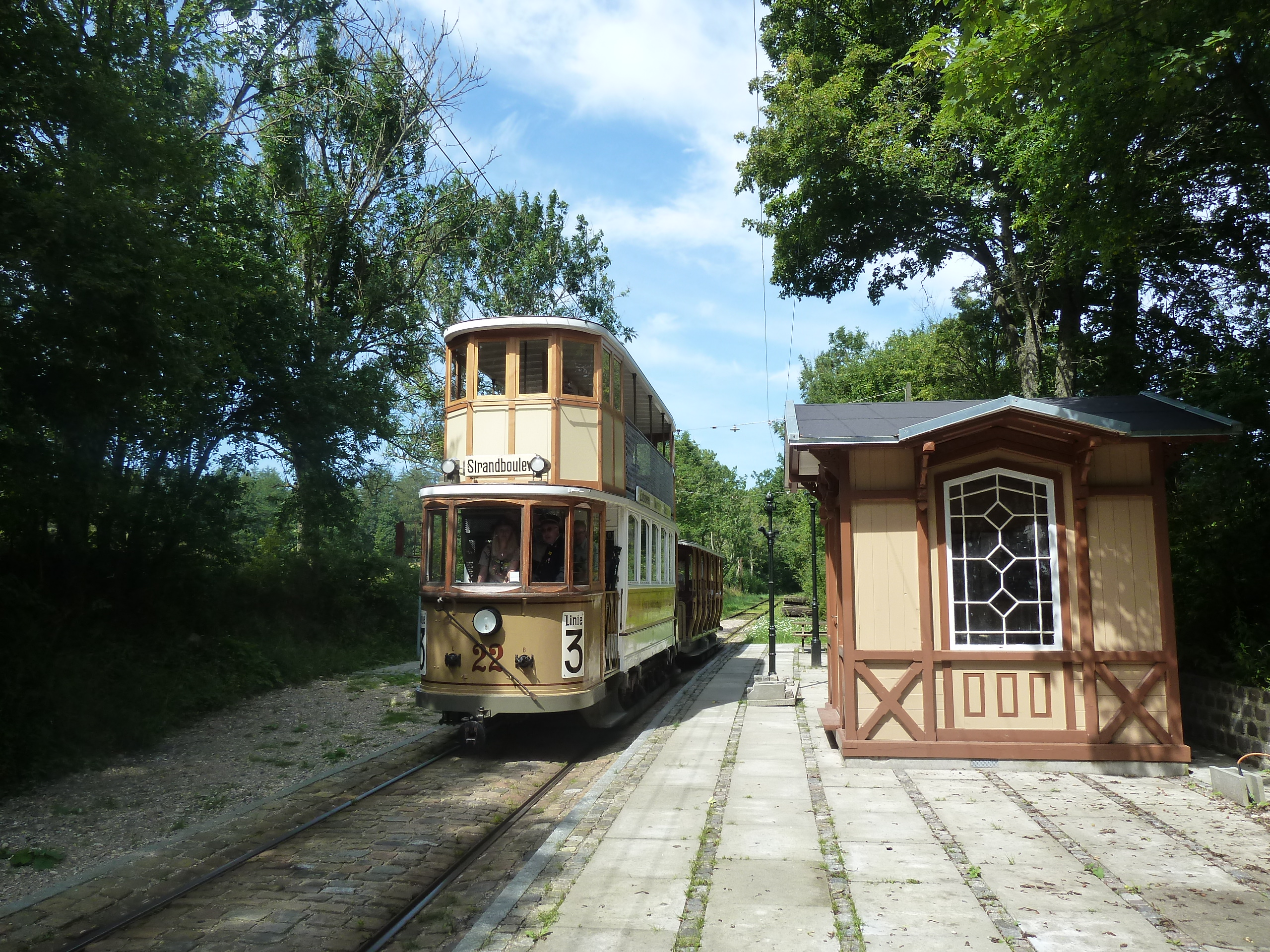
Motorwagen KS 22 onderweg op de museumtramlijn bij de halte Flemmingsminde.
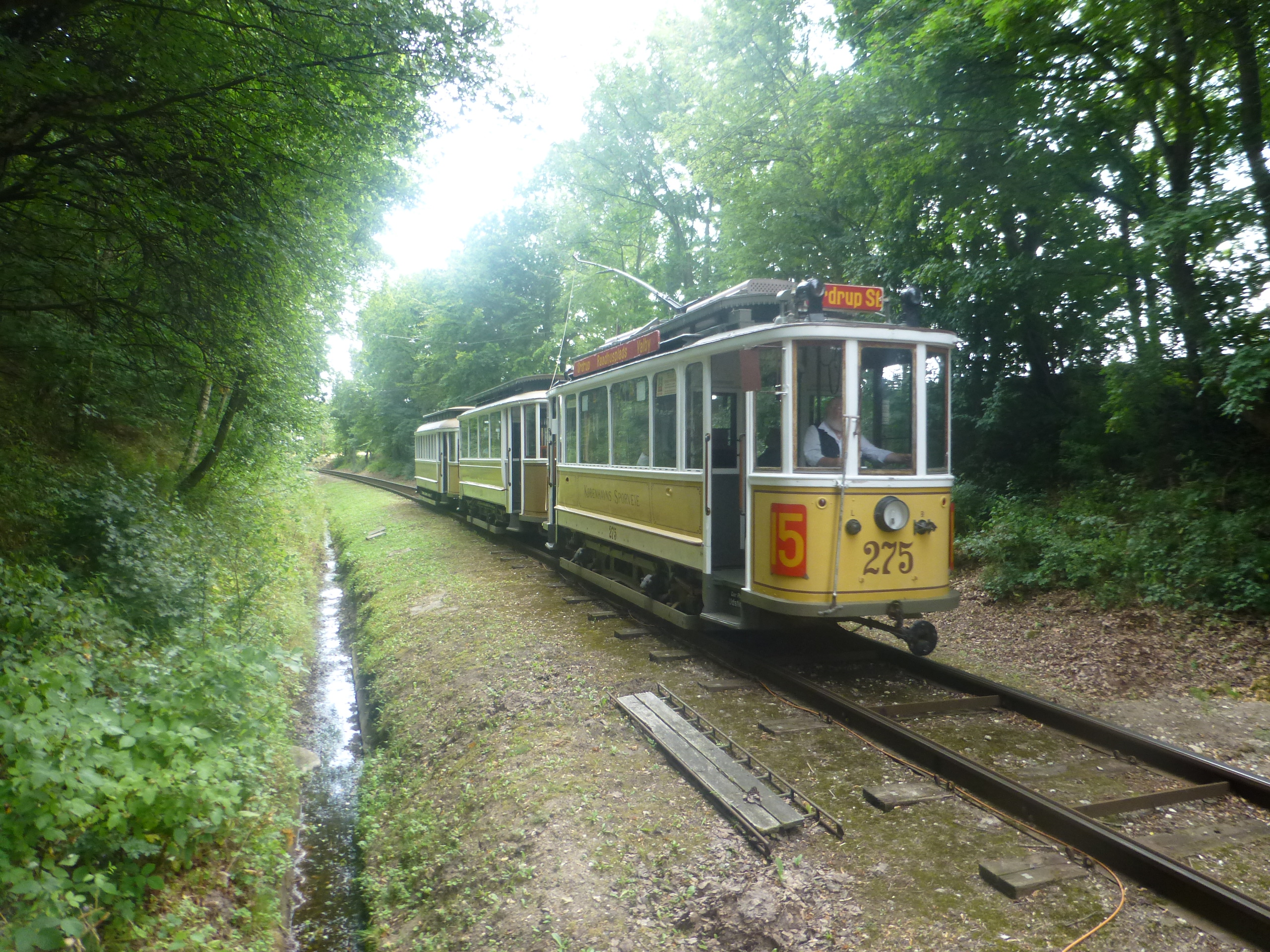
Tramstel KS 275 + 1253 + 1460 bij de halte Flemmingsminde.
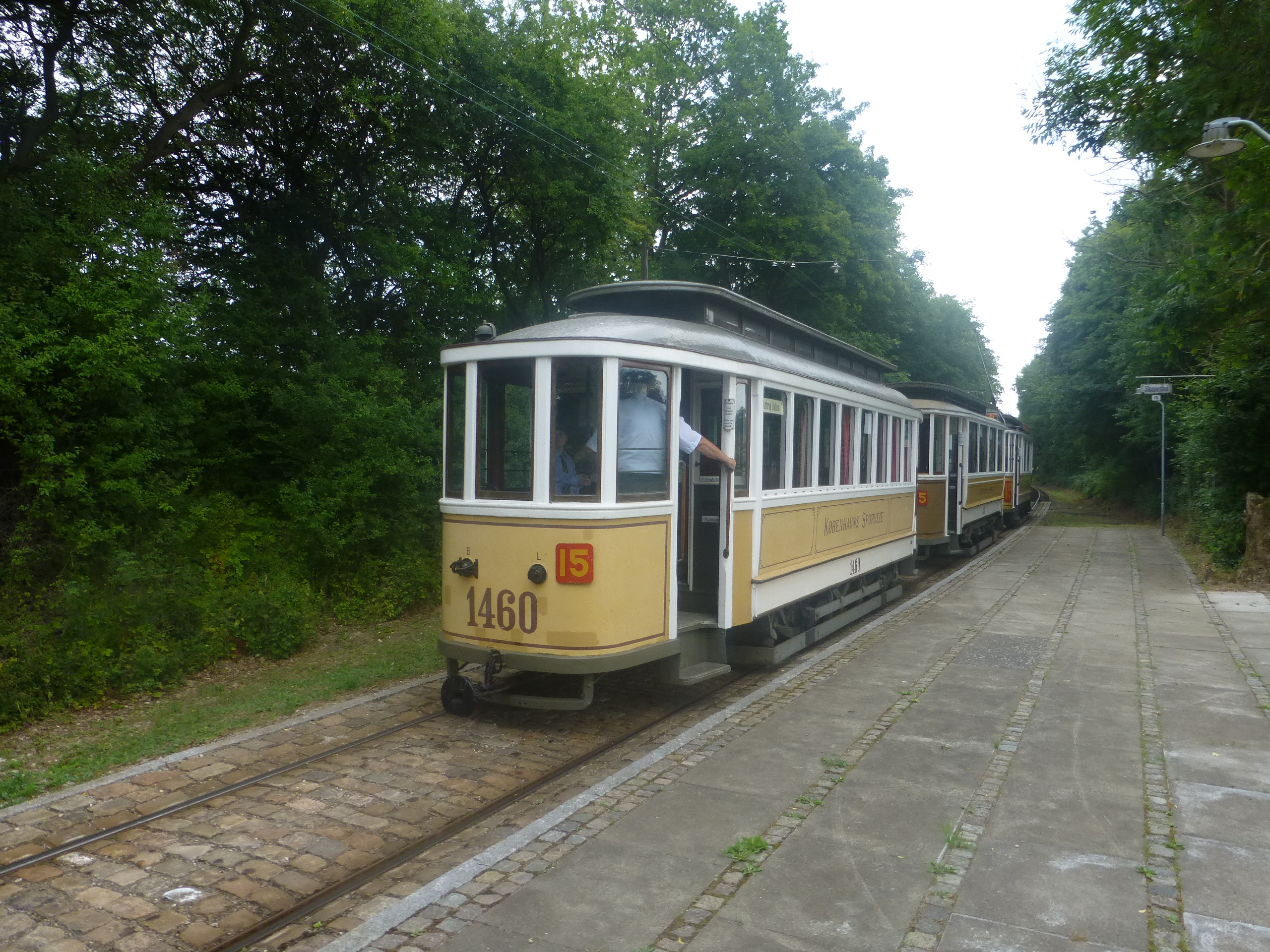
Tramstel KS 1460 + 1253 + 275 te Flemmingsminde.
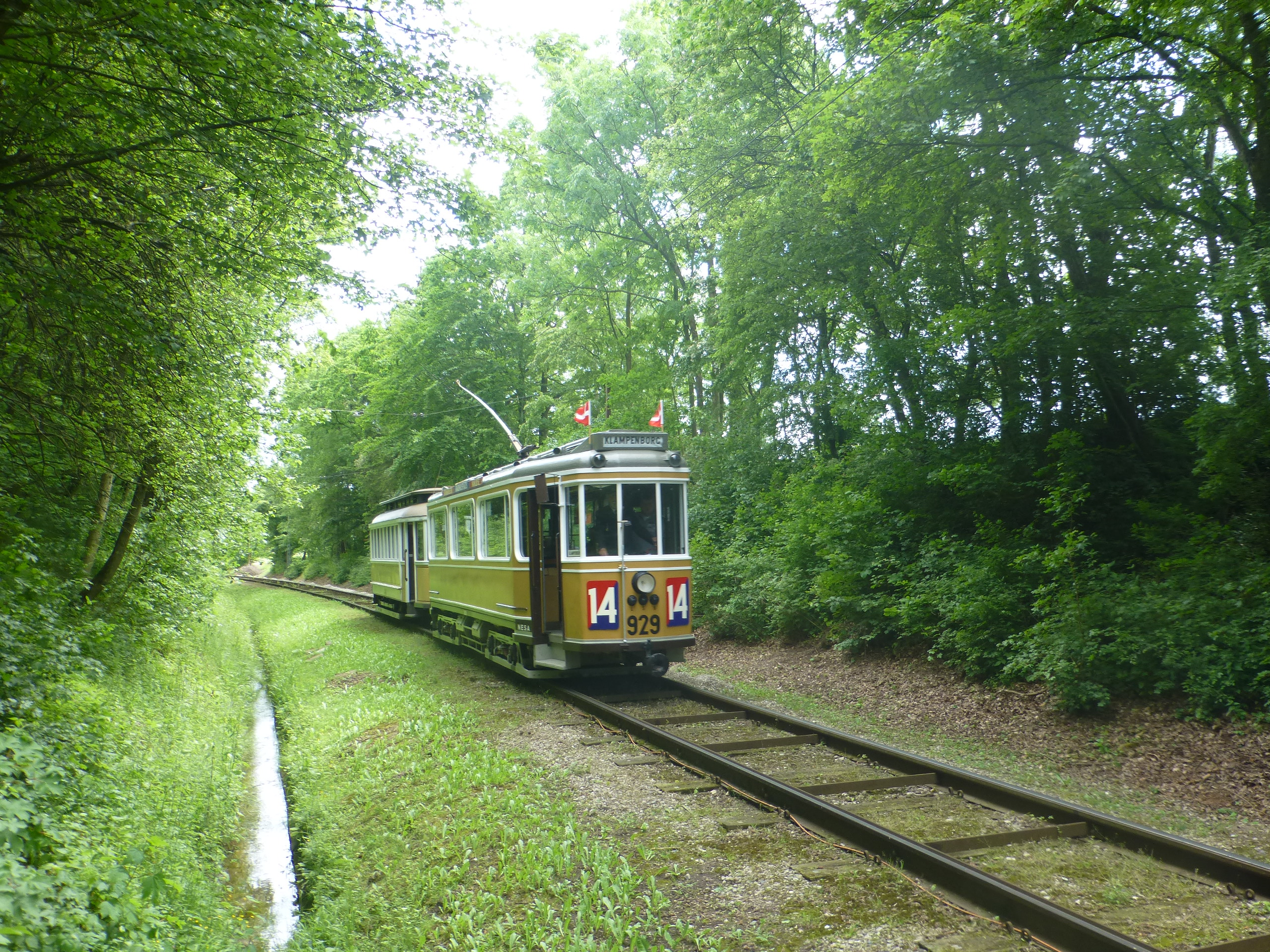
Tramstel NESA 929 (bouwjaar 1934) + KS 1460 (bouwjaar 1920) te Flemmingsminde langs de museumtramlijn.
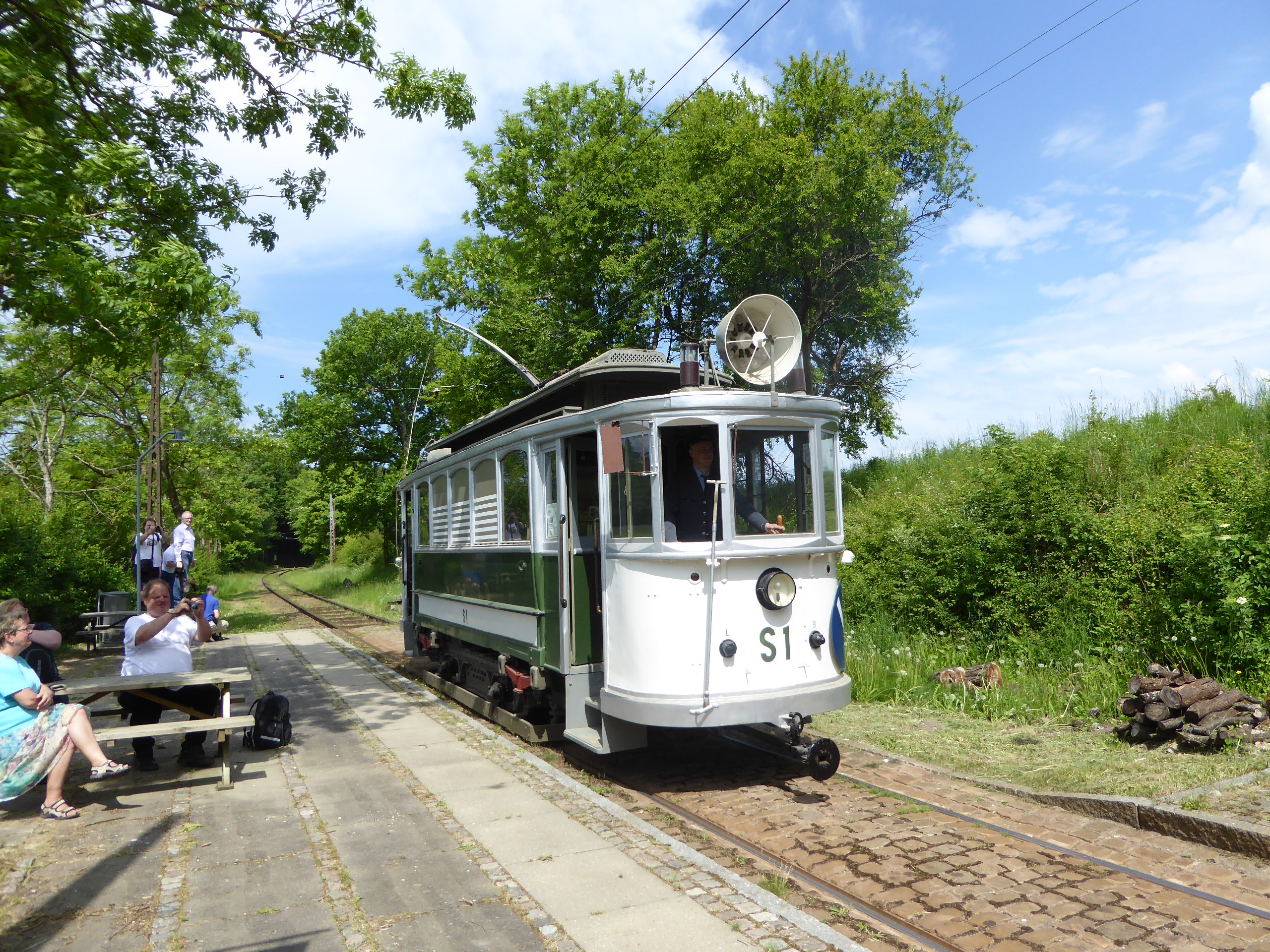
Werkwagen KS S1 (bouwjaar 1900) te Flemmingsminde. De tram wordt normaal alleen geëxposeerd, maar maakte hier een speciale fotorondrit.
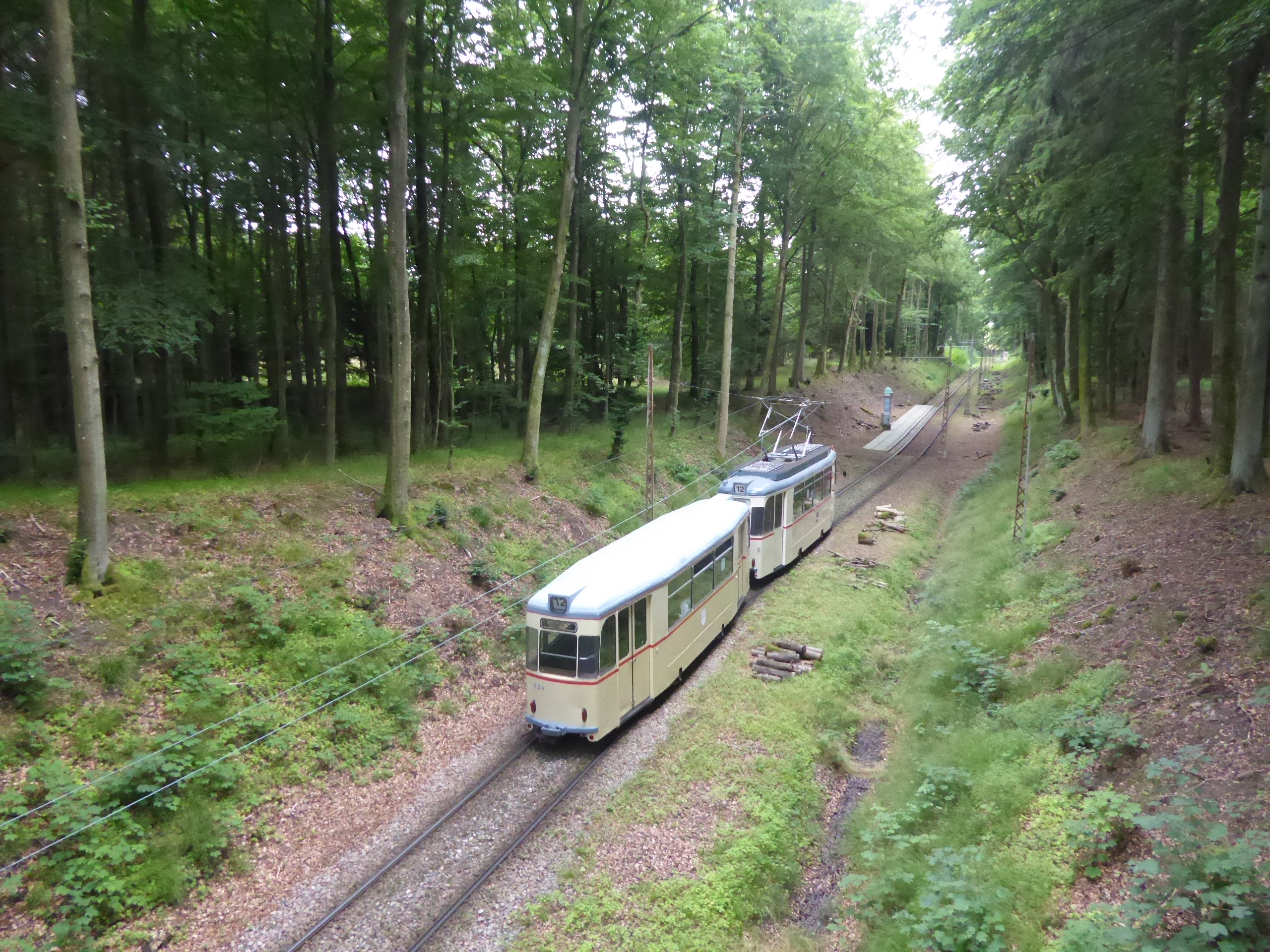
Tramstel uit Rostock RSAG 797 (bouwjaar 1976) + RSAG 924 (bouwjaar 1967) bij de tramhalte Broen.
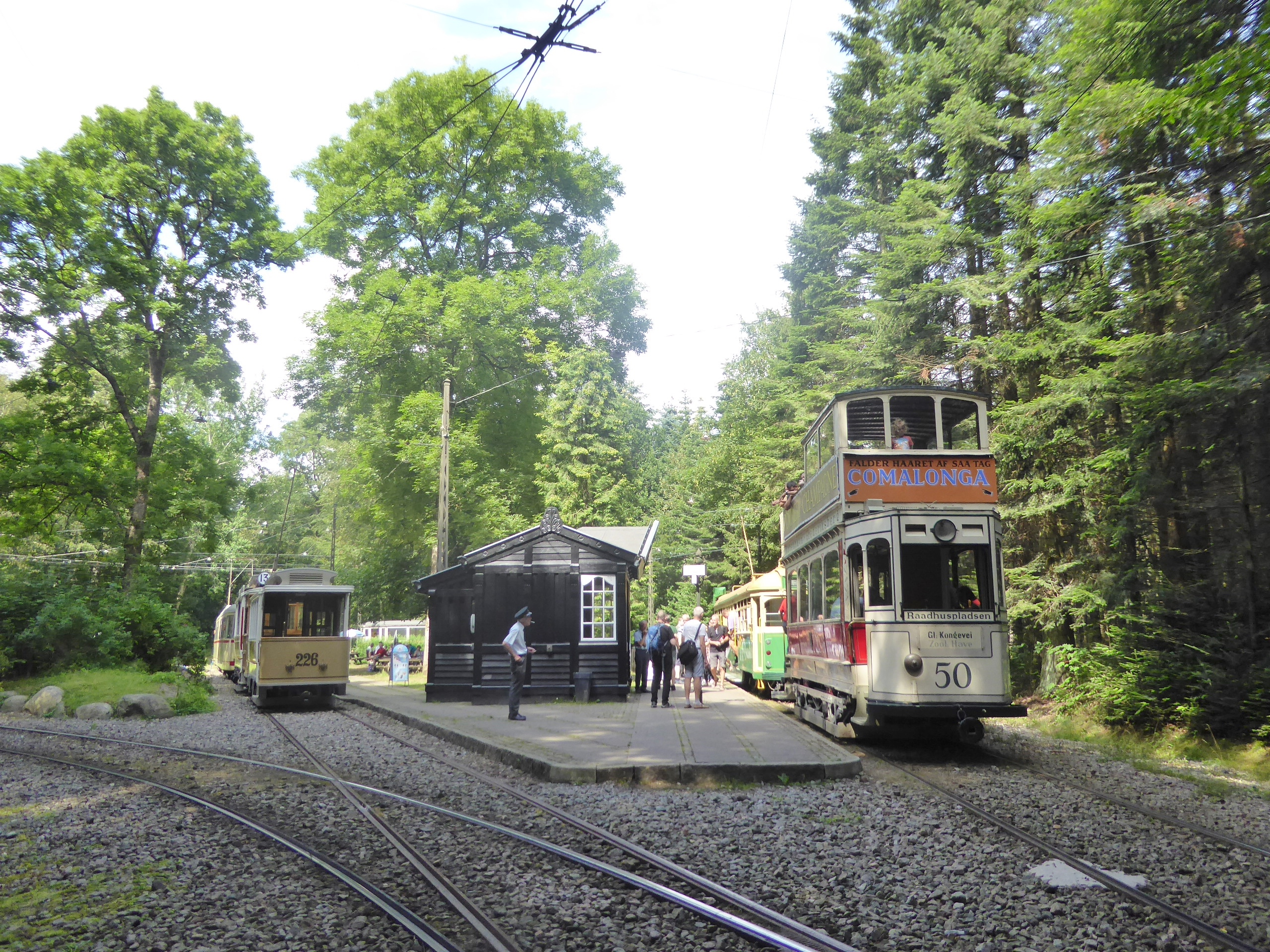
Links bijwagen KS 226 (bouwjaar 1897), rechts motorwagen FS 50 (bouwjaar 1915) te Eilers Eg.
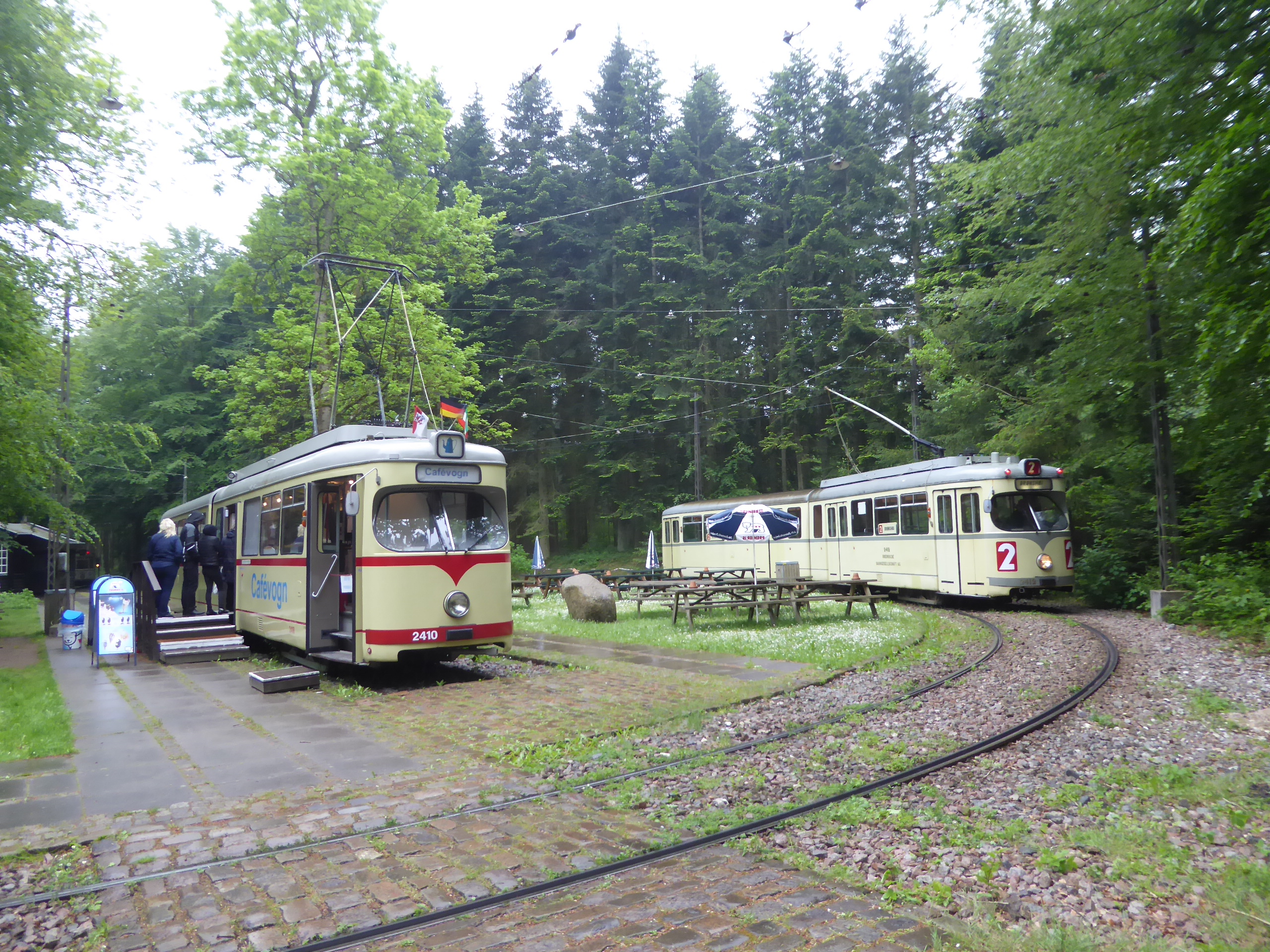
Gelede wagens uit Düsseldorf, RBG 2410 en 2412 (bouwjaar 1957) te Eilers Eg. De 2410 wordt gebruikt als café tram.
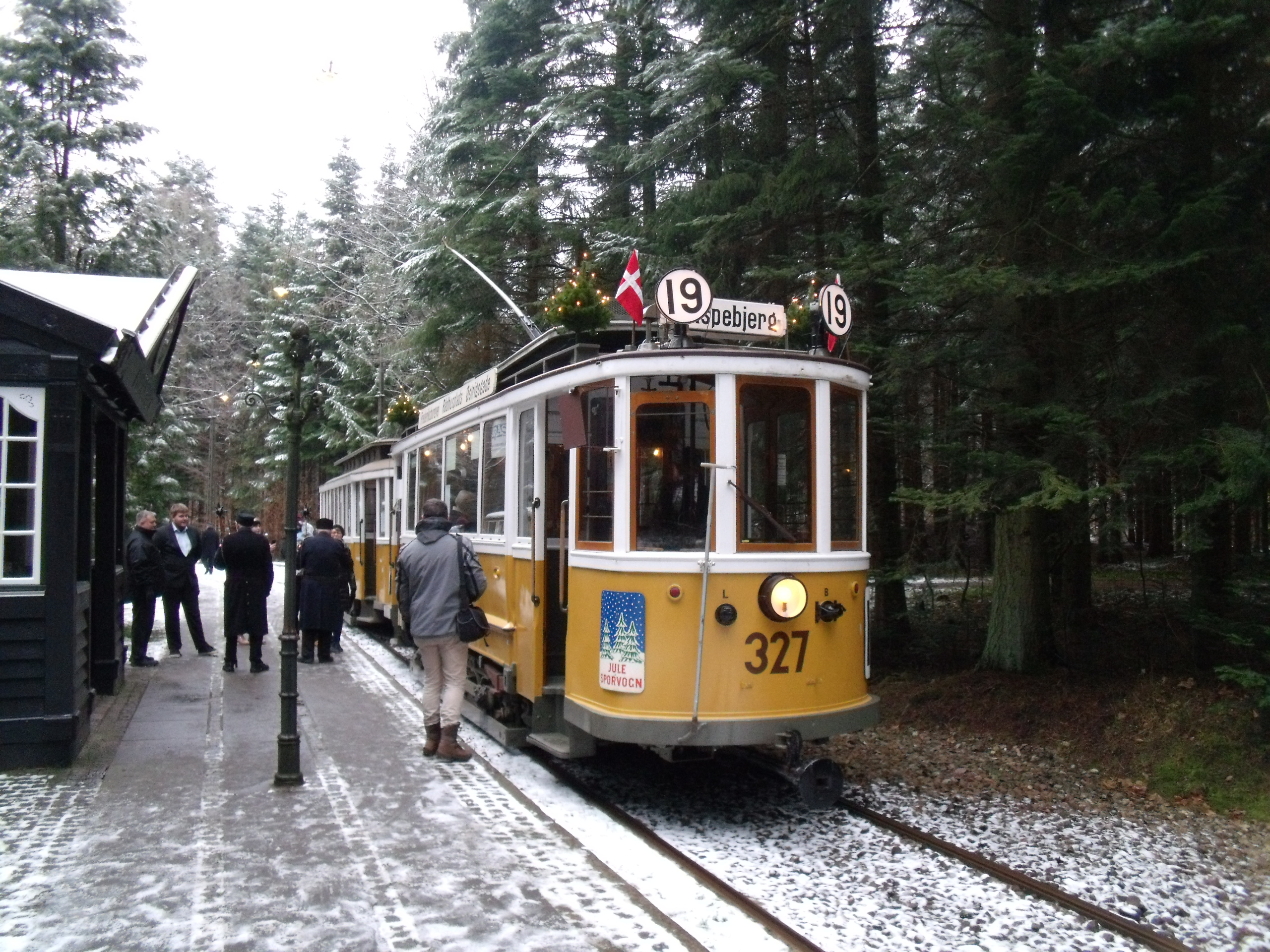
Tramstel KS 327 + 1321 te Eilers Eg. De tram is versierd voor de kerstdagen.
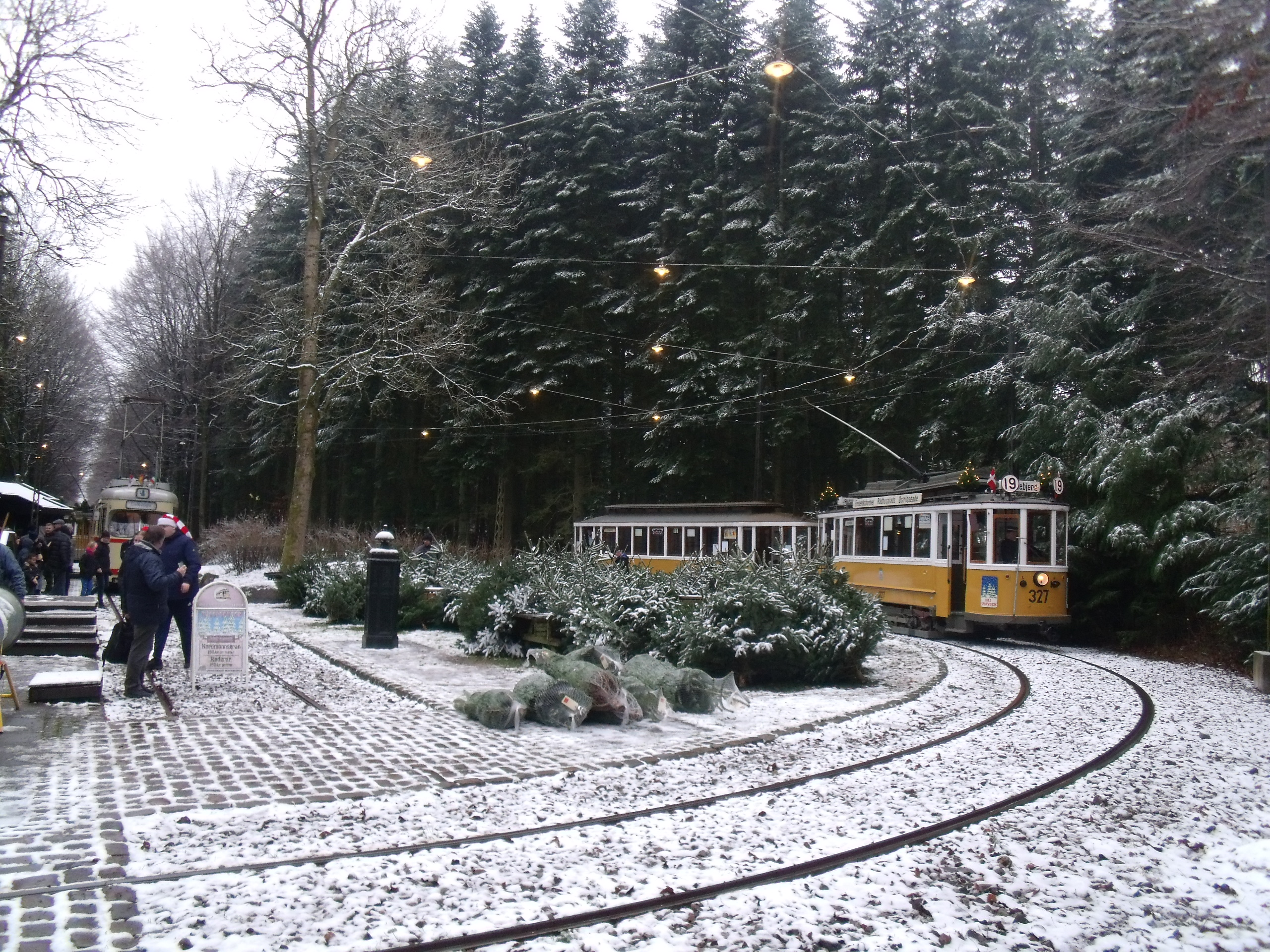
Tramstel KS 327 + 1321 bij de verkoop van kerstbomen te Eilers Eg.